# BMW Série 3
La BMW Série 3 est une gamme de voitures berlines et coupés conçues et produites par le constructeur allemand BMW. Cette série prend la succession en mai 1975 de la BMW 2002, reprenant la plupart de ses caractéristiques, tout en lui ajoutant de nombreuses évolutions, notamment au niveau des moteurs. La série 3 était autrefois le plus petit modèle fabriqué par BMW, avant que la place ne soit prise par la Série 1 en 2004. C'est également le modèle le plus vendu au monde en 2005 dans la catégorie des voitures de luxe de milieu de gamme, comptant ainsi pour près de 40 % des ventes du constructeur germanique.
Le 10 septembre 2015, l'usine de Munich fait sortir de ses chaînes la dix-millionième Série 3 (toutes générations confondues), c'est une 320d bleu impérial.

## 1regénération - E21
La première série 3 est apparue en 1975 en remplacement des 1502, 1602, 1802 et 2002 (E10/E20), dont elle reprend certaines motorisations. Elle est produite uniquement avec une carrosserie deux-portes et motorisée par des blocs essence. Des modèles découvrables pouvaient également être acquis en concession bien que réalisés par le carrossier Baur (en). La conception de la série 3 est innovante. Les lignes extérieures sont l'œuvre de Paul Bracq qui reprend le style général de la série 5 E12. L'intérieur a été particulièrement travaillé en termes d'habitabilité et d'ergonomie. Le poste de conduite est aujourd'hui encore une référence. La sécurité passive n'est pas oubliée avec des zones de déformation et une structure d'habitacle renforcée. Le freinage est assisté et puissant ; les trains roulants sont améliorés par rapport à la série 02. Les premiers modèles sont les 316, 318, 320 à carburateur et la 320i à injection mécanique Bosh K-Jetronic, toutes équipées de moteurs quatre-cylindres de la famille M10.
Très vite, la série 3 E21 s'impose comme la référence des berlines compactes.
Un nouveau moteur six-cylindres de 1 990 cm3, de conception nouvelle et compacte (famille M20), est introduit en 1977 sur la 320. Ce moteur à carburateur développe alors 122 ch et remplace l'ancien quatre-cylindres des 320 et 320i. Cette version six-cylindres est souvent désignée comment étant la 320/6 dans l'usage courant afin de la différencier de la version à quatre cylindres (parfois désignée 320/4 par analogie). Ensuite un deuxième bloc six-cylindres (type M20B23) vient chapeauter la gamme, un 2 316 cm3 à injection K-Jetronic de 143 ch sur la 323i. Ce modèle atteint les 190 km/h et effectue le 0 à 100 km/h en 8,3 s.
Un léger restylage est réalisé en 1979, la jupe avant perd sa forme arrondie et devient plus agressive, les custodes et joncs inférieurs de vitres latérales sont différents, le monogramme arrière abandonne la plaque en plastique et est appliqué directement sur la malle, les rétroviseurs chromés disparaissent et sont remplacés par des rétroviseurs en plastique noir, les feux arrière intègrent désormais des feux anti-brouillard. Dans l'habitacle, la console centrale est modifiée et le bloc de chauffage est simplifié. La planche de bord et l'instrumentation diffèrent légèrement.
Les trains roulants, le freinage, la transmission, le réservoir de carburant et le circuit de refroidissement évoluent eux aussi.
Les modèles les plus puissants, 320i, 320/6 et 323i s'identifiaient du premier coup d'œil grâce à leur calandre à quatre phares avec monogramme avant, bien que certains modèles 4-cylindres en ont également été équipés en seconde monte. La 323i possède en plus une double sortie d'échappement, des freins à disque avant ventilés et à disque plein à l'arrière, des jambes de force et des barres stabilisatrices de plus gros diamètres.
De nouveaux garnissages intérieur font leur apparition en 1980 en remplacement des anciens, la forme des appuie-têtes est également revue.
En 1980, le moteur 1 573 cm3 de la 316 est remplacé par le 1 766 cm3 de la 318 mais avec une puissance moindre de 90 ch. Alors que la 318 est remplacée par la 318i de 105 ch (toujours avec l'injection mécanique K-Jetronic). La 315 fait son apparition en bas de la gamme en reprenant le moteur 1 600 cm3 de l'ancienne 316 avec une puissance ramenée à 75 ch.
Fin 1982, la nouvelle série 3 E30 remplace l'E21, seul le modèle 315 perdure jusqu'en 1983.
Certains modèles étaient équipés en option de jantes monobloc en alu de type BBS ou Alpina de 13 pouces. Une boîte de vitesses à cinq rapports avec la première en bas à gauche, dite « sport » pouvait équiper en option la 323i. Un pont à différentiel autobloquant à 40 % sur les premiers modèles puis à 25 % était également proposé. La direction assistée, la climatisation, un toit ouvrant, une boîte de vitesses à cinq rapports dite « économique », une boîte automatique à trois rapports, des sièges sports Recaro, différents volants, des phares antibrouillard, des lave-phares, des sièges en simili-cuir… pouvaient également équiper les véhicules de la gamme.
Les préparateurs habituels de BMW ont tous travaillé sur la E21 : Alpina, Hartge, AC Schnitzer (de).
Au total, ce sont 1 354 961 série 3 E21 qui ont été produites.

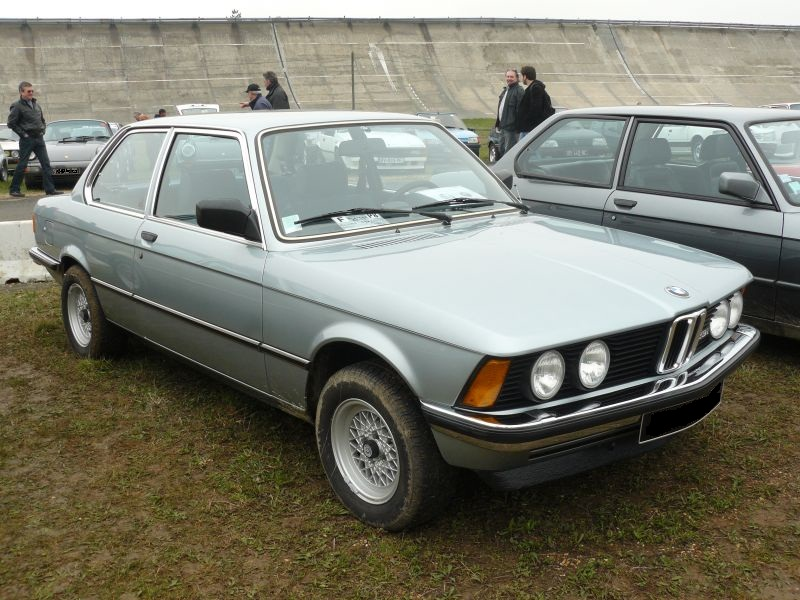
Vue 3/4 avant d'une BMW 323i E21.
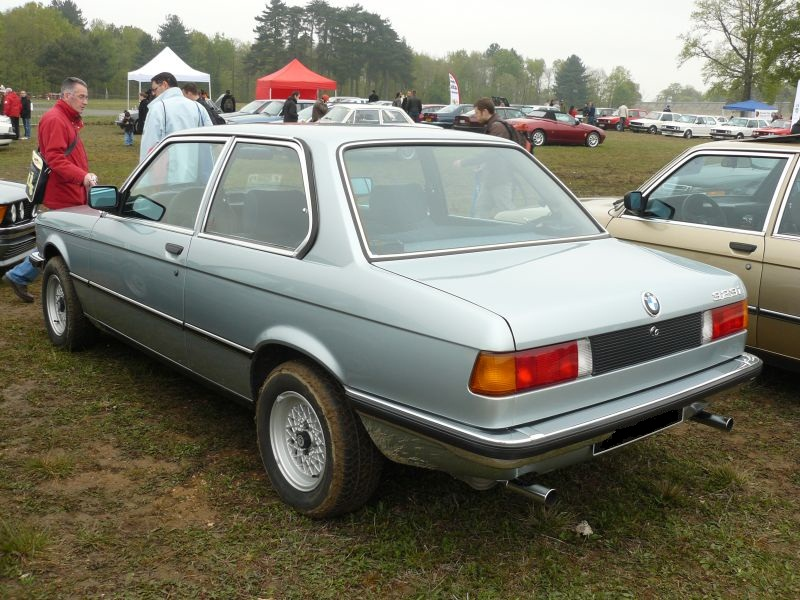
3/4 arrière.
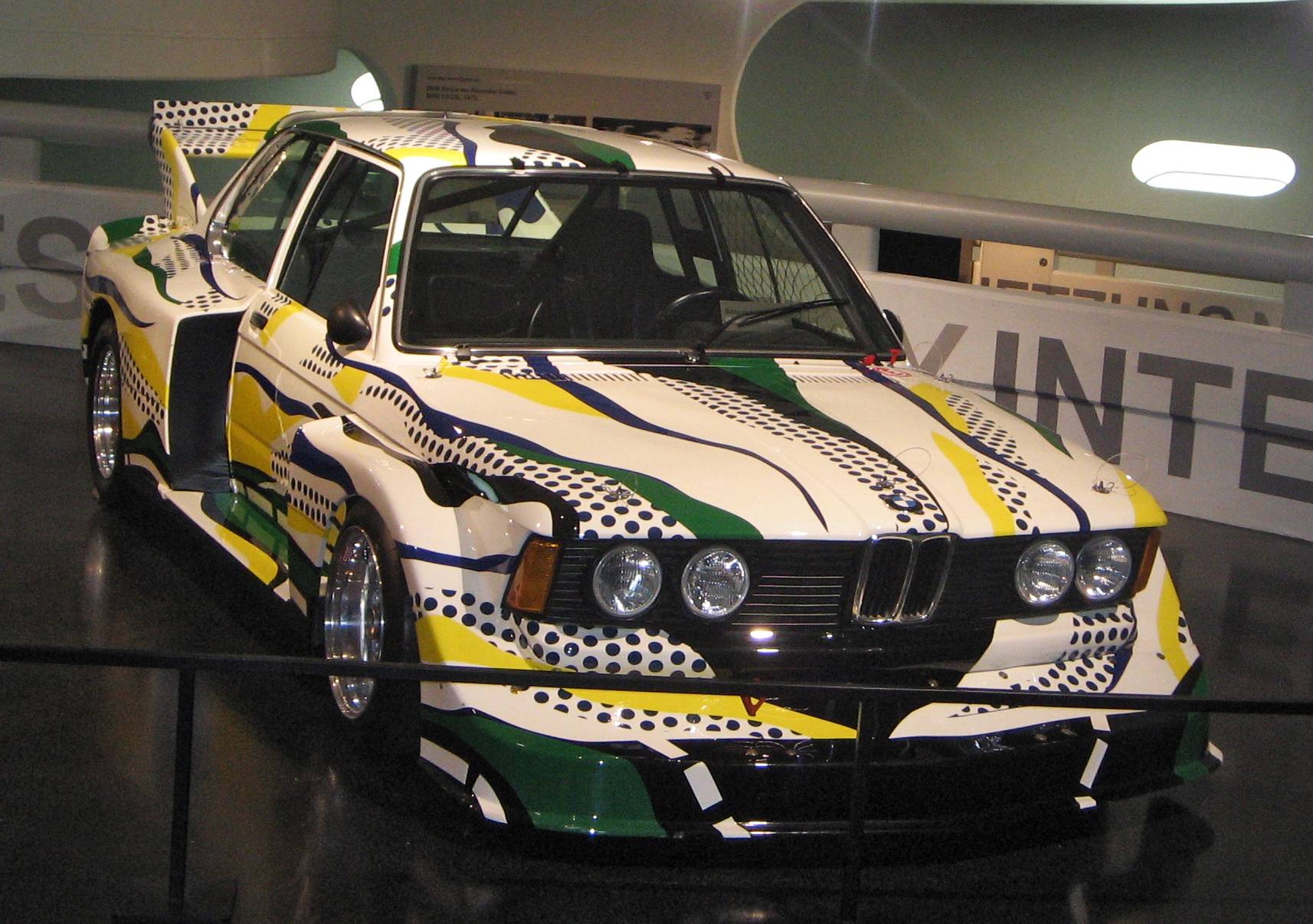
BMW E21 323i aux 24 Heures du Mans 1977, peinte par Roy Lichtenstein.

### Caractéristiques techniques
| Modèle | Début | Fin  | Type | Puissance | Cylindrée | Énergie |
| ------ | ----- | ---- | ---- | --------- | --------- | ------- |
| 315    | 1981  | 1983 | L4   | 75 ch     | 1,6 L     | Essence |
| 316    | 1975  | 1979 | L4   | 90 ch     | 1,6 L     | Essence |
| 316    | 1980  | 1982 | L4   | 90 ch     | 1,8 L     | Essence |
| 318    | 1975  | 1980 | L4   | 98 ch     | 1,8 L     | Essence |
| 318i   | 1980  | 1982 | L4   | 105 ch    | 1,8 L     | Essence |
| 320    | 1975  | 1978 | L4   | 109 ch    | 2,0 L     | Essence |
| 320/6  | 1977  | 1982 | L6   | 122 ch    | 2,0 L     | Essence |
| 320i   | 1975  | 1977 | L4   | 125 ch    | 2,0 L     | Essence |
| 323i   | 1977  | 1982 | L6   | 143 ch    | 2,3 L     | Essence |

### Palmarès sportif
- Championnat d'Europe des voitures de tourisme en 1980
- Championnat de France des voitures de production en 1981

## 2egénération - E30
La E30 est une gamme de voitures berlines, coupés, breaks et cabriolets. Dessinée par Claus Luthe, elle succède à la série 3 type E21.

### Modèles
La nouvelle série 3 est lancée en 1982 en version deux-portes. Les 316 et 318i de 90 et 105 ch conservent le moteur quatre-cylindres de la E21, le M10, doté d'un carburateur et d'une injection électronique pour la 318i. Les 320i et 323i voient leur six-cylindres (M20 en 2 L et 2,3 L) s'équiper de l'injection électronique Bosch, les puissances sont alors de 125 et 139 ch. On note la sortie la même année du cabriolet réalisé par le carrossier allemand Baur, caractérisé par ses larges montants habillés en plastique noir.
En 1984, elle adopte une nouvelle carrosserie quatre-portes et le moteur 2,3 L de la 323i est porté à 150 ch. Le premier diesel fait son apparition en 1985 avec la 324d. Ce six-cylindres Diesel de 2,4 L atmosphérique développe 86 ch. En 1986, un nouveau cabriolet sans arceaux fait son apparition. La 323i est remplacée par la puissante 325i, dotée d'un nouveau moteur six-cylindres 2,5 L développant 171 ch. Cette nouvelle motorisation introduit par ailleurs la transmission intégrale, avec la 325ix disponible sur les berlines (deux et quatre-portes); La 3.25iX, comme a écrit le Sport.Auto no 288, de Janvier 1986, dans l'article Hit-parade 85 Les "10 meilleures" Voitures, pilotes, techniques, hommes, photos, gags… et bides de l'année" a été la 1er auto au monde à avoir l'ABS à pas moins de 5 capteurs, utilisable en 4 roues motrices.
En 1988, la série 3 est restylée. Les feux arrière sont plus gros, le chrome laisse place au plastique avec des pare-chocs plus englobants. La Série 3 est désormais déclinée en un break appelé « Touring ». Côté mécanique, les 320i et 325i sont désormais catalysées, la 320i passe alors à 129 ch, le système d'injection y est plus évolué et les rapports de boîte plus courts. L'offre Diesel s'étoffe avec la 324td qui est dotée d'un turbo, le 2,4 L passe à 115 ch. La 318i abandonne son bloc moteur 1800 M10 datant de 1962 pour un nouveau bloc moderne M40, développant 113 ch.
1989 marque le lancement de la 318is équipée du récent quatre-cylindres à 16 soupapes (M42B18) de 136 ch, surnommé plus tard « B-mobile ». Une rumeur raconte que cette dénomination provient des initiales d'un pilote de course chevronné qui se serait littéralement envolé avec son véhicule lors d'un dépassement.[réf. nécessaire] Cette même année, BMW lance la 325is, exclusivement destinée au marché français, qui conserve le bloc six-cylindres 2,5 litres de 171 ch mais reçoit une boîte de vitesses à l'étagement modifié, un pont autobloquant et des suspensions « sport » de série. Par ailleurs, le quatre-cylindres M40 se retrouve sous le capot de la 316i avec une puissance réduite à 100 ch (M40B16).
La BMW M3 E30 est la première génération de la M3. Conçue par les ingénieurs de BMW Motorsport GmbH, filiale sportive du groupe, son objectif était de rivaliser avec les Mercedes-Benz 190 sur les épreuves de championnat allemand DTM. Pour l'homologation de la M3 dans ce championnat, il est alors nécessaire que BMW en produise au minimum 5 000 unités. Cependant, dès sa commercialisation en 1986, et contre toute attente, la BMW M3 suscite l'engouement et la firme munichoise doit revoir les effectifs de ses productions à la hausse : environ 18 000 exemplaires sont produits de 1987 à 1991. La M3 possède un moteur quatre-cylindres (famille S14) affichant au départ 2,3 L et 200 ch, ce qui lui permettait une accélération de 0 à 100 km/h en 6,7 s et une vitesse de pointe de 240 km/h. Mais c'est surtout la nervosité du moteur et la légèreté de la voiture qui lui permettent de remporter de nombreuses victoires en championnat. Plusieurs évolutions routières de la M3 passant successivement à 195 ch (version catalysée) puis 220 et enfin 238 ch (en 2,5 litres pour cette dernière) sont produites parallèlement au championnat.
D'autres modèles furent dérivés de la E30 par les préparateurs Hartge, Alpina, Schnitzer ou Baur.
La M3 apparaît dans le jeu V-rally 4 en préparation Hillclimb.

### Production

#### Par année
| Année | Nombre d'exemplaires |
| ----- | -------------------- |
| 1982  | 15 580               |
| 1983  | 218 201              |
| 1984  | 285 134              |
| 1985  | 297 886              |
| 1986  | 329 462              |
| 1987  | 316 075              |
| 1988  | 269 075              |
| 1989  | 257 307              |
| 1990  | 246 818              |
| 1991  | 56 363               |
| 1992  | 26 913               |
| 1993  | 18 440               |
| 1994  | 1 997                |
| Total | 2 339 251            |

#### Par pays
| Pays                       | Nombre d'exemplaires |
| -------------------------- | -------------------- |
| Allemagne (CBU version EU) | 1 807 628            |
| Allemagne (CBU version US) | 396 649              |
| Afrique du Sud (CBU+CKD)   | 104 806              |
| Indonésie (CKD)            | 6 334                |
| Malaisie (CKD)             | 2 771                |
| Thaïlande (CKD)            | 20 631               |
| Uruguay (CKD)              | 432                  |
| Total                      | 2 339 251            |

### Caractéristiques techniques
| Modèle       | Début | Fin  | Type | Puissance | Cylindrée | 2-portes | 4-portes | Break | Cabriolet    |
| ------------ | ----- | ---- | ---- | --------- | --------- | -------- | -------- | ----- | ------------ |
| 316          | 1982  | 1988 | L4   | 90 ch     | 1,8 L     | oui      | oui      | -     | oui (Baur)   |
| 316i         | 1989  | 1994 | L4   | 100 ch    | 1,6 L     | oui      | oui      | oui   | -            |
| 318i         | 1983  | 1987 | L4   | 105 ch    | 1,8 L     | oui      | oui      | -     | -            |
| 318i         | 1987  | 1993 | L4   | 113 ch    | 1,8 L     | oui      | oui      | oui   | oui          |
| 325e         | 1984  | 1989 | L6   | 122 ch    | 2,7 L     | oui      | oui      | -     | -            |
| 320i         | 1983  | 1988 | L6   | 125 ch    | 2,0 L     | oui      | oui      | -     | -            |
| 320i         | 1989  | 1991 | L6   | 129 ch    | 2,0 L     | oui      | oui      | oui   | oui          |
| 318is        | 1989  | 1990 | L4   | 136 ch    | 1,8 L     | oui      | -        | -     | -            |
| 323i         | 1983  | 1984 | L6   | 139 ch    | 2,3 L     | oui      | -        | -     | -            |
| 323i         | 1984  | 1985 | L6   | 150 ch    | 2,3 L     | oui      | oui      | -     | -            |
| 325i *       | 1985  | 1993 | L6   | 170 ch    | 2,5 L     | oui      | oui      | oui   | oui          |
| 320is        | 1987  | 1990 | L4   | 192 ch    | 2,0 L     | oui      | oui      | -     | -            |
| M3           | 1986  | 1989 | L4   | 195 ch    | 2,3 L     | oui      | -        | -     | oui (786 ex) |
| M3 Evo I     | 1987  | 1987 | L4   | 200 ch    | 2,3 L     | oui      | -        | -     | -            |
| M3 Evo II    | 1988  | 1988 | L4   | 220 ch    | 2,3 L     | oui      | -        | -     | -            |
| M3 Sport Evo | 1990  | 1990 | L4   | 238 ch    | 2,5 L     | oui      | -        | -     | -            |
| 324d         | 1985  | 1990 | L6   | 86 ch     | 2,4 L     | -        | oui      | -     | -            |
| 324td        | 1988  | 1990 | L6   | 115 ch    | 2,4 L     | -        | oui      | oui   | -            |

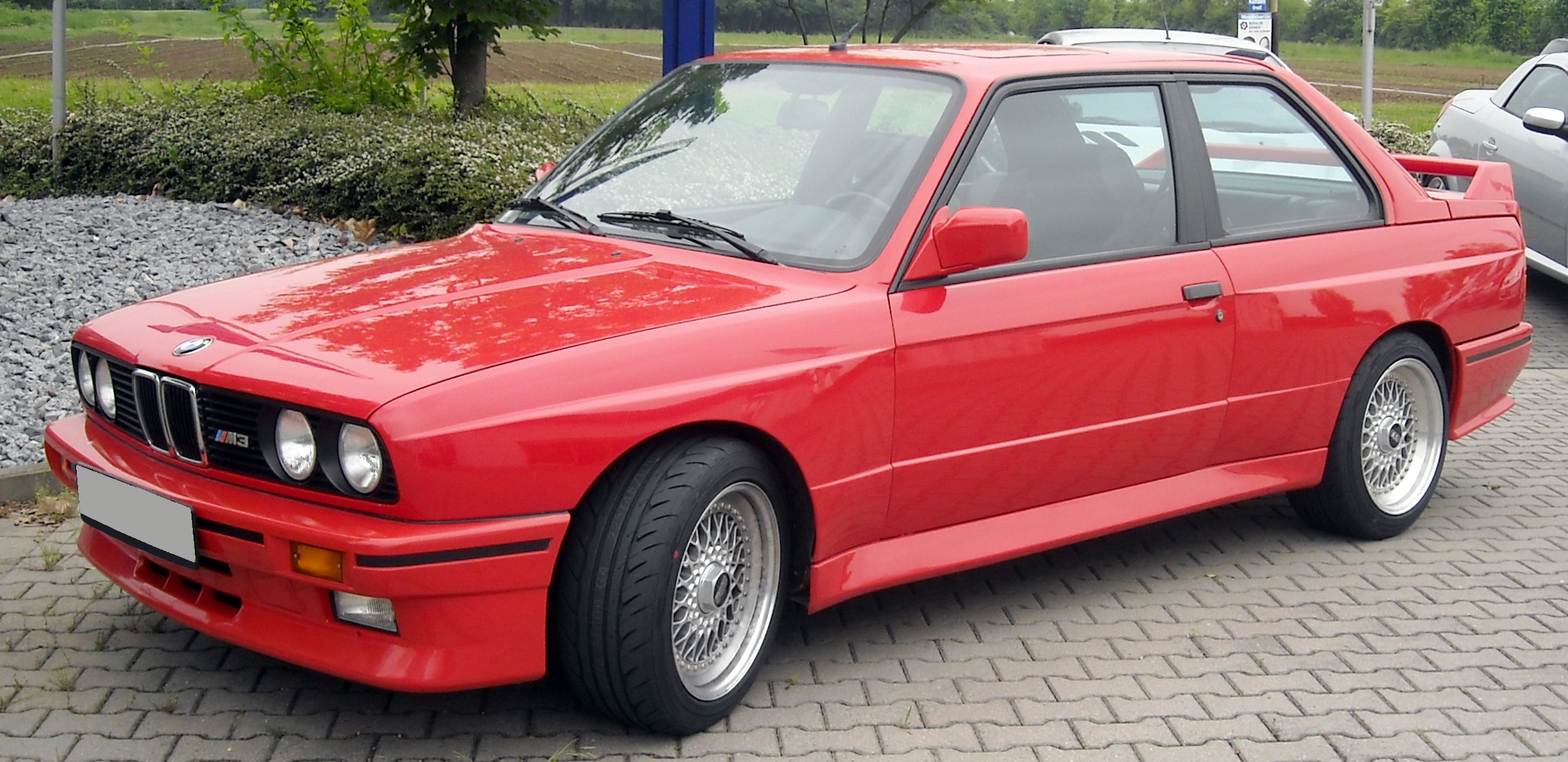
BMW M3 (type E30).

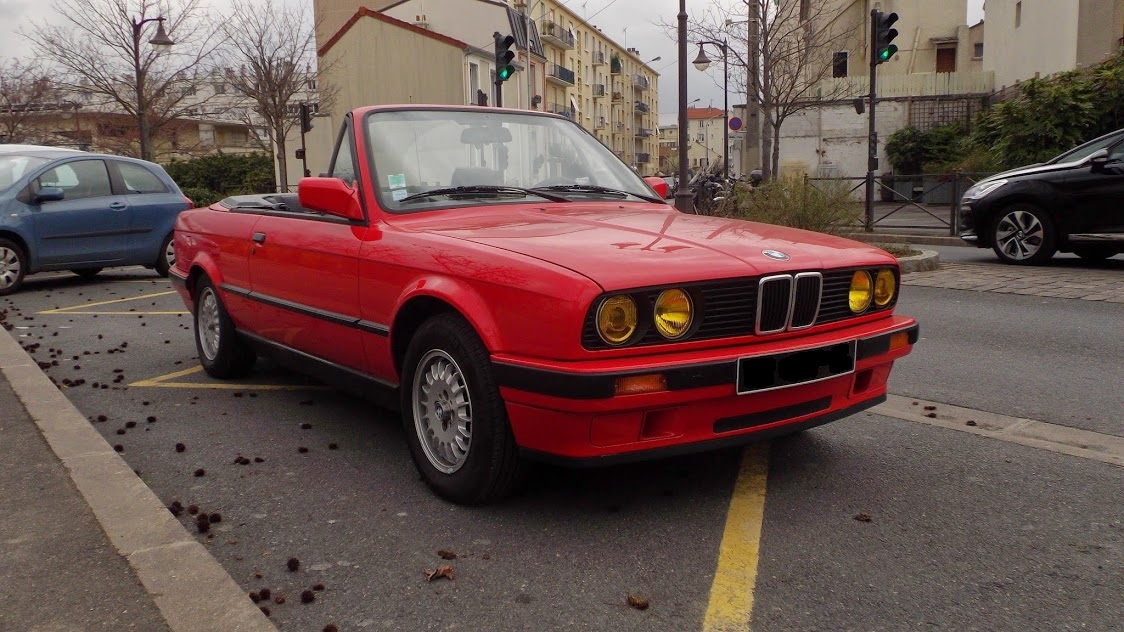
BMW 318i Cabriolet

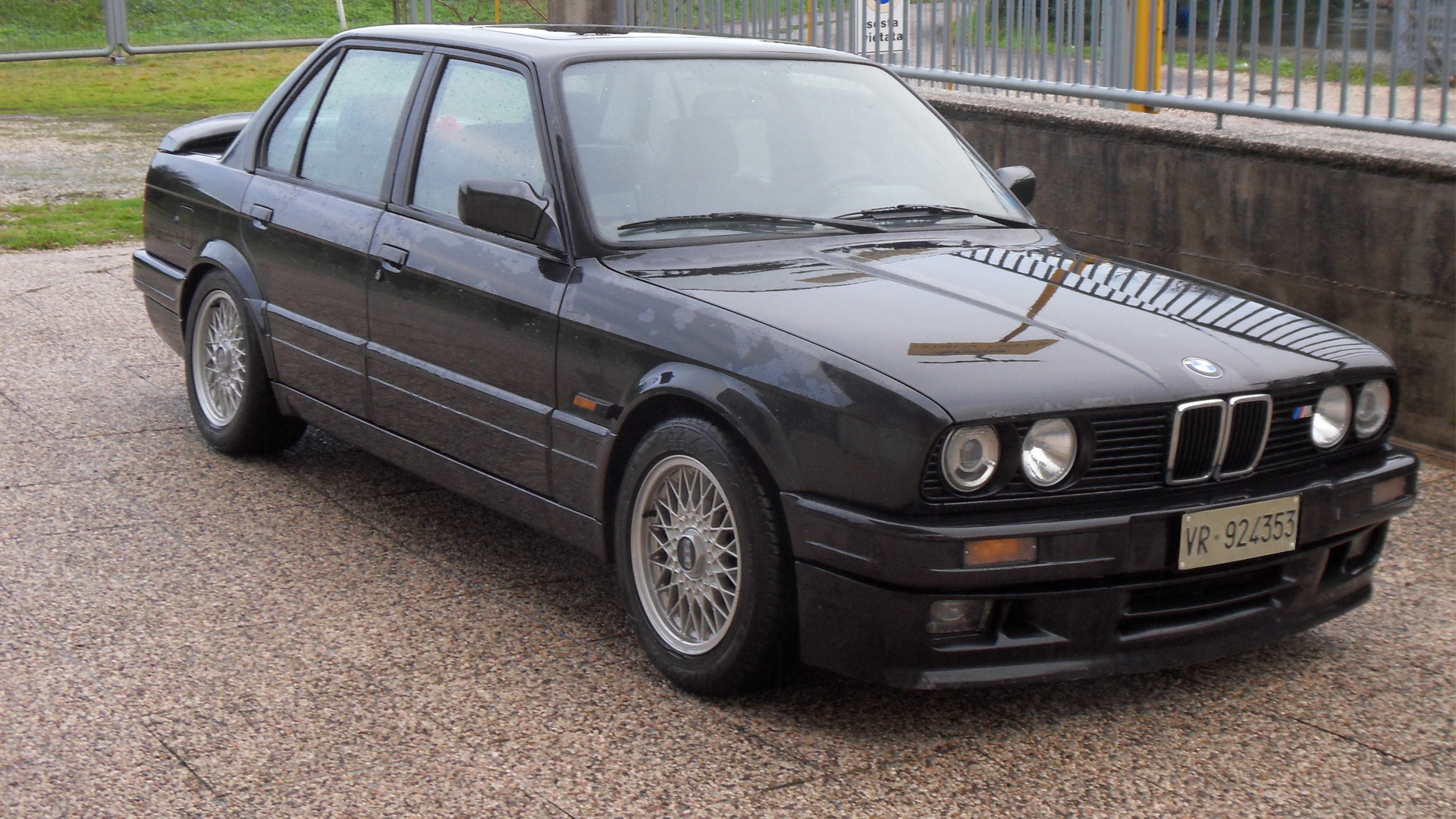
BMW 320is 4-portes avec le kit M Technic II (1990).

* modèle disponible avec une transmission intégrale.

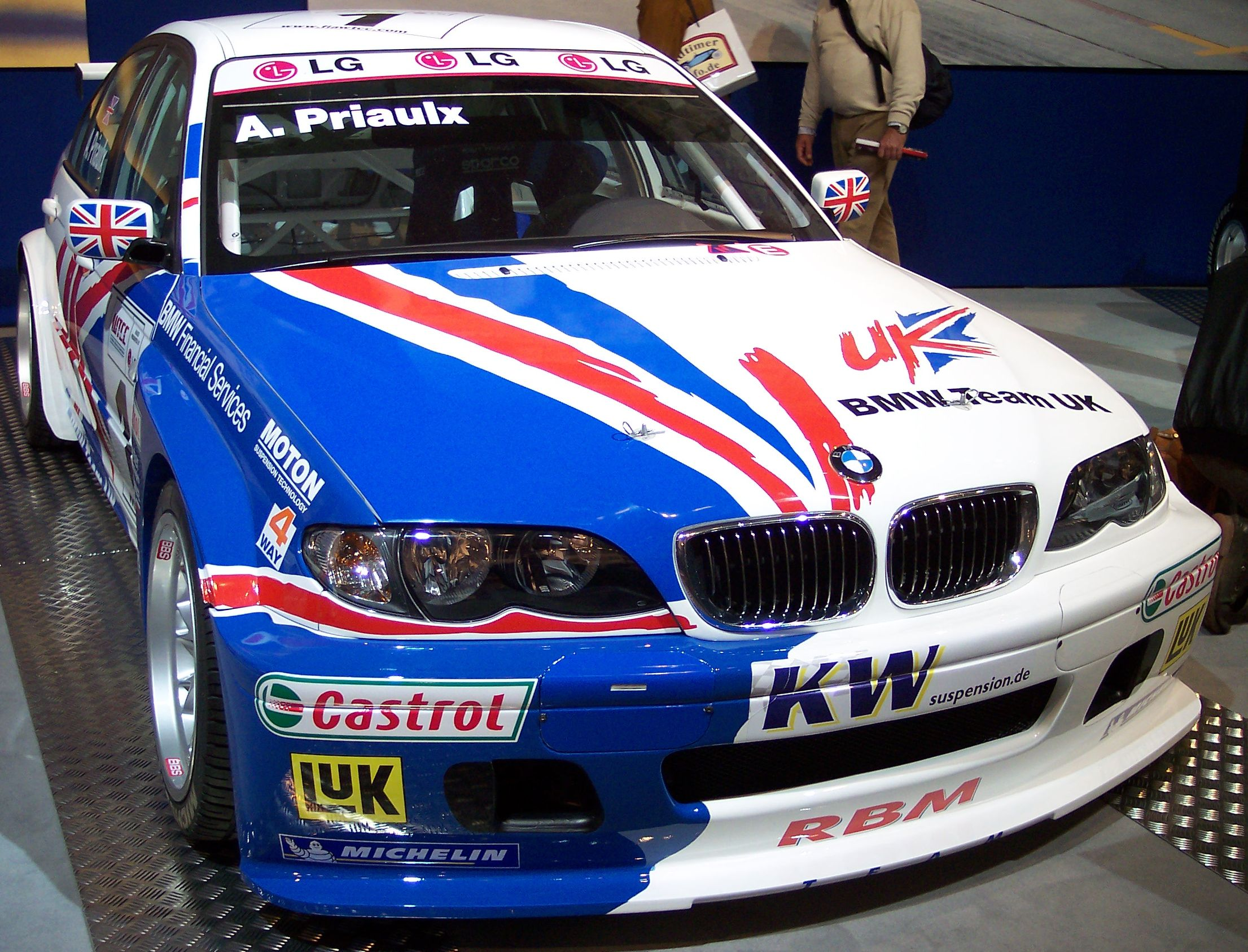
La BMW E46 320i d'Andy Priaulx engagée dans le WTCC en 2005.

Europe
- 1982-1987 316 - 1,6 L M10B16 L4, 75 PS (55 kW; 74 ch)
- 1982-1990 316 1.8 - 1,8 L M10B18 L4, 90 PS (66 kW; 89 ch)
- 1987-1994 316i - 1,6 L M40B16 L4, 102 PS (75 kW; 101 ch)
- 1982-1987 318i - 1,8 L M10B18 L4, 105 PS (77 kW; 104 ch)
- 1987-1994 318i - 1,8 L M40B18 L4, 115 PS (85 kW; 113 ch)
- 1989-1991 318is - 1,8 L M42B18 L4, 136 PS (100 kW; 134 ch)
- 1982-1985 320i - 2,0 L M20B20 L6, 125 PS (92 kW; 123 ch)
- 1985-1991 320i - 2,0 L M20B20 L6, 129 PS (95 kW; 127 ch)
- 1988-1990 320is - 2,0 L S14B20 L4, 192 PS (141 kW; 189 ch)
- 1981-1986 323i - 2,3 L M20B23 L6, 150 PS (110 kW; 148 ch)
- 1985-1987 325e - 2,7 L M20B27 L6, 122 PS (90 kW; 120 ch)
- 1985-1991 325i - 2,5 L M20B25 L6, 170 PS (125 kW; 171 ch)
- 1986-1991 325iX - 2,5 L M20B25 L6, 170 PS (125 kW; 171 ch)
- 1986-1988 M3 - 2,3 L S14B23 L6, 200 PS (147 kW; 197 ch)
- 1989-1991 M3 Evo - 2,5 L S14B25 L4, 241 PS (177 kW; 238 ch)
- 1985-1990 324d - 2,4 L M21B24 L6, 86 PS (63 kW; 85 ch)
- 1987-1993 324td - 2,4 L M21B24 L6, 115 PS (85 kW; 113 ch)

Marché extérieur
- 1984-1985 318i - 1,8 L M10B18 L4, 101 ch (75 kW) - Amérique du Nord
- 1991 318iS - 1,8 L M42B18 L4, 134 ch (100 kW) - Amérique du Nord
- 1984-1991 325e - 2,7 L M20B27 L6, 121 ch (90 kW) - Amérique du Nord
- 1986-1991 325es - 2,7 L M20B27 L6, 121 ch (90 kW) - Amérique du Nord
- 1987-1991 325i/is - 2,5 L M20B25 L6, 168 ch (125 kW) - Amérique du Nord
- 1988-1991 325ix - 2,5 L M20B25 L6, 168 ch (125 kW) - Amérique du Nord
- 1988-1991 M3 - 2,3 L S14B23 L4, 192 ch (143 kW) - Amérique du Nord
- 1984-1990 333i - 3,2 L M30B32 L6, 197 ch (145 kW) - Afrique du Sud
- 1989-1991 325iS - 2,7 L, 197 ch (145 kW) - Afrique du Sud
- 1991-1992 325iS - 2,7 L, 210 ch (155 kW) - Afrique du Sud

## 3egénération - E36
Début 1990, la troisième génération de la série 3 (E36) est commercialisée. Due au designer Pinky Lai (sous la supervision de Claus Luthe), cette nouvelle génération adopte une ligne plus dynamique et des dimensions plus importantes, ce qui lui a permis d'obtenir le prix de la plus belle voiture de l'année de 1991. Les premières versions sont la 316i (100 ch), la 318i (113 ch) et la 325i (192 ch). La gamme est rapidement complétée par la 320i (six-cylindres de 150 ch) ainsi qu'un Diesel fin 1991 avec la 325td (115 ch). Les six-cylindres à essence reçoivent courant 1992 une mise-à-jour technique optimisant le couple à faible et moyen régime sans modifier leur puissance maximale. Ce système de distribution variable est baptisé VANOS par BMW et ne travaillait au départ que sur les soupapes d'admission.
La E36 est déclinée en version coupé en 1992 et en version cabriolet en 1993. Avec le coupé arrive un nouveau moteur, le 1,8 L essence 16 soupapes de 140 ch. Les deux « petits » quatre-cylindres de la gamme voient leur puissance en légère hausse en 1993 : 316i (102 ch) et 318i (115 ch).
En 1993, la E36 reçoit une déclinaison plus puissante du moteur Diesel. La 325td de 115 ch est remplacée par la 325tds (143 ch). L'installation d'un échangeur air/air ("intercooler") permet un meilleur rendement du moteur.
En 1994 apparaît la version Compact ; un modèle trois portes et plus court de 22 cm. La version break est commercialisée en 1995. Elle inaugure un tout nouveau moteur six-cylindres essence 2,8 L de 193 ch venant remplacer le 2,5 L (192 ch) sur les autres versions. Une troisième motorisation Diesel de 1,7 L de 90 ch vient enrichir la gamme. Afin de compléter l'offre de motorisations entre la 320i (150 ch) et la 328i (193 ch), une 323i dotée du six-cylindres de 2,5 L "dégonflé" à 170 ch fait son apparition en 1996. Ces six-cylindres revus disposent tous du système de distribution variable VANOS.
Cette même année, BMW lance une série limitée à 2500 exemplaires sur base de la E36 Berline pour répondre à l'homologation Procar en classe 4 portes et moins de 2 000 cm3. Elle est appelée 318 IS Procar ou ST (Supertourisme). Cette série spéciale n'est disponible que sur certains marchés. Elle n'existait qu'en coloris Noir, Blanc, Rouge et Jaune et Bleue. Elle est équipée du kit M3 mais les bas de caisse sont différents ainsi que les rétros qui sont ceux des séries 3 de série. L'intérieur est spécifique, avec des sièges sport mais pas ceux du coupé M3. Elle est chaussée des jantes 5 bâtons en 16" et un aileron réglable en inclinaison. Côté moteur, on retrouve le 1.8 essence 16 soupapes qui développe 140 chevaux comme pour la version Coupé 318. Plus tard dans l'année, ce 1,8 L (140 ch) est remplacé par un moteur 1,9 L de même puissance.
Le coupé M3 (« M » pour « Motorsport ») commence sa carrière avec un moteur six-cylindres de 3 L de cylindrée développant 286 ch à simple VANOS (admission seulement), pour la finir avec une augmentation de la cylindrée à 3,2 L (321 ch) et le passage au double VANOS (admission + échappement). La M3 E36 est disponible en coupé, cabriolet et berline, et étrenne une boîte séquentielle, l'une des premières du marché, la SMG (Sequential Motorsport Gearbox).
La version de la M3 E36 nord-américaine est différente de la version européenne. La différence principale est l'admission à simple papillon (comme sur les 325i/328i par exemple), ces moteurs sont nettement moins puissants : les versions 3 L et 3,2 L partagent la même spécification de 240 ch mais le couple augmente de 305 N m à 320 N m avec la majoration de la cylindrée de l'année-modèle 1996. Une exception existe cependant : le marché canadien reçoit en 1994 45 exemplaires de la version européenne (286 ch), lesquels sont vendus en seulement trois jours[réf. nécessaire].

### Caractéristiques techniques
| Modèle       | Début | Fin  | Type | Puissance | Cylindrée | Berline   | Break     | Coupé     | Cabriolet | Compact   |
| ------------ | ----- | ---- | ---- | --------- | --------- | --------- | --------- | --------- | --------- | --------- |
| 316i         | 1990  | 1993 | L4   | 100 ch    | 1,6 L     | 1991-1993 | -         | -         | -         | -         |
| 316i         | 1993  | 1999 | L4   | 102 ch    | 1,6 L     | 1991-1998 | -         | 1995-1999 | -         | 1994-1999 |
| 316i         | 1999  | 2000 | L4   | 105 ch    | 1,9 L     | -         | -         | -         | -         | 1999-2000 |
| 318i         | 1990  | 1993 | L4   | 113 ch    | 1,8 L     | 1990-1993 | -         | -         | -         | -         |
| 318i         | 1993  | 1998 | L4   | 115 ch    | 1,8 L     | 1993-1998 | -         | -         | 1994-2000 | -         |
| 318i         | 1992  | 1996 | L4   | 112 ch    | 1,8 L     | -         | -         | 1992-1996 | -         | -         |
| 318is        | 1992  | 1996 | L4   | 140 ch    | 1,8 L     | -         | -         | 1992-1996 | -         | 1995-1996 |
| 318is        | 1996  | 1999 | L4   | 140 ch    | 1,9 L     | -         | -         | 1996-1999 | -         | 1996-1999 |
| 318is (ST) * | 1995  | 1995 | L4   | 140 ch    | 1,8 L     | 1995      | -         | -         | -         | -         |
| 320i         | 1991  | 2000 | L6   | 150 ch    | 2,0 L     | 1991-1997 | 1991-1997 | 1992-1999 | 1994-2000 | -         |
| 323i         | 1995  | 2000 | L6   | 170 ch    | 2,5 L     | 1995-1997 | -         | 1995-1999 | -         | 1998-2000 |
| 325i         | 1991  | 1995 | L6   | 192 ch    | 2,5 L     | 1991-1995 | -         | 1991-1995 | 1991-1995 | -         |
| 328i         | 1995  | 2000 | L6   | 193 ch    | 2,8 L     | 1995-1997 | 1995-1997 | 1995-1999 | 1995-2000 | -         |
| M3           | 1993  | 1995 | L6   | 286 ch    | 3,0 L     | 1993-1996 | -         | 1993-1995 | 1994-1996 | -         |
| M3 GT        | 1996  | 1996 | L6   | 295 ch    | 3,0 L     | -         | -         | 1996      | -         | -         |
| M3           | 1996  | 2000 | L6   | 321 ch    | 3,2 L     | 1996-1998 | -         | 1996-2000 | 1996-2000 | -         |

* ST : Supertourisme
| Modèle | Code Moteur | Début | Fin  | Type | Puissance | Cylindrée | Berline   | Break     | Coupé | Cabriolet | Compact   |
| ------ | ----------- | ----- | ---- | ---- | --------- | --------- | --------- | --------- | ----- | --------- | --------- |
| 318tds | M41-D18     | 1995  | 2000 | L4   | 90 ch     | 1,7 L     | 1995-1998 | 1995-1998 | -     | -         | 1996-2000 |
| 325td  | M51-D25     | 1992  | 1998 | L6   | 115 ch    | 2,5 L     | 1992-1998 | -         | -     | -         | -         |
| 325tds | M51-D25     | 1993  | 1998 | L6   | 143 ch    | 2,5 L     | 1993-1998 | 1993-1998 | -     | -         | -         |

À noter qu'à partir de 1993, les tds se différencient des td grâce à leur intercooler servant à reffroidir l'air du turbo.

Différentes vues d'une BMW 328i Touring E36
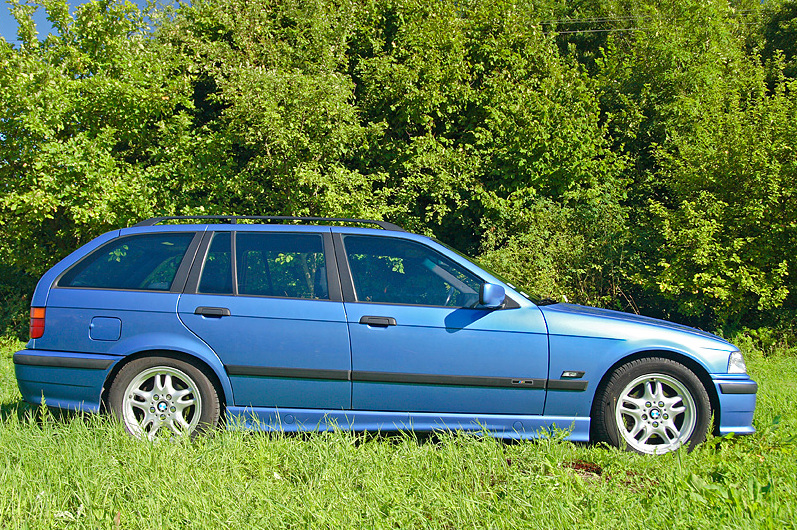
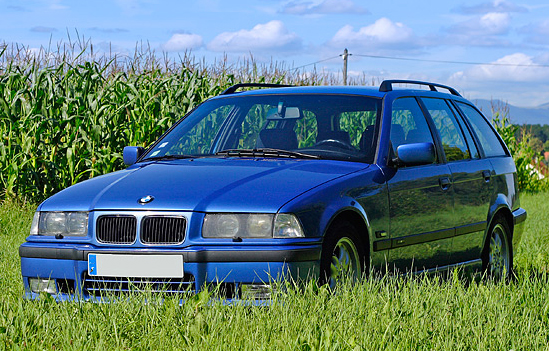
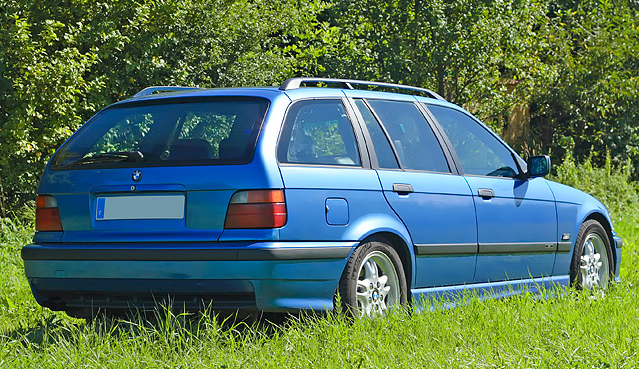
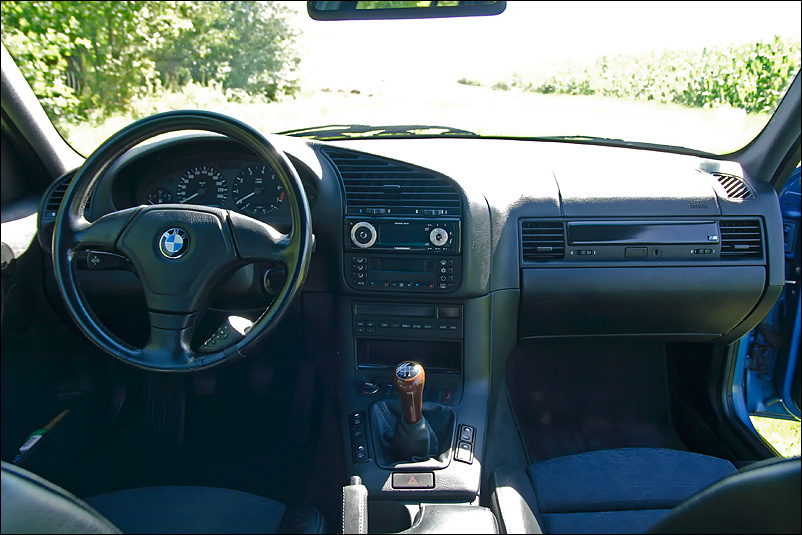

Différentes vues d'une BMW 320 Cabriolet E36
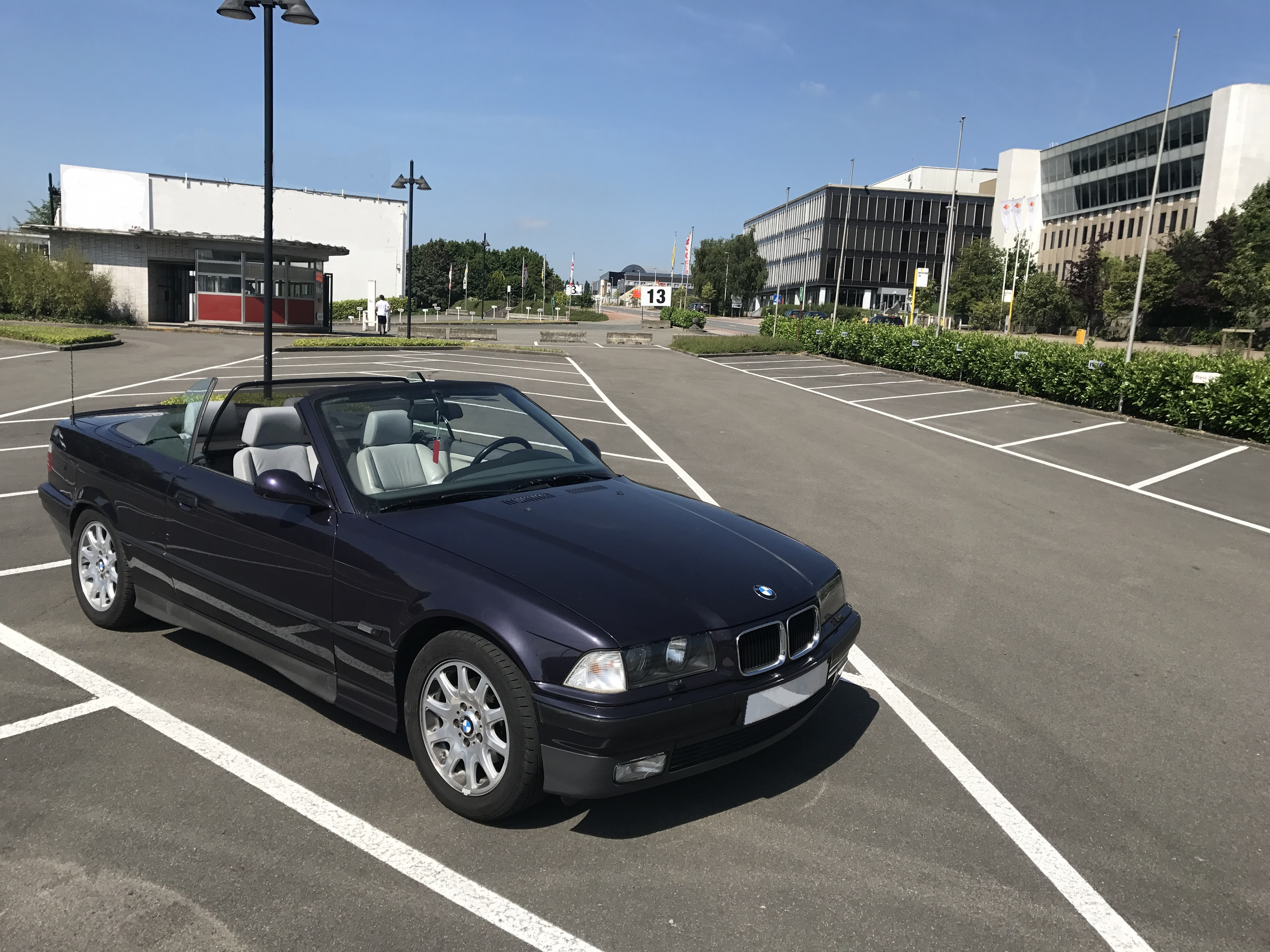
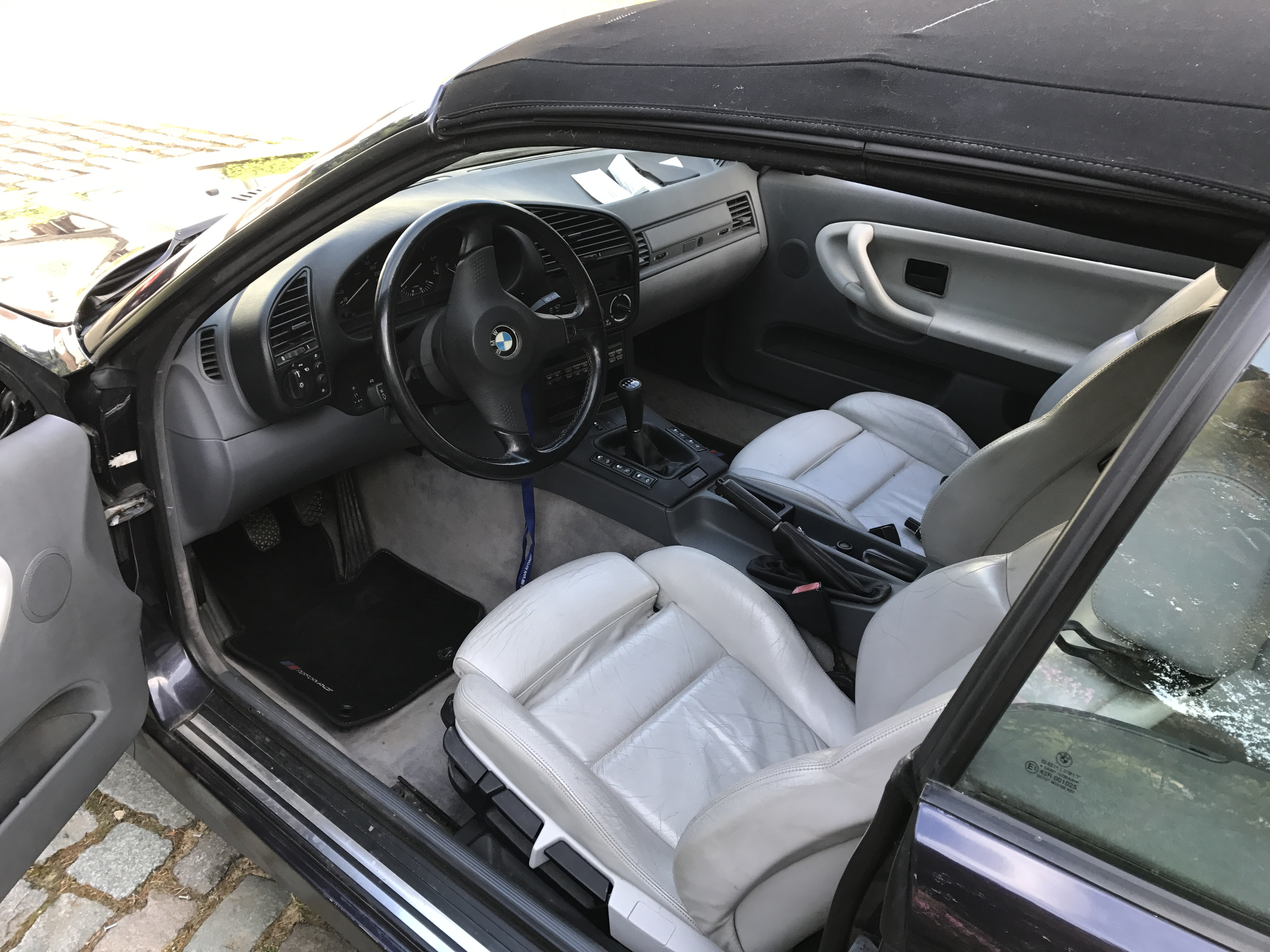
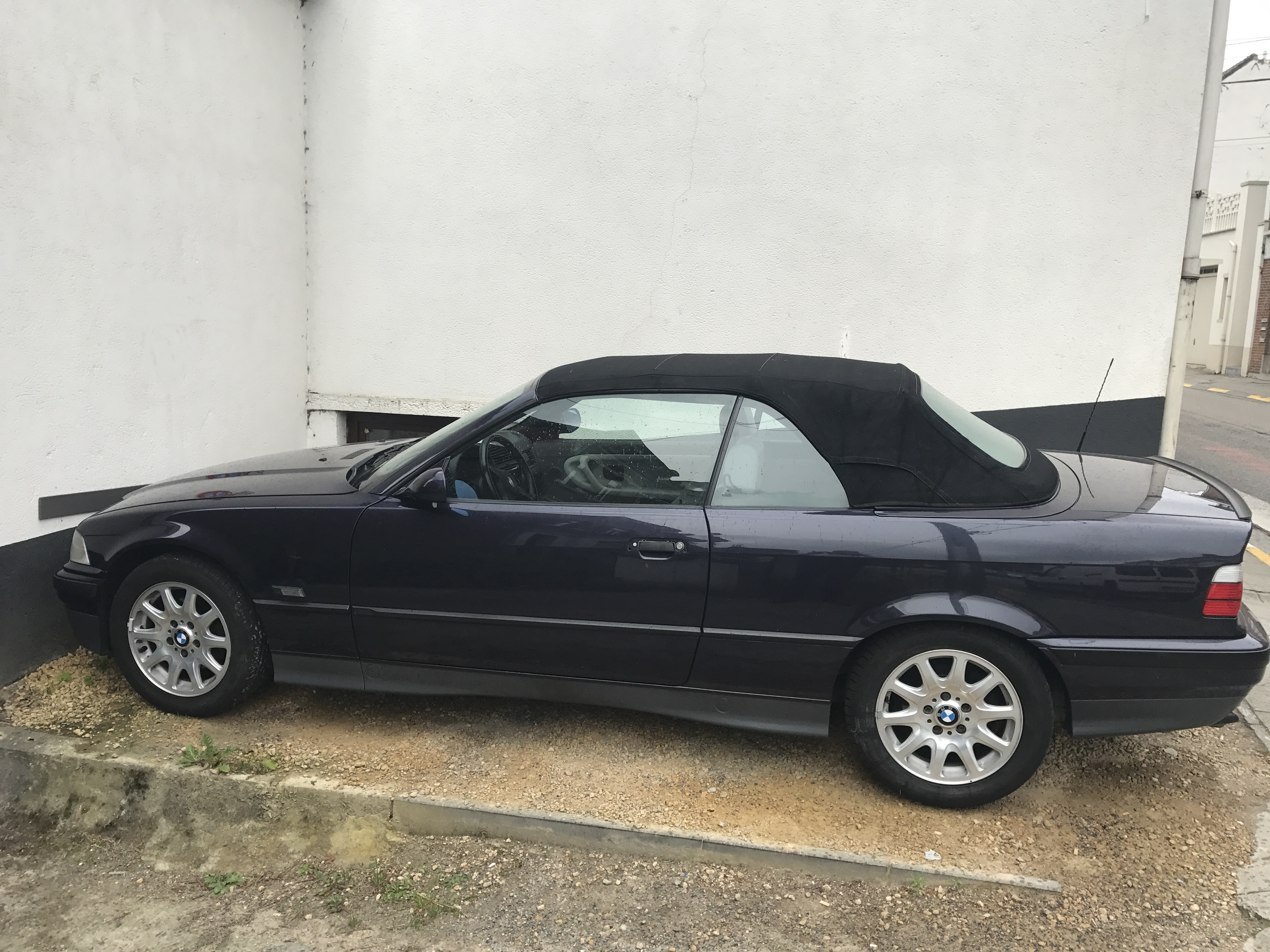

### Palmarès sportif

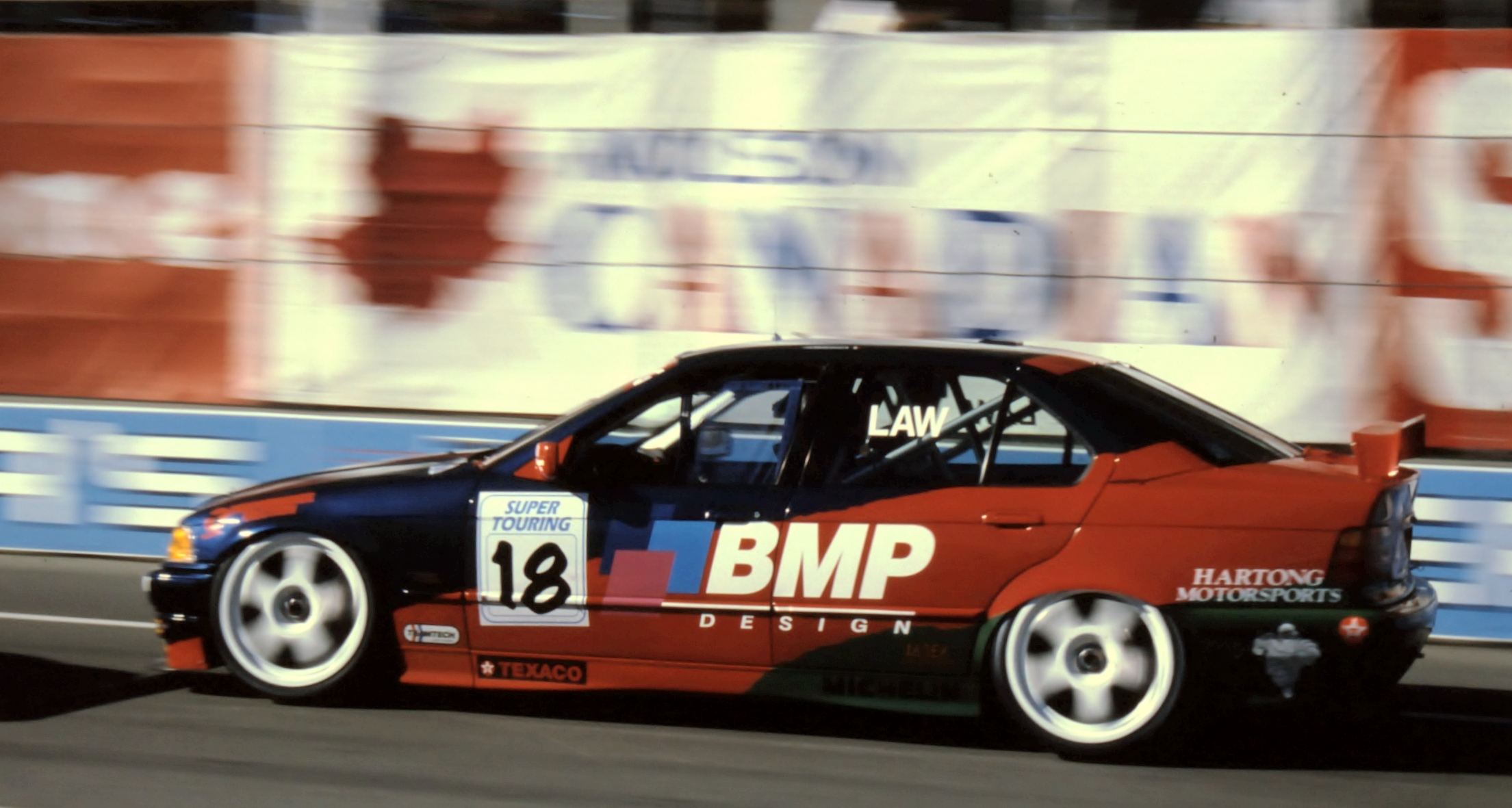
Une BMW E36 318i en 1996 au North American Touring Car Championship (NATCC).

- Championnat britannique des voitures de tourisme 1992 et 1993
- Championnat d'Italie de Supertourisme 1993 et 1997
- 24 Heures de Spa (Trophée Proximus)[10]:
  - 1995 Joachim Winkelhock, Steve Soper et Peter Kox (BMW Fina Bastos Team, 2e Piquet / Duez / Ravaglia)
  - 1996 Jörg Müller, Thierry Tassin et Alexander Burgstaller (BMW Fina Bastos Team, 2e Soper / Duez / Kox)
  - 1997 Didier de Radigues, Éric Hélary et Marc Duez (BMW Fina Bastos Team, 2e Cecotto / Piquet / Winkelhock)
  - 1998 Alain Cudini, Eric van de Poele et Marc Duez (BMW Fina Bastos Team, 4e Ferté / Saelens / Fermine)
- 24 Heures du Nürburgring 1995, 1998
- Super Tourenwagen Cup 1994, 1995 et 1998
- Japanese Touring Car Championship 1995
- Championnat de France de Supertourisme 1995, 1996, 1997 et 1998
- Championnat suédois des voitures de tourisme 1998, et pilote privé 1999
- VLN Langstreckenmeisterschaft Nürburgring 2002, 2004 et 2006

## 4egénération - E46
Présentée en 1997, la Série 3 E46 est commercialisée en 1998. Elle reprend de nouveaux moteurs M52TU de même puissance que sur la E36 auxquels s'ajoutent les nouveaux 2 litres diesel (136 ch) et 2,9 litres diesel (183 ch). Pour des raisons fiscales, le 2.0 diesel est rapidement ramené à 130 ch. Viennent ensuite les versions break (Touring), coupé et cabriolet.
Le M52TU qui équipe les 320i, 323i et 328i est une évolution du bloc alu M52 de la E36. Il reçoit des modifications telles que la généralisation des chemises en acier au lieu du traitement Nikasil (bien plus résistant notamment au souffre), un système d'admission à résonance pour augmenter encore le couple aux bas régimes, un vilebrequin allégé et des pistons redessinés, une pompe à huile avec régulateur de pression, un circuit de refroidissement redessiné entièrement pour augmenter la température de combustion (notamment à froid) avec contrôle électronique du thermostat, un papillon des gaz électronique et des pré-catalyseurs intégrés au collecteur d'échappement.
Il reprend le système double Vanos de la M3 E36 M50B32, pour plus de couple en bas régimes et plus de puissance en haut. La pipe d'admission à 2 canaux et vanne disa permet de faire varier la longueur du déplacement de l'air d'admission, ce qui permet d'accroître encore le couple en bas et favoriser la souplesse du 6 cylindres. En quelques mots : vanne fermée, l'air passe par 2 conduits et 1 conduit nourrit 3 cylindres à droite et l'autre conduit 3 cylindres à gauche. Vanne ouverte, les 2 conduits alimentent tous les cylindres en même temps.
Les Vanos sont de base en position "couple" et grâce aux pistons sous pression d'huile commandés par des solenoïdes, les pistons s'actionnent et permettent le déphasage des arbres à came. Les arbres créent donc un retard ou une avance des ouvertures de soupapes permettant de gagner en couple à bas régime et en puissance après 3500-4000trs.
Les joints de pistons de Vanos sont en matière BUNA et supportent très mal les hautes températures. Leur durée de vie est approximativement de 50 000 km maximum. Il faut donc les remplacer avec un kit de joints renforcés. De même pour son successeur le M54.
Pipe d'admission : les M52TU sont équipés des plus petites pipes d'admission, conçues pour brider les moteurs à hauts régimes. La légende raconte qu'ils favorisent le couple, alors que c'est une bride. Explication : installer une pipe d'admission de M54B30 fera gagner du couple partout, et de la puissance. Plus précisément, les pipes M52TU ont des tubulures moins larges, un corps de pipe plus étroit que celle des M54.
En résumé :
M52TU = petite pipe
M54B22 et M54B25 = pipe moyenne (tubulures larges et corps moyen)
M54B30 = grosse pipe (tubulures larges et corps le plus gros).
L'arbre à cames d'admission du M52TU peut être remplacé par un arbre de M54B30 qui favorise les hauts régimes (gain de 15ch).
Le profil des collecteurs avec catalyseurs intégrés ne favorise pas les hauts régimes (puissance, ch). Le fait d'installer des collecteurs sans catalyseurs permet un gain considérable à hauts régimes. Cette info est valable pour tous les 6 cylindres essence non M3.
Exemple : 323i avec pipe B30 et collecteur inox no name = 200ch.
Carburant : les 6 cylindres ont besoin d'essence à fort indice d'octane, afin d'éviter tout cliquetis, sp98, sp102, E85 105. L'éthanol est le meilleur choix à condition de modifier les temps d'injections et d'enrichir le mélange pour ne pas tourner trop pauvre. La cartographie reste la meilleure solution. Augmenter la taille des injecteurs (cc) et/ou la pression de carburant pour l'E85 est un bon choix également en attendant la carto.
Pompe à carburant : beaucoup de "on dit" circulent. La pompe à carburant supporte très largement l'arrivée de l'E85 à condition qu'elle soit en bon état. Il est parfaitement inutile de la remplacer par une pompe "gros débit". Le moteur étant atmosphérique, son accélération se voit linéaire et aucune dépression de carburant brutale ne vient vider le rail d'injection comme avec un moteur turbo préparé par exemple. Si la pompe est fatiguée, effectivement, lui demander un peu plus de carburant pourrait l'achever. Le fait de racheter la même lui permet de durer des années.
L'E85 n'est pas sec, il contient en plus une petite quantité d'eau très utile pour abaisser la température de combustion, ce qui préserve donc les éléments internes (pistons/culasse) et réduit le cliquetis (combustions incontrôlées) à néant. Cela réduit également la température d'échappement, l'encrassement du moteur et diminue drastiquement la pollution.
Boîte de vitesses. Les plus petites cylindrées se voient dotées de boîte Getrag quant aux 328i, 330i sont pourvus de boîte ZF, bien plus solides et résistantes, aux préparations poussées, turbo notamment.
Le m52tu n'est pas connu pour consommer de l'huile, contrairement au m54b30 par exemple. Pour les possesseurs de 323i, il est très fréquent, même systématique, de constater un passage au banc de puissance avec 180ch au lieu des 170 annoncés sur papier.
En 2000, trois nouveaux moteurs essence six-cylindres, 2,2 L (170 ch), 2,5 L (192 ch) et 3 L (231 ch), viennent remplacer les 2 L (150 ch), 2,5 L (170 ch) et 2,8 L (193 ch).
Côté performances, quand les 320i un peu molles manquent de couple (210nm), la 330i et son m54b30 n'en manquent pas. Très souple et rond, il a juste le défaut de ne quasiment jamais sortir ses chevaux annoncés par le constructeur. Il est très fréquent de constater 215-220ch chevaux, parfois plus. Autre problème, et pas des moindres, le m54b30 consomme de l'huile à cause d'une mauvaise segmentation car BMW a voulu réduire le frottement moteur, ce qui causa des remontées d'huile et une consommation anormale. Néanmoins, ce 6 cylindres reste fiable avec un plaisir de conduite digne de la firme bavaroise. Les m54 n'ont pas été épargnés par les antipollutions, ils se voient dotés d'une nouvelle gestion ms43 et d'une pompe à air secondaire, qui sert à injecter de l'air dans le collecteur d'échappement. De ce fait, les sondes lambda détectent un mélange pauvre et enrichissent le mélange air/carburant, ce qui a pour effet de faire chauffer le moteur plus vite pour moins de pollution et rouler donc moins longtemps moteur et catalyseur froids.
DIESEL: 320d 136ch - avec le recul des années, on note beaucoup d'avaries de turbo, problèmes de fiabilité de ce modèle, mieux vaut opter pour la phase 2, 320d 150ch.
Fin 2001, les versions berlines et break sont restylées. Les motorisations évoluent aussi : la 318i reçoit un 2 litres développant 143 ch, le 2 litres Diesel est proposé avec une puissance de 150 ch sur la 320d et de 115 ch sur la nouvelle 318d. La carrosserie Compact à trois portes fait son apparition.
En 2003, la 316i reçoit un moteur 1,8 litre de 115 ch à la place du 1,9 litre. Les versions coupé et cabriolet sont à leur tour restylées. Le coupé peut, pour la première fois, être équipé d'une motorisation Diesel avec une cylindrée 3 litres développant 204 ch. Ce même moteur Diesel passe également de 184 à 204 ch sur la berline et le break. En 2004, un second Diesel est proposé sur le coupé, le 2 litres développant 150 ch. En 2005, c'est au tour du cabriolet d'adopter des motorisations Diesel.
La M3 E46, qui n'existe qu'en coupé et cabriolet, apporte également une nouvelle version de la boîte séquentielle offrant onze modes, la SMG-II. Le VANOS (distribution variable) reste double, tandis que la cylindrée du moteur six-cylindres passe à 3 246 cm3 (pour 343 ch). Cette génération de M3 séduit par sa polyvalence : elle propose un mélange de sportivité et de sens pratique qui la rendent utilisable quotidiennement avec ses cinq places et un coffre de 410 litres.
Une version plus extrême sort : la M3 CSL (de l'allemand Coupe Sport Leichtbau pour « Coupé sport léger »), qui voit sa puissance portée à 360 ch pour une masse diminuée d'un peu plus d'une centaine de kilos, via l'emploi de matériaux légers, comme le toit en fibre de carbone, sièges bacquets légers. Ce dernier amène un double avantage : outre une diminution de poids, il contribue aussi à abaisser le centre de gravité de la voiture, améliorant ainsi le comportement. Disponible exclusivement en noir et anthracite, la version CSL se distingue encore par un intérieur dépouillé, des freins plus gros et des jantes spécifiques. Il n'est pas rare de la voir aujourd'hui s'échanger contre 100 000€.
En 2001, en vue de l'homologation d'une M3 E46 pour participer au championnat ALMS, BMW présente la M3 GTR, laquelle est vendue en nombre très limité. Son moteur est un V8 atmosphérique de quatre litres de cylindrée. Il est fortement bridé sur la version routière (380ch) de façon à ne pas afficher de performances beaucoup plus flatteuses que celles de la M3 CSL. On notera aussi au rayon des modifications un toit et un aileron arrière en carbone, ainsi qu'une banquette arrière tout bonnement supprimée. Peu d'informations et de photos circulent sur cette voiture, augmentant le mystère autour d'elle.

### Galerie

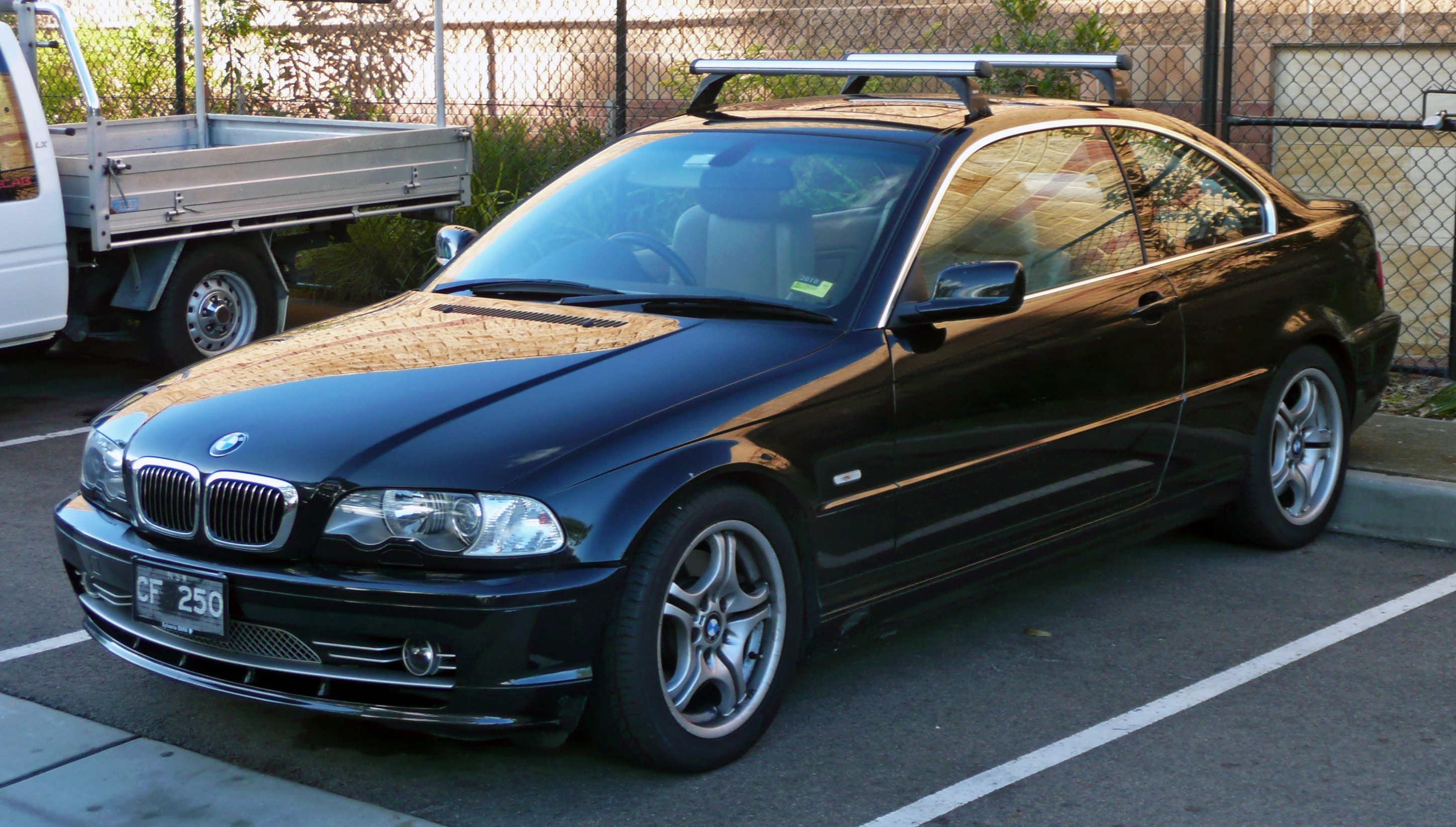
Coupé E46 Phase I.
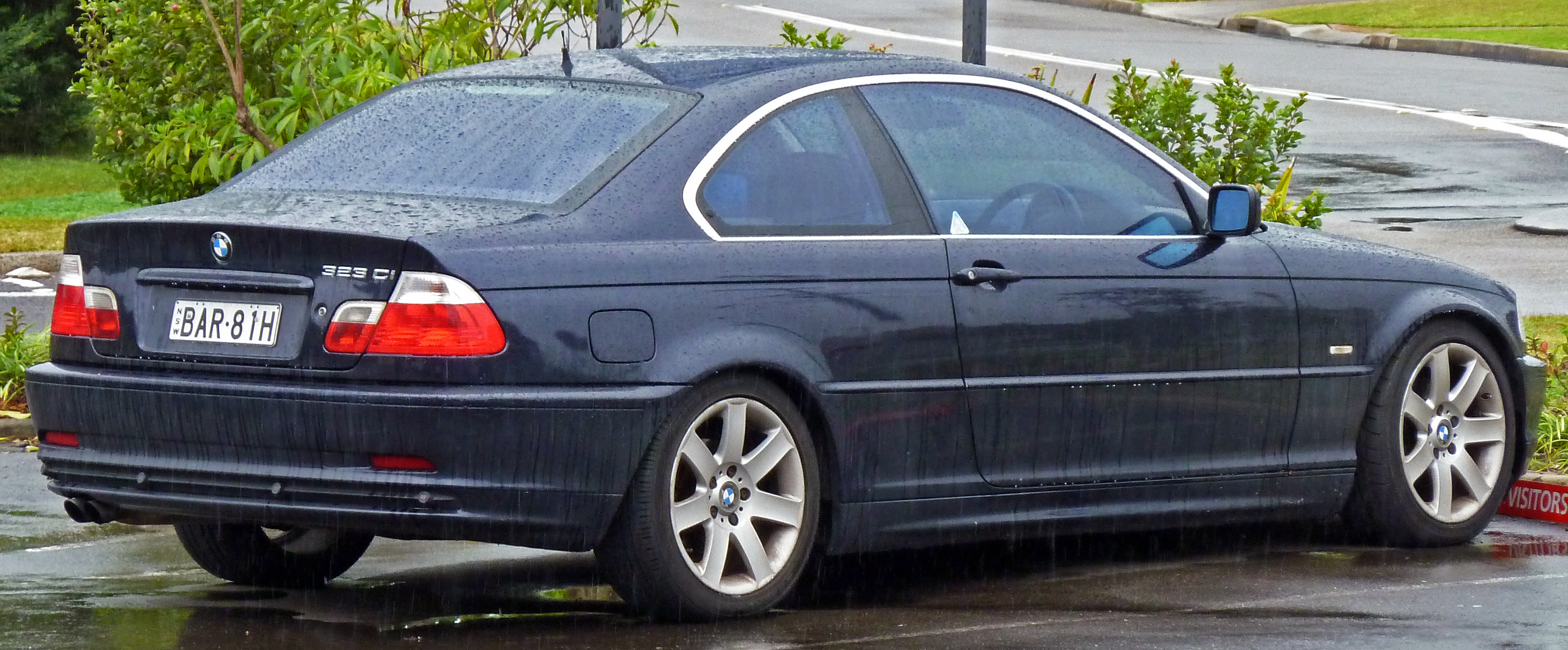
Coupé E46 Phase I.
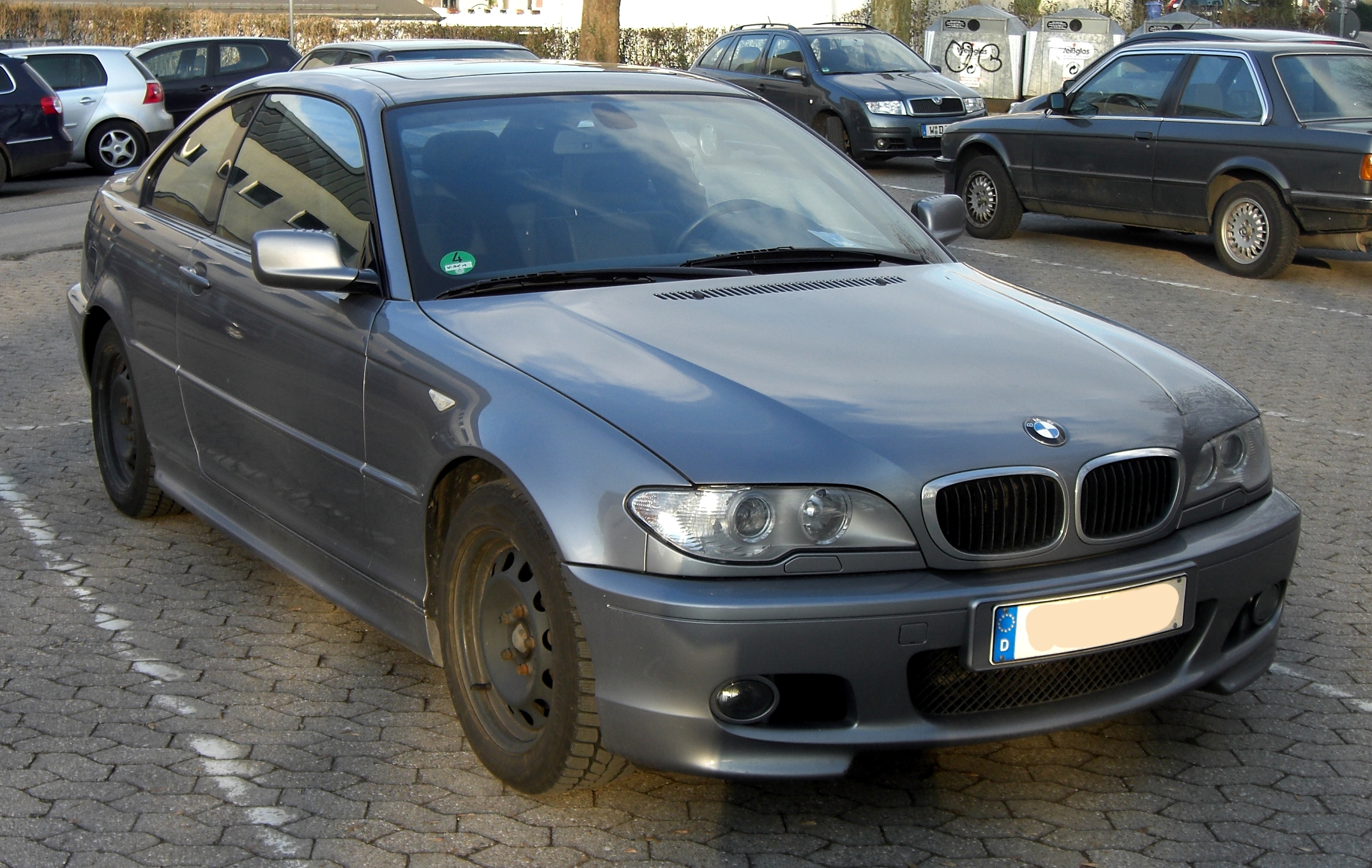
Coupé E46 Phase II.
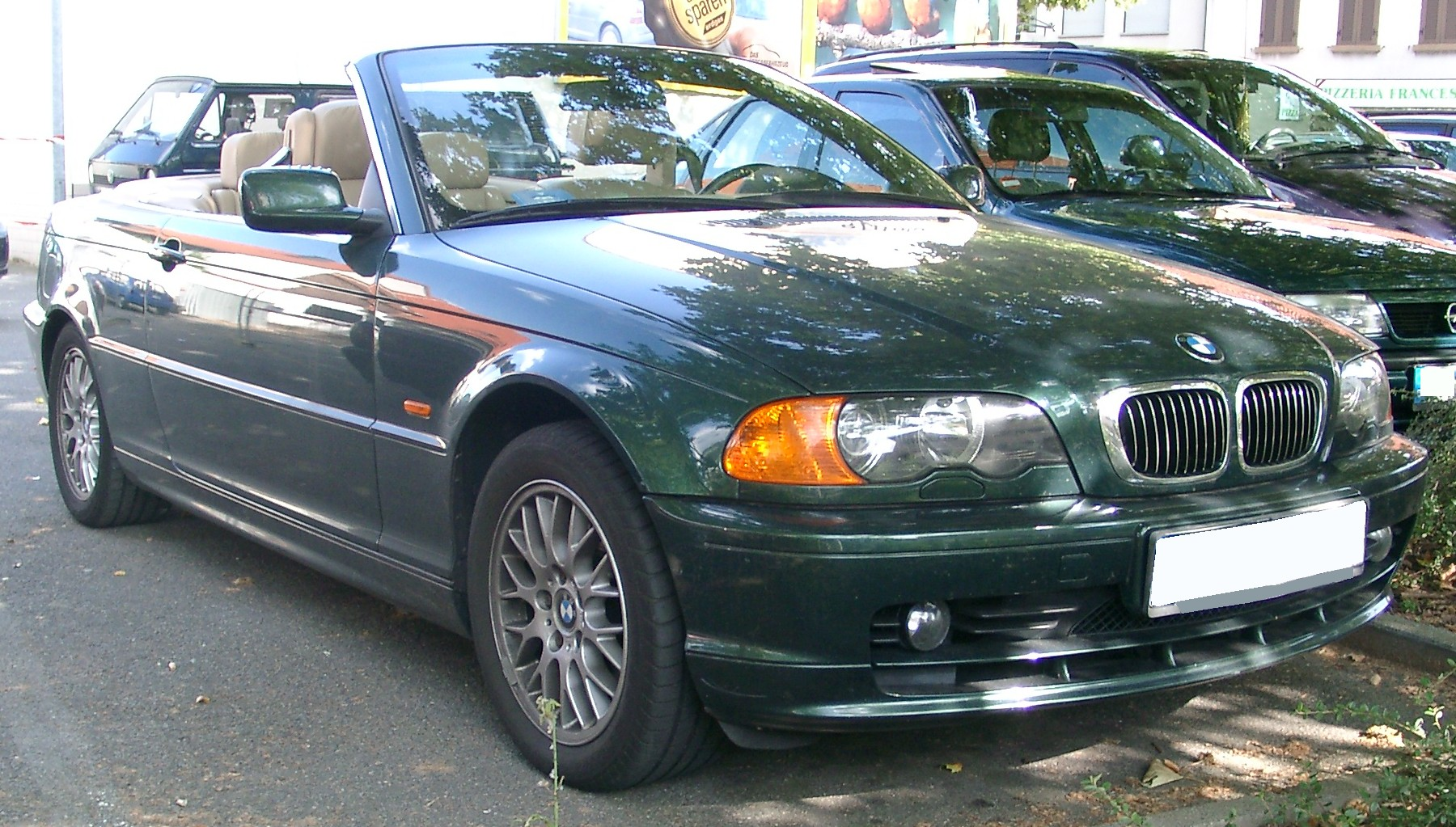
Cabriolet E46.

### Caractéristiques techniques
| Modèle | Code Moteur | Début | Fin  | Type | Puissance | Cylindrée | Berline | Break | Coupé | Cabriolet | Compact |
| ------ | ----------- | ----- | ---- | ---- | --------- | --------- | ------- | ----- | ----- | --------- | ------- |
| 316i   | M43B19      | 1998  | 2002 | L4   | 105 ch    | 1,9 L     | oui     | oui   | -     | -         | oui     |
| 316i   | N40B16      | 2002  | 2005 | L4   | 115 ch    | 1,8 L     | oui     | oui   | -     | -         | oui     |
| 318i   | M43B19      | 1998  | 2001 | L4   | 118 ch    | 1,9 L     | oui     | oui   | oui   | oui       | oui     |
| 318i   | N46B20      | 2001  | 2005 | L4   | 143 ch    | 2,0 L     | oui     | oui   | oui   | oui       | oui     |
| 318i   | N46B20      | 2005  | 2007 | L4   | 150 ch    | 2,0 L     | -       | -     | oui   | -         | -       |
| 320i   | M52B20      | 1998  | 2000 | L6   | 150 ch    | 2,0 L     | oui     | oui   | oui   | oui       | -       |
| 320i   | M54B22      | 2000  | 2007 | L6   | 170 ch    | 2,2 L     | oui     | oui   | oui   | oui       | -       |
| 323i   | M52B25      | 1998  | 2000 | L6   | 170 ch    | 2,5 L     | oui     | oui   | oui   | oui       | -       |
| 325i * | M54B25      | 2000  | 2005 | L6   | 192 ch    | 2,5 L     | oui     | oui   | oui   | oui       | oui     |
| 328i   | M52B28      | 1998  | 2000 | L6   | 193 ch    | 2,8 L     | oui     | oui   | oui   | non       | -       |
| 330i * | M54B30      | 1999  | 2006 | L6   | 231 ch    | 3,0 L     | oui     | oui   | oui   | oui       | non     |
| M3     | S54B32      | 2001  | 2006 | L6   | 343 ch    | 3,25 L    | -       | -     | oui   | oui       | -       |
| M3 CSL | S54B32HP    | 2003  | 2004 | L6   | 360 ch    | 3,25 L    | -       | -     | oui   | -         | -       |
| M3 GTR | P60B40      | 2001  | 2001 | V8   | 350 ch    | 4,0 L     | -       | -     | oui   | -         | -       |

| Modèle | Code Moteur | Début | Fin  | Type | Puissance | Cylindrée | Berline | Break | Coupé | Cabriolet | Compact |
| ------ | ----------- | ----- | ---- | ---- | --------- | --------- | ------- | ----- | ----- | --------- | ------- |
| 318d   | M47 D20     | 2001  | 2005 | L4   | 115 ch    | 2,0 L     | oui     | oui   | -     | -         | oui     |
| 320d   | M47 D20     | 1998  | 2000 | L4   | 136 ch    | 2,0 L     | oui     | oui   | -     | -         | -       |
| 320d   | M47 D20     | 2000  | 2001 | L4   | 130 ch    | 2,0 L     | oui     | oui   | -     | -         | -       |
| 320d   | M47 D20     | 2001  | 2005 | L4   | 150 ch    | 2,0 L     | oui     | oui   | oui   | oui       | oui     |
| 330d * | M57 D30     | 2000  | 2002 | L6   | 183 ch    | 2,9 L     | oui     | oui   | -     | -         | -       |
| 330d * | M57 D30     | 2003  | 2005 | L6   | 204 ch    | 3,0 L     | oui     | oui   | oui   | oui       | -       |

* modèle disponible avec une transmission intégrale.

### Palmarès sportif
- 24 Heures du Nürburgring 1998
- VLN Langstreckenmeisterschaft Nürburgring 2002
- Championnat d'Italie de Super Production 2002
- Championnat suédois des voitures de tourisme 2004 et 2005
- Championnat danois des voitures de tourisme 2004 et 2005
- Championnat d'Europe des voitures de tourisme constructeurs 2003 et 2004
- Championnat d'Europe tourisme pilotes 2004 (Priaulx)
- Championnat d'Europe SuperProduction pilotes 2001 (Kox)

## 5egénération - E90
La BMW Série 3 de cinquième génération est élue « Voiture mondiale de l'année 2006 » (World Car of the Year) à l'occasion du salon de New York.
La cinquième génération sortie en 2005 est plus longue de 5 cm et surtout plus large de 8 cm, la dotant d’un coffre de 460 litres. Le « x » désigne les modèles à transmission intégrale, dont le système xDrive (embrayage multidisque piloté électroniquement et pouvant faire varier le couple entre les essieux avant et arrière entre 0 et 100 %) est directement repris du crossover de la marque, la X3.
En 2007, toutes les motorisations bénéficient des innovations BMW EfficientDynamics (adaptées en fonction des modèles) : récupération de l’énergie de freinage, fonction d’arrêt et de redémarrage automatique du moteur, indicateur de changement de rapport, commande rationnelle des équipements auxiliaires et aérodynamique active par commande active des volets d’air.
Comme toujours chez BMW, d'abord apparue en version berline (quatre-portes), la gamme est complétée fin 2005 par la version break (appellation « Touring ») puis par la version coupé en 2006. Une déclinaison coupé-cabriolet équipée d'un toit escamotable rigide enrichit la gamme début 2007, puis c'est au tour de la M3 - l'emblème sportif de la gamme - de faire son apparition fin 2007 : le coupé M3 est dévoilé en septembre 2007 lors du salon automobile de Francfort.
Techniquement, le six-cylindres en ligne atmosphérique à admission d'un papillon par cylindre laisse la place à un nouveau V8, dont le régime de rotation culmine à 8 500 tr/min. La boîte séquentielle SMG II n'est pas reconduite : c'est une boîte à double embrayage appelée M DKG (Doppelkupplungsgetriebe en allemand, ce qui revient à DCT pour Dual Clutch Gearbox chez d'autres constructeurs), une première chez BMW qui est proposée depuis mars 2008 sur toutes les M3, afin de contenter les propriétaires, notamment américains (l'essentiel des ventes), qui apprécient le caractère lisse des boîtes automatiques mais refuseraient une boîte à convertisseur dans un tel écrin de sport : les performances s'en trouvent améliorées, tout en simplifiant le mode d'emploi par rapport aux boîtes SMG II issues du monde de la F1 et qui rebutaient ceux qui n'avaient pas la fibre sportive du fait de leur dureté. L'adoption de cette DKG permet à la M3 coupé de gagner deux dixièmes de seconde sur le 0-100 km/h pour se contenter de 4,6 secondes.
Une nouvelle version de la série 3 à moteur Diesel, la 335d, développe 286 ch à 4 400 tr/min. Elle dispose d'un six-cylindres en ligne à 24 soupapes et effectue le 0 à 100 km/h en 6,2 secondes. La 335d est disponible seulement en version automatique et les variantes disponibles sont la berline, le break et le coupé.
Enfin, comme avec la série 3 E36 et contrairement à la série 3 E46, le coupé et le cabriolet de chez Motorsport ont été complétés par une variante berline de la M3.
C'est en juillet 2008 que le restylage de la série 3 berline et Touring (break) a été présenté. Extérieurement, la série 3 change peu mais devient plus agressive, notamment grâce aux deux nervures sur le capot et au changement des feux arrière. Les optiques avant ont troqué leurs feux clignotants pour des nouveaux à diodes. Ce restylage a été accompagné d'améliorations techniques comme le nouveau système i-Drive avec un écran haute définition et un GPS avec une représentation 3D, ainsi que l'adoption de la boîte à double embrayage de la M3 (option valable pour la 335i Coupé et Cabriolet, puis sur la berline en 2009). La 330d reçoit un moteur entièrement nouveau, seule la cylindrée est conservée. Au menu des nouveautés : carter de vilebrequin en aluminium, injection directe à rampe commune de troisième génération avec injecteurs piézo-électriques et pression d’injection maximale de 1 800 bars, turbocompresseur doté de turbines à géométrie variable. Le niveau d'émissions de CO2 est le plus faible de cette catégorie de puissance.

### Caractéristiques techniques
| Modèle   | Code Moteur | Début | Fin  | Type(1) | Puissance        | Cylindrée             | Berline | Break | Coupé | Cabriolet     |
| -------- | ----------- | ----- | ---- | ------- | ---------------- | --------------------- | ------- | ----- | ----- | ------------- |
| 316i     | N43B16      | 2008  | 2011 | L4      | 122 ch           | 1 599 cm3             | oui     | -     | -     | -             |
| 318i     | N46B20      | 2006  | 2007 | L4      | 129 ch           | 1 995 cm3             | oui     | oui   | oui   | -             |
| 318i     | N43B20      | 2007  | 2012 | L4      | 143 ch (136 chb) | 1 995 cm3             | oui     | oui   | -     | -             |
| 320i     | N46B20      | 2005  | 2007 | L4      | 150 ch           | 1 995 cm3             | oui     | oui   | oui   | -             |
| 320i     | N43B20      | 2007  | 2012 | L4      | 170 ch (163 chb) | 1 995 cm3             | oui     | oui   | oui   | oui           |
| 320si ** | N45B20S     | 2006  | 2007 | L4      | 173 ch           | 1 995 cm3             | oui     | -     | -     | -             |
| 323i     | N52B25      | 2005  | 2007 | L6      | 177 ch           | 2 497 cm3             | oui     | ?     | ?     | ?             |
| 323i     | N52B25      | 2007  | 2010 | L6      | 203 ch           | 2 497 cm3             | oui     | ?     | ?     | ?             |
| 325i *   | N52B25      | 2005  | 2007 | L6      | 218 ch (211 chb) | 2 497 cm3             | oui     | oui   | oui   | oui (sauf xi) |
| 325i *   | N53B30      | 2007  | 2012 | L6      | 218 ch (211 chb) | 2 996 cm3             | oui     | oui   | oui   | oui (sauf xi) |
| 330i *   | N52B30      | 2005  | 2007 | L6      | 258 ch           | 2 996 cm3             | oui     | oui   | -     | -             |
| 330i *   | N52B30A     | 2006  | 2007 | L6      | 272 ch           | 2 996 cm3             | non     | non   | oui   | ?             |
| 330i *   | N53B30      | 2007  | 2012 | L6      | 272 ch           | 2 996 cm3             | oui     | oui   | oui   | oui (sauf xi) |
| 335i *   | N54B30      | 2006  | 2010 | L6      | 306 ch           | 2 979 cm3 biturbo MHI | oui     | oui   | oui   | oui (sauf xi) |
| 335i *   | N55B30      | 2010  | 2011 | L6      | 306 ch (326 PPK) | 2 979 cm3 twinscroll  | oui     | oui   | oui   | oui (sauf xi) |
| M3       | S65B40      | 2007  | 2013 | V8      | 420 ch           | 3 999 cm3             | oui     | -     | oui   | oui           |

| Modèle | Code Moteur | Début | Fin  | Type(1) | Puissance        | Cylindrée         | Berline | Break | Coupé | Cabriolet                    |
| ------ | ----------- | ----- | ---- | ------- | ---------------- | ----------------- | ------- | ----- | ----- | ---------------------------- |
| 316d   | N47D20      | 2009  | 2011 | L4      | 116 ch           | 1 995 cm3         | Oui     | Oui   | -     | -                            |
| 318d   | M47D202     | 2005  | 2007 | L4      | 122 ch           | 1 995 cm3         | oui     | oui   | -     | -                            |
| 318d   | N47D20      | 2007  | 2012 | L4      | 143 ch (136 chb) | 1 995 cm3         | oui     | oui   | -     | -                            |
| 320d   | M47D202     | 2005  | 2007 | L4      | 163 ch           | 1 995 cm3         | oui     | oui   | -     | -                            |
| 320d   | N47D20      | 2007  | 2010 | L4      | 177 ch           | 1 995 cm3         | oui     | oui   | oui   | oui (depuis 2008, pas de xd) |
| 320d * | N47D20      | 2010  | 2012 | L4      | 184 ch (163 chb) | 1 995 cm3         | oui     | oui   | oui   | oui                          |
| 325d   | M57D30      | 2007  | 2009 | L6      | 197 ch           | 2 993 cm3         | oui     | oui   | oui   | oui                          |
| 325d   | N57D30      | 2010  | 2013 | L6      | 204 ch           | 2 993 cm3         | oui     | oui   | oui   | oui                          |
| 330d * | M57D30      | 2005  | 2008 | L6      | 231 ch           | 2 993 cm3         | oui     | oui   | oui   | oui (sauf xd)                |
| 330d * | N57D30      | 2008  | 2012 | L6      | 245 ch           | 2 993 cm3         | oui     | oui   | oui   | oui (sauf xd)                |
| 335d   | M57D30      | 2006  | 2012 | L6      | 286 ch           | 2 993 cm3 biturbo | oui     | oui   | oui   | -                            |

* modèle disponible avec une transmission intégrale (xdrive).

** série limitée, basée sur la Série 3 utilisée pour le championnat WTCC.

b motorisation disponible en Belgique pour des raisons fiscales.

### Palmarès sportif
- Championnat d'Italie de Supertourisme puis ITCC 2005 et 2007
- Coupe d'Europe des voitures de tourisme 2005 et Superproduction 2008
- Championnat du monde des voitures de tourisme 2005, 2006 et 2007, avec Andy Priaulx
- Trophée indépendants du WTCC 2005, 2007, 2008 et 2010
- Championnat danois des voitures de tourisme 2006, 2008 et 2010
- Championnat suédois des voitures de tourisme 2007, 2008 et 2010
- VLN Langstreckenmeisterschaft Nürburgring 2008, 2009 et 2014

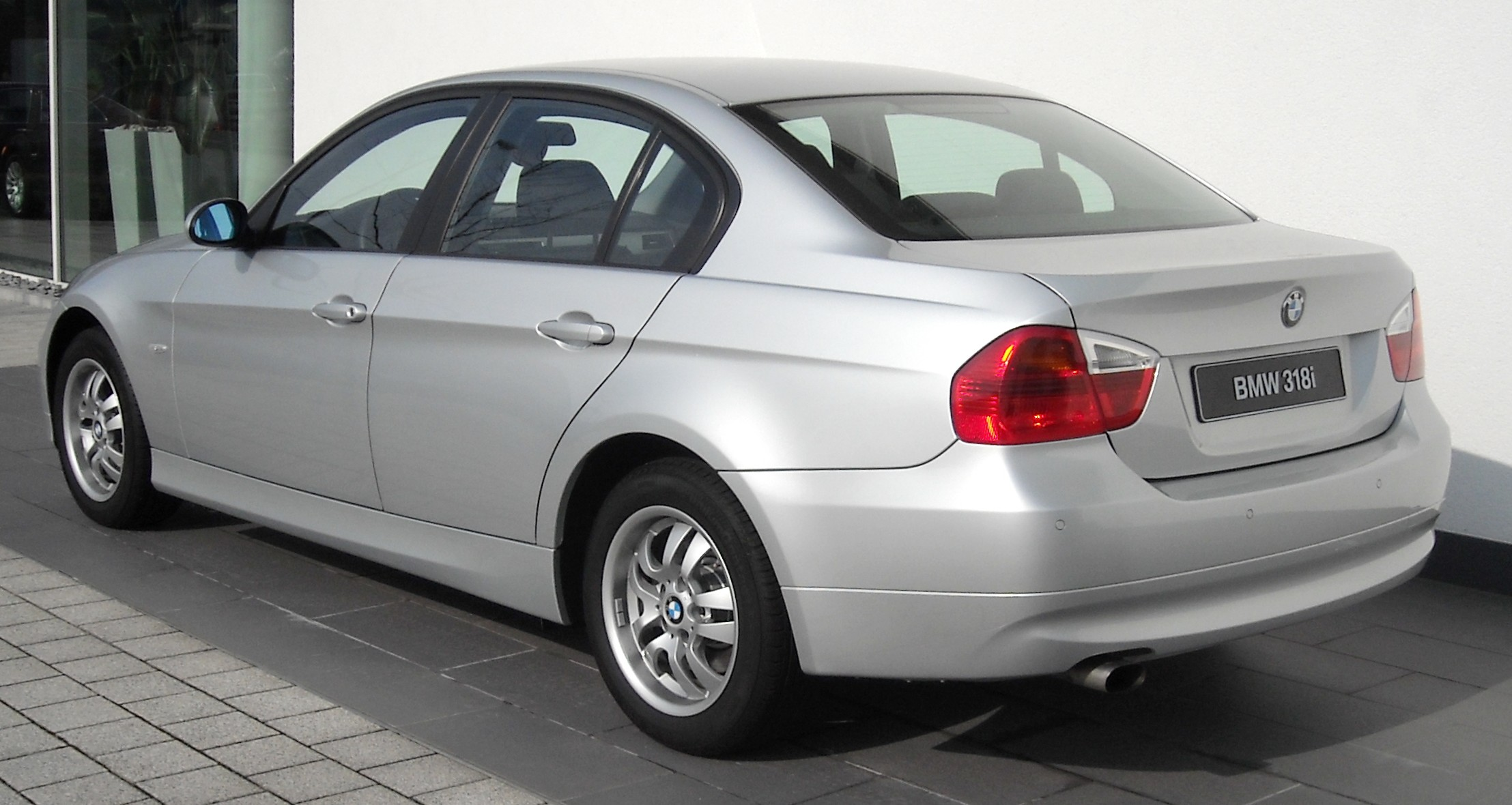
BMW E90 phase 1.
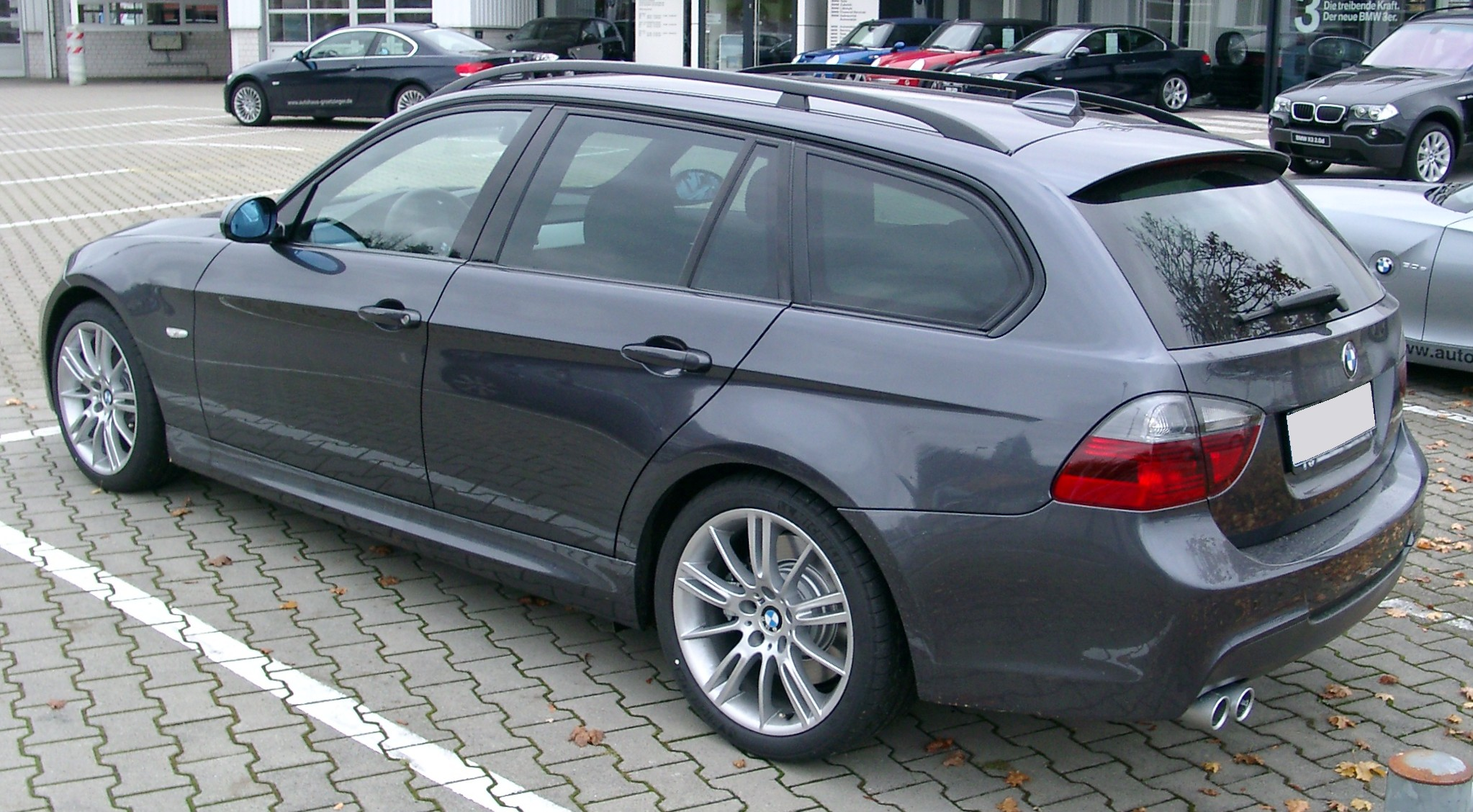
BMW E91 Touring
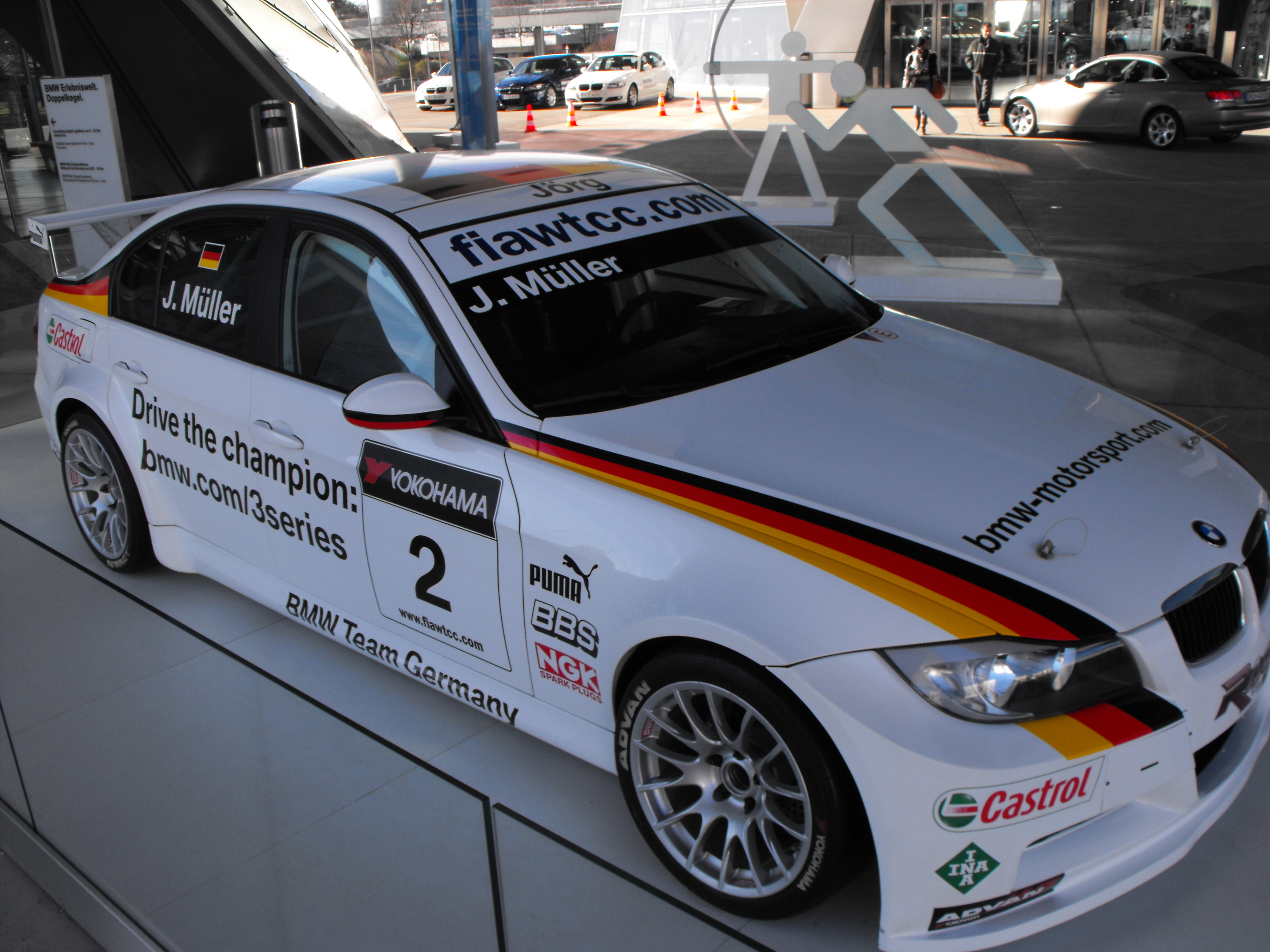
BMW E90 WTCC
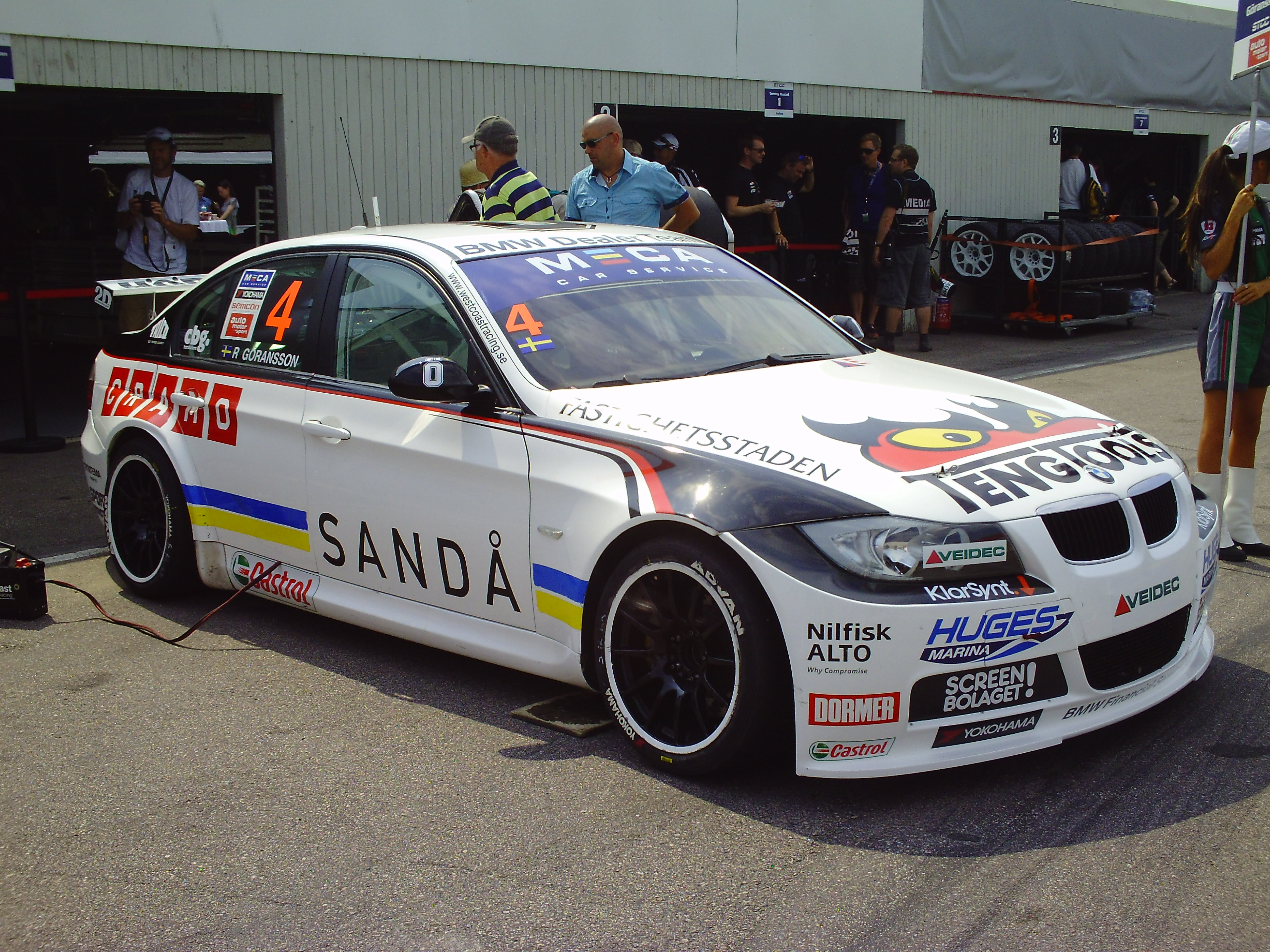
STCC 2010, la BMW 320si de Richard Göransson
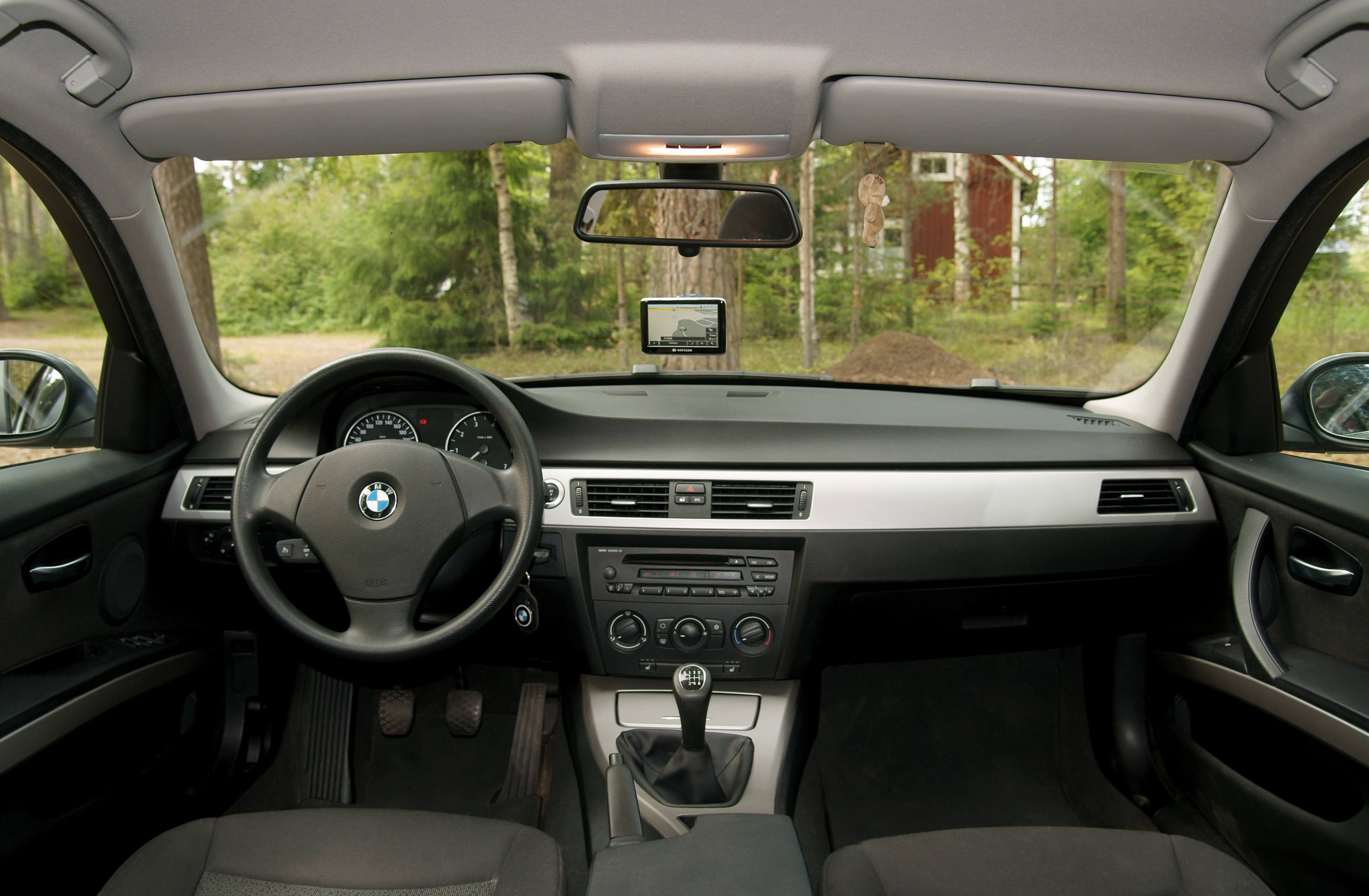
BMW E90
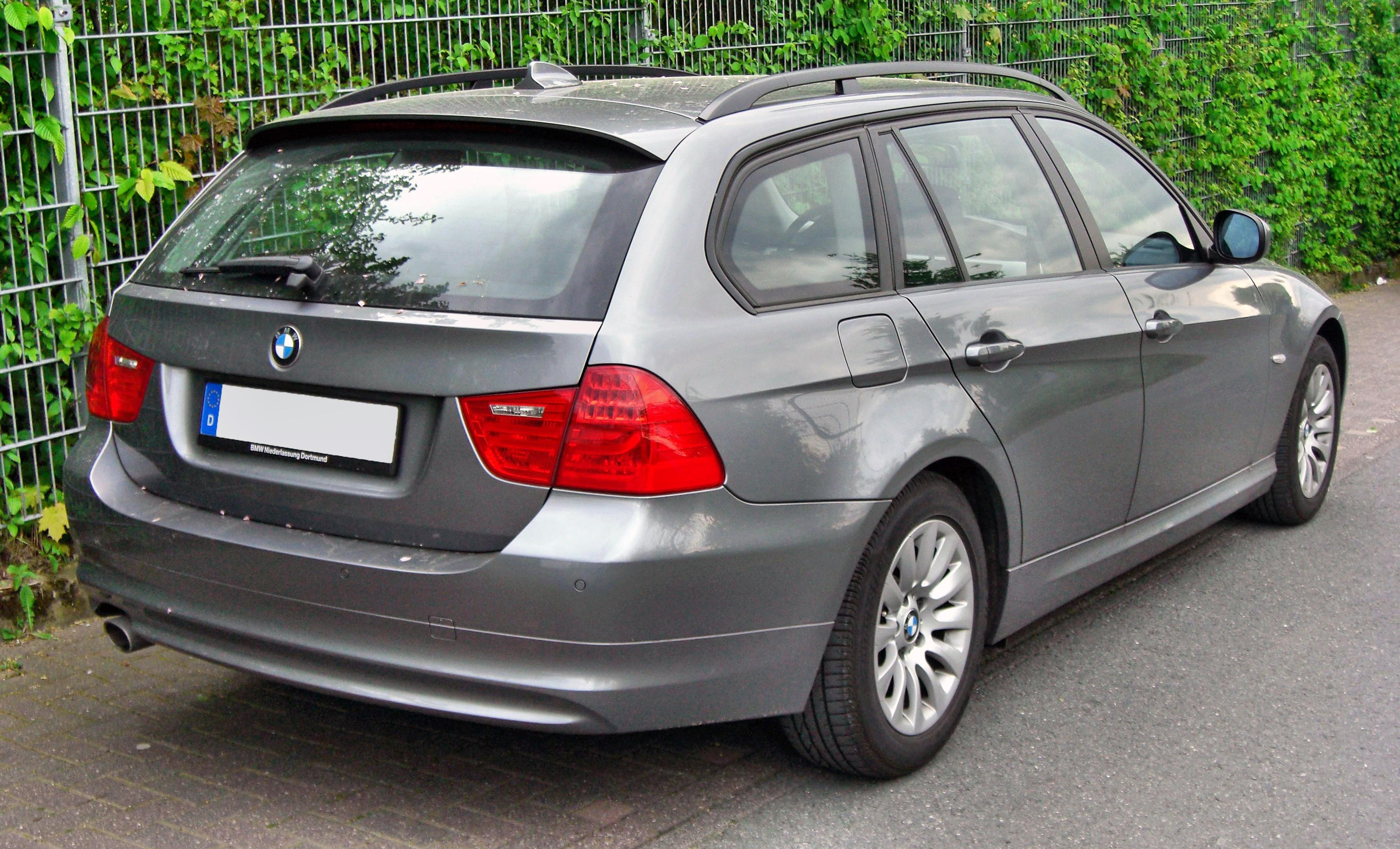
BMW E91 après restylage
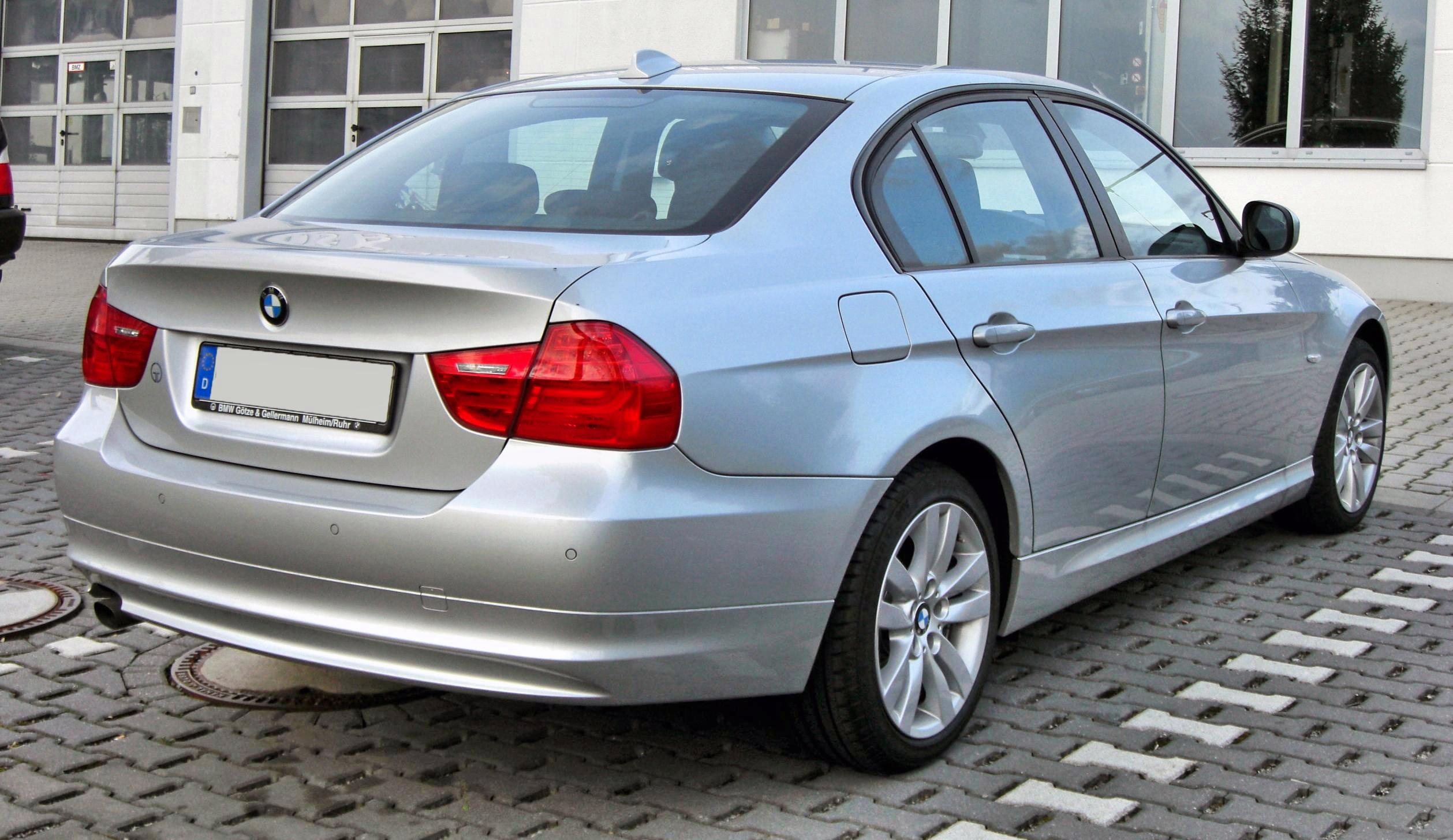
BMW E90 après restylage

### Phase 2

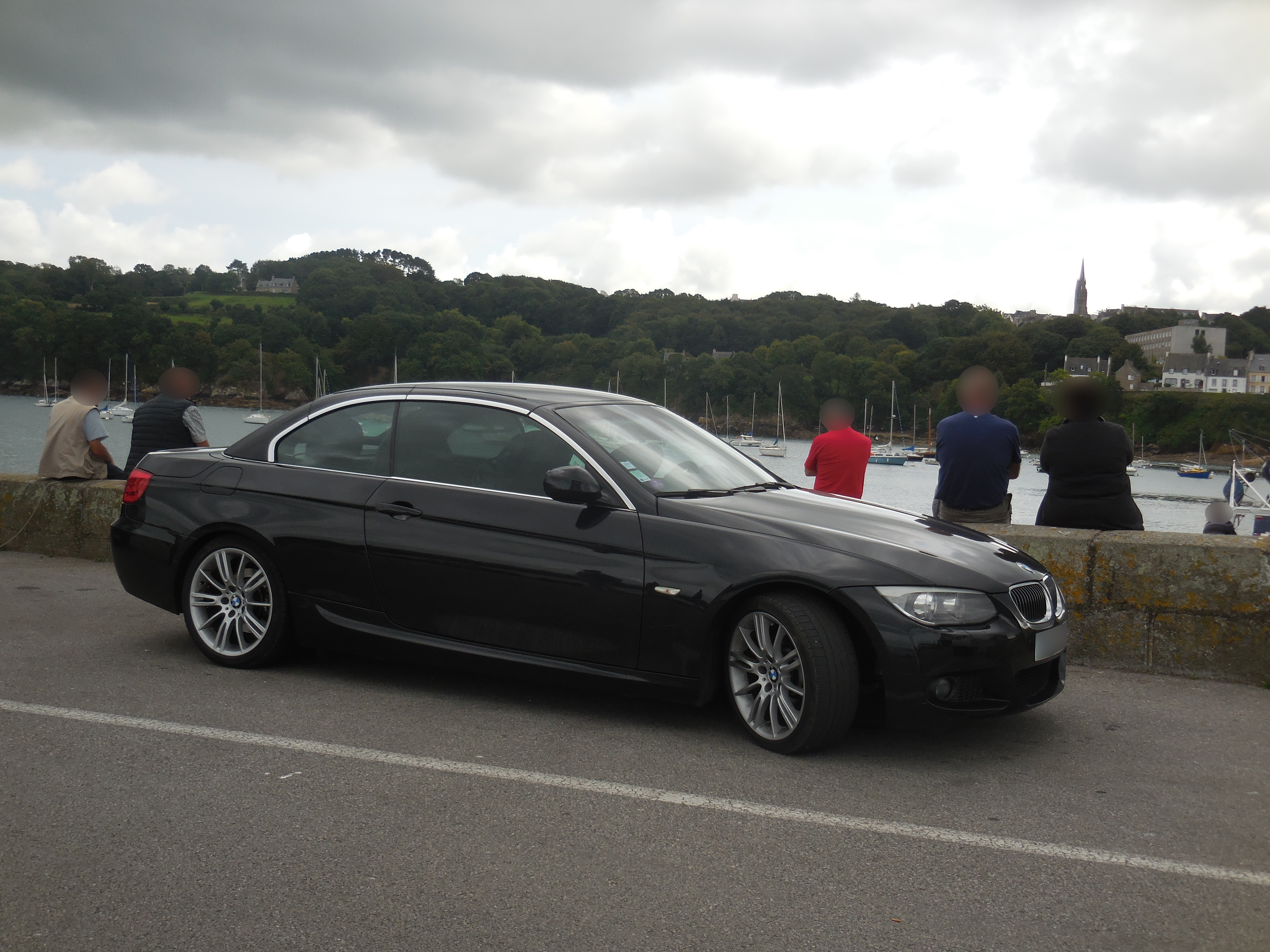
Restylage réalisé sur une version cabriolet 325i.

Un léger restylage a été opéré en 2008. On note une nouvelle molette iDrive, des boucliers et feux avant et arrière redessinés, un capot plus nervuré.

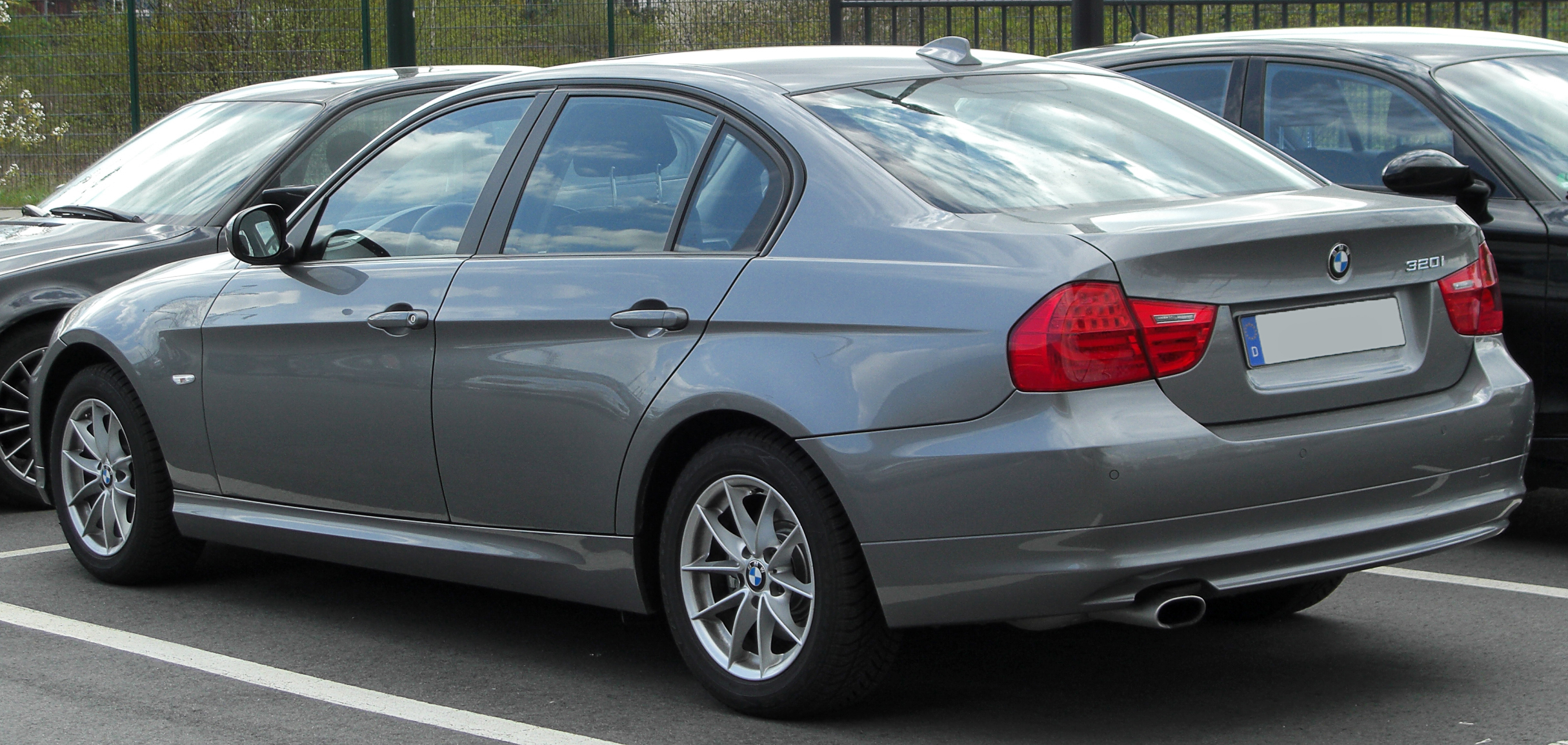
BMW Serie 3 320i phase 2.
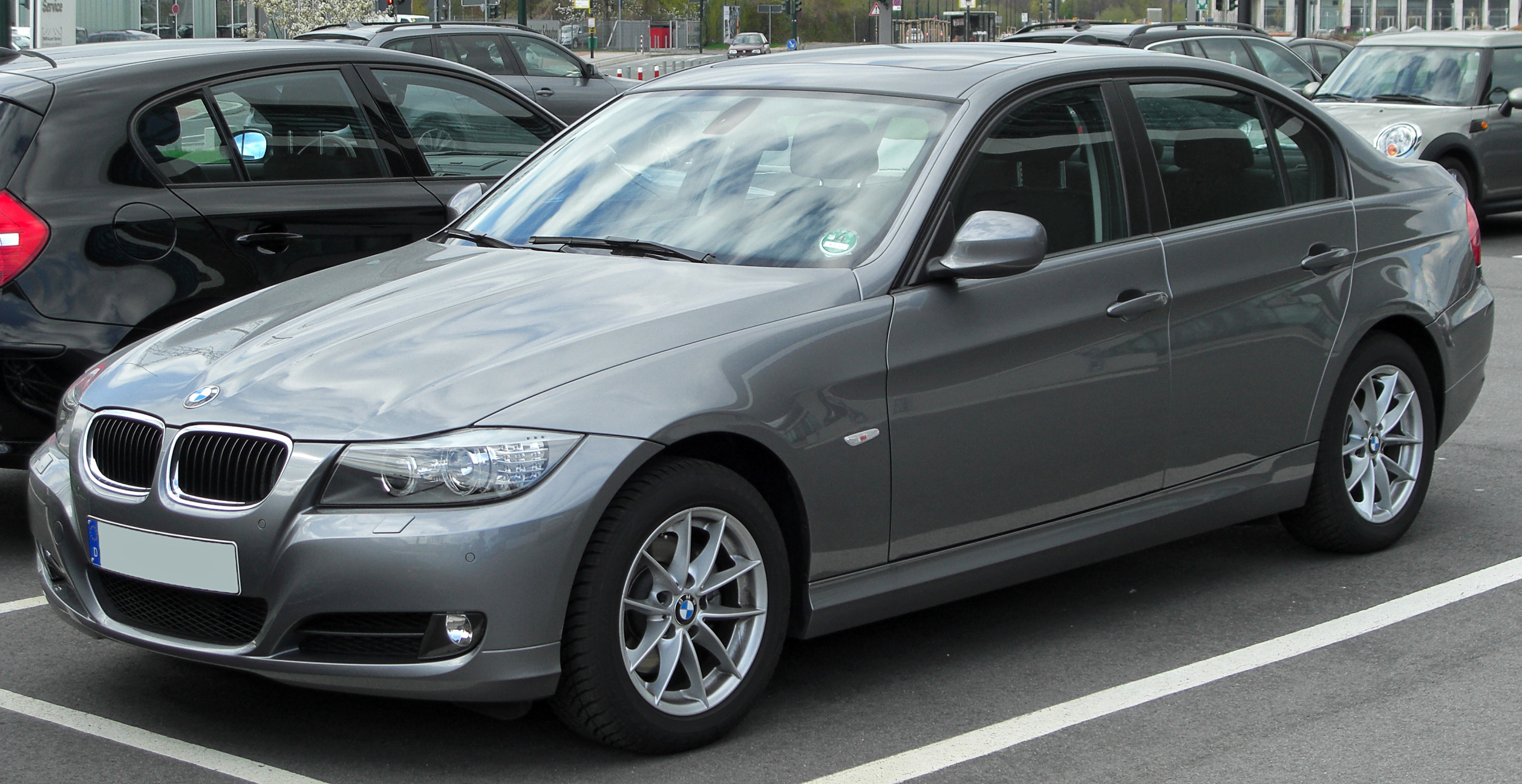
BMW Serie 3 320i phase 2.
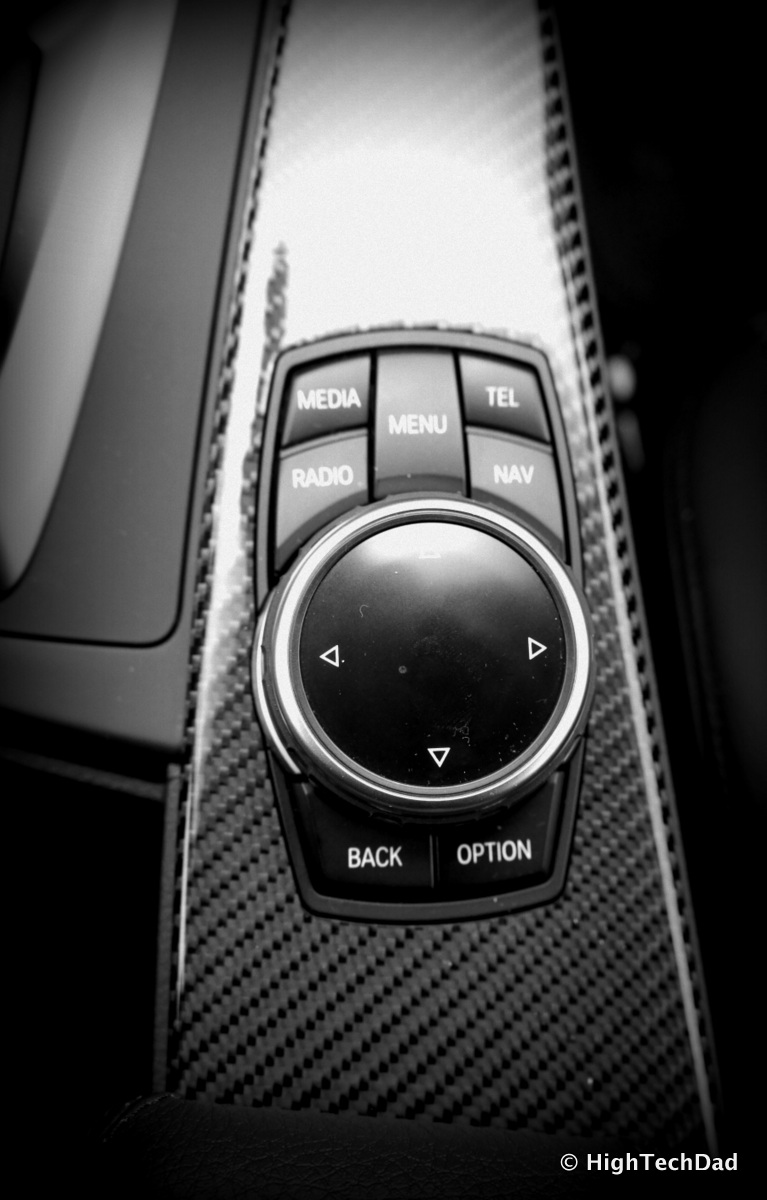
Nouvel iDrive.

## 6egénération - F30

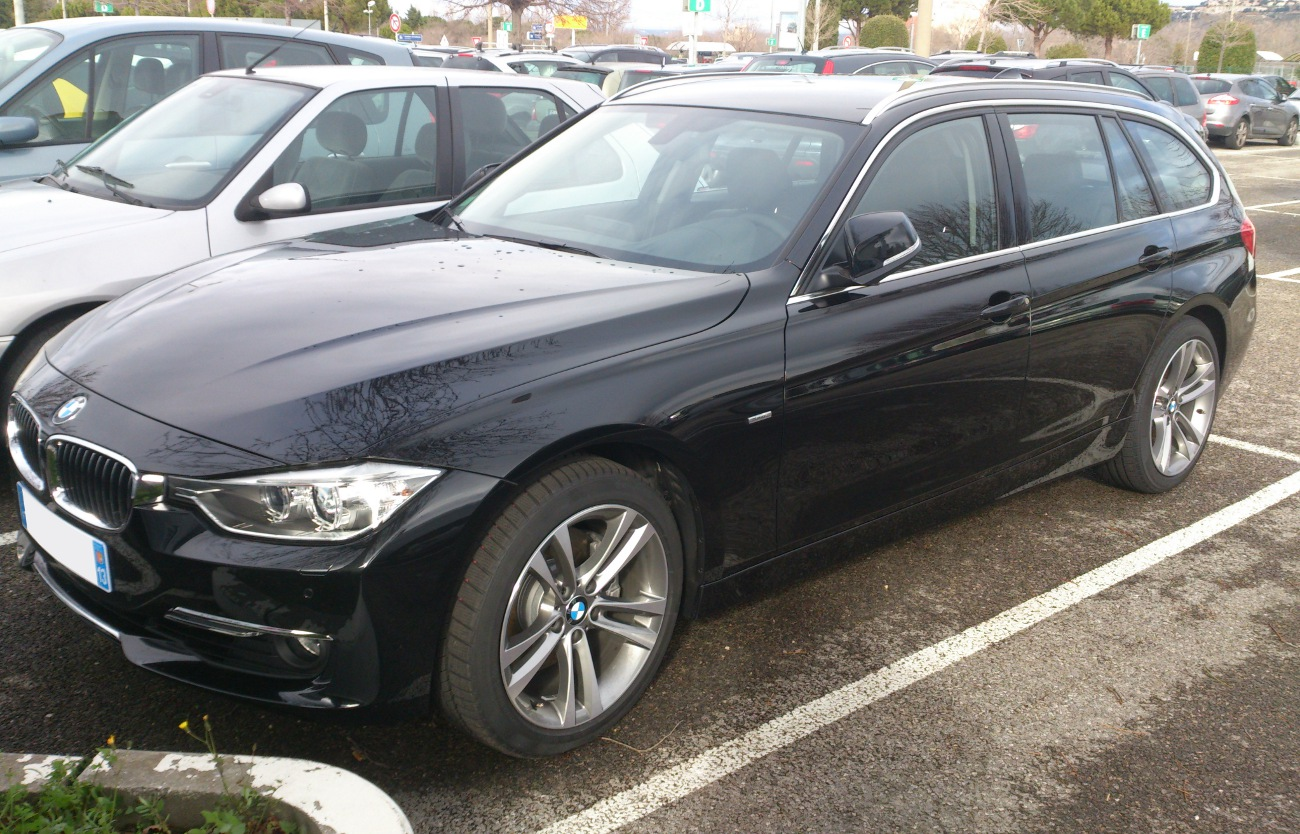
BMW Série 3 Touring (F31)

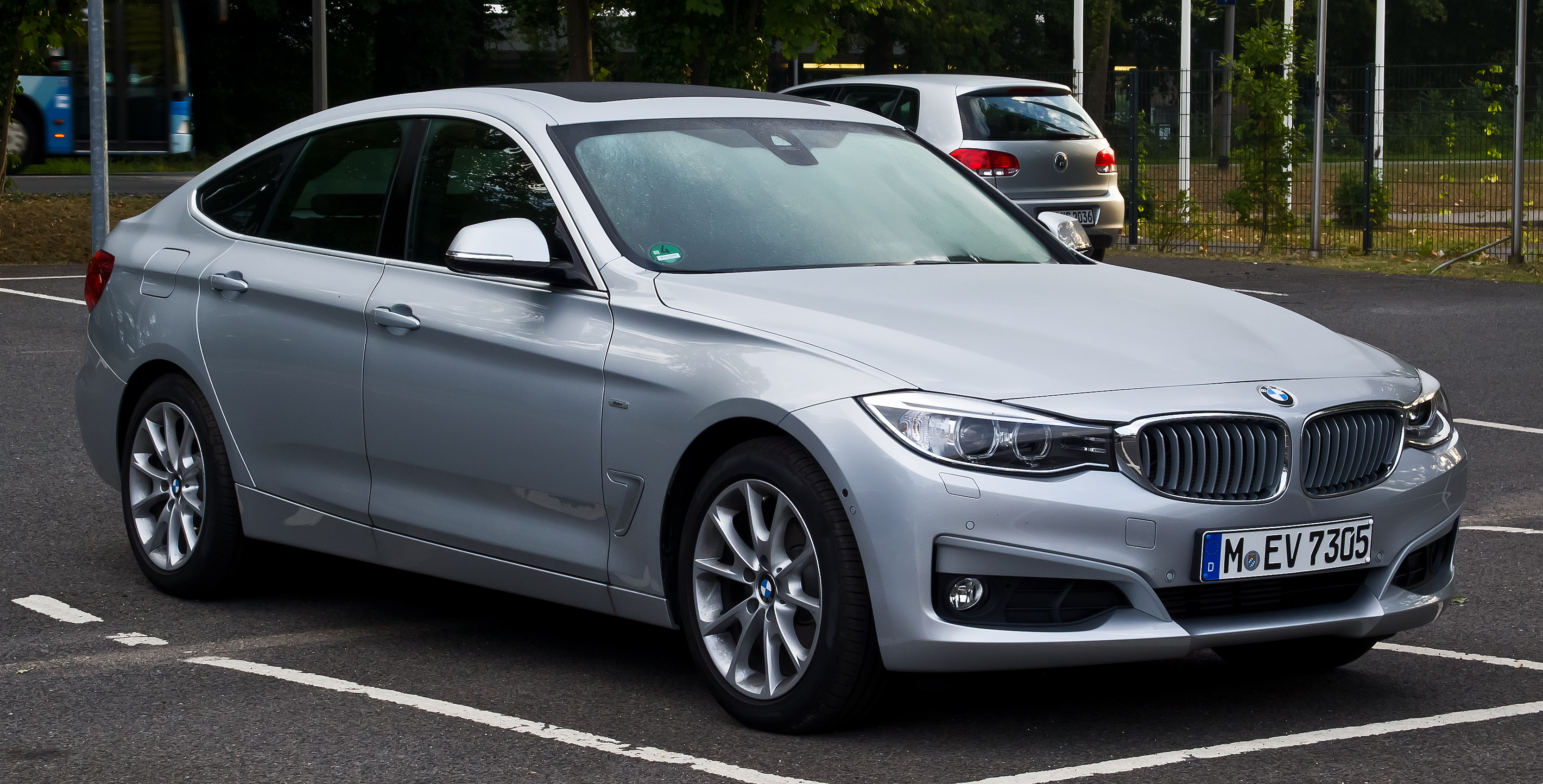
BMW Série 3 GT (F34)

Dévoilée au grand public le 14 octobre 2011, la sixième génération de Série 3 prend le code F30, et puise ses lignes sur la dernière génération de Série 5,.
Plus longue de 9 cm que la cinquième génération, la E90, cette nouvelle Série 3 F30 reste tout de même l'une des plus courtes de la catégorie. Trois motorisations sont disponibles au lancement : deux essences et un diesel. Disponible en deux niveaux de puissance (163 ch en Efficient Dynamics et 184 ch), le moteur diesel désigné 20d est un 4 cylindres en ligne de 2 litres de cylindrée. Les deux moteurs essence restent eux les deux plus puissants jusqu'à l'arrivée de la M3 en 2013, puisqu'il s'agit du 4 cylindres en ligne 2 litres de 245 ch (désigné 328i) et du 6 cylindres en ligne 3 litres de 306 ch (désigné 335i). Quatre moteurs se sont ajoutés à cette gamme à l'automne 2012 : le 16d (4 cylindres diesel 2 litres de 116 ch), le 18d (4 cylindres diesel 2 litres de 143 ch), le 16i (4 cylindres 1,6 litre essence de 136 ch qui est d’origine Peugeot-BMW et basé sur le modèle 1,6 THP) et le 20i (4 cylindres 2 litres essence de 184 ch). Les motorisations 25d (4 cylindres diesel 2 litres de 218 ch) et 35d (6 cylindres diesel 3 litres de 313 ch) ont été ajoutées récemment au catalogue.
En ajout des versions berline, touring et GT, une version Coupé et une version Coupé-Cabriolet voient le jour fin 2013, et prennent l'appellation Série 4. La M4 coiffa la gamme à partir du printemps 2014.
En 2015, la BMW Série 3 est restylée : les entrées d'air redessinées accentuent l'effet de largeur à l'avant et des phares full LED sont désormais disponibles en option. À l'arrière, les feux sont maintenant à LED avec une nouvelle signature lumineuse. Ses mécaniques évoluent plus profondément avec un nouveau moteur à trois cylindres.
En 2016, la Série 3 GT est restylée dans le même esprit que celui de la Série 3 originelle. Après le lancement de la 7e génération (G20), la Série 3 GT est maintenue au catalogue jusqu'en janvier 2020.

### Finitions proposées
- Lounge :

C'est la version de base sans pack du véhicule.
- Business et Executive (Entreprises) :

Ce sont les versions destinées aux entreprises avec tout l'équipement électronique nécessaire.
- Modern :

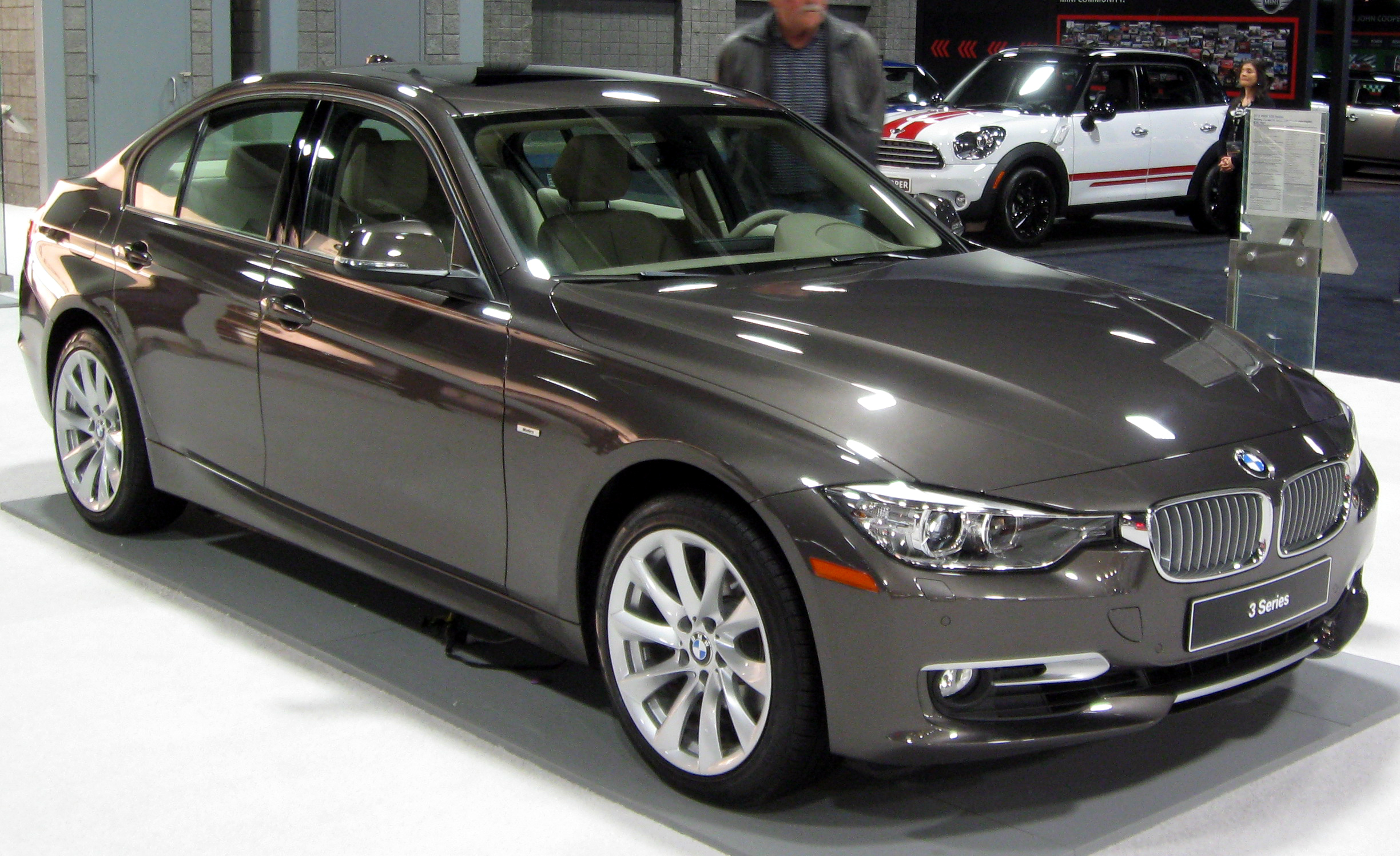
Finition Modern

C'est, comme son nom l'indique, la finition au look le plus moderne.
Le design extérieur comprend de nombreuses régions agrémentées de chrome mat. Les sièges sont habillés avec une combinaison tissu/cuir.
- Sport :

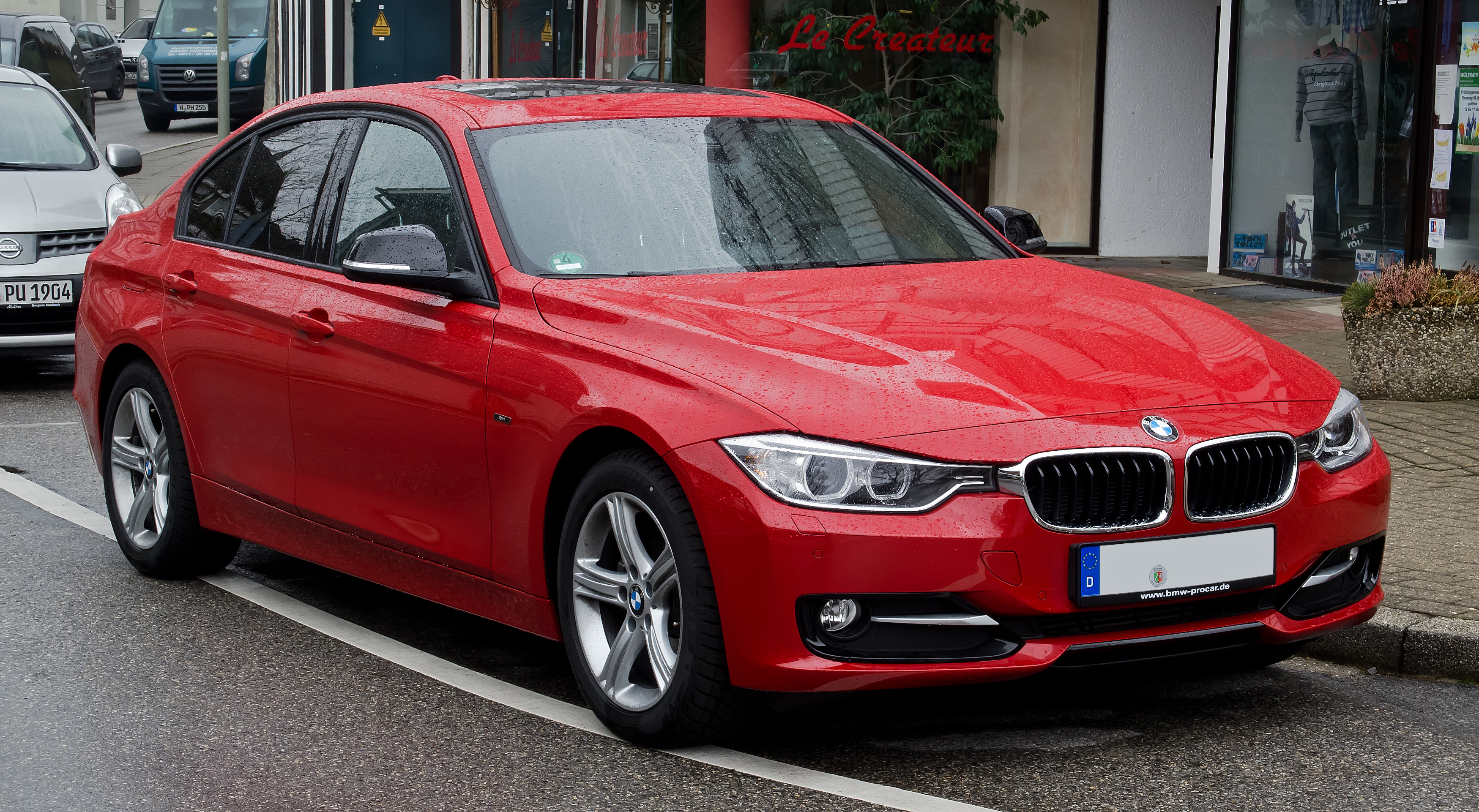
Finition Sport

Avec cette finition, à l'intérieur l'accent est mis sur le caractère sportif grâce à des accents rouges. Les sièges sports sont en tissu gris décorés de coutures rouges. Les inserts décoratifs sont une combinaison de rouge et de noir. À l'extérieur, on remarque que le bas de pare-chocs avant est noir ainsi qu'une baguette à l'arrière du véhicule.
- Luxury :

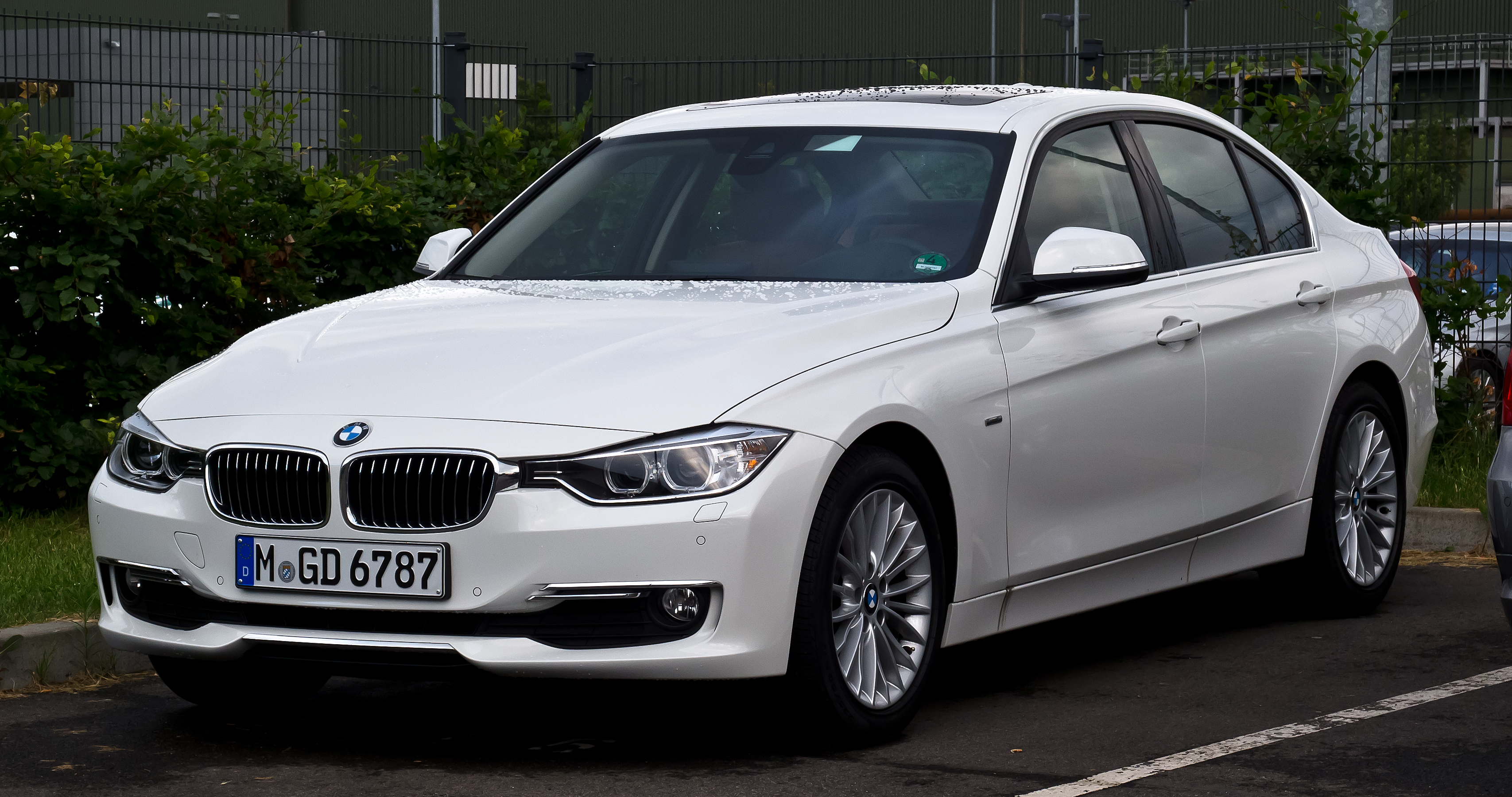
Finition Luxury

Comme son nom l'indique, cette finition est la plus luxueuse.
Les sièges sont garnis de cuir, disponible en plusieurs coloris.
Les inserts intérieurs sont en bois et à l'extérieur on découvre un ajout conséquent de chrome notamment autour des portières et des prises d'air.
- M Sport :

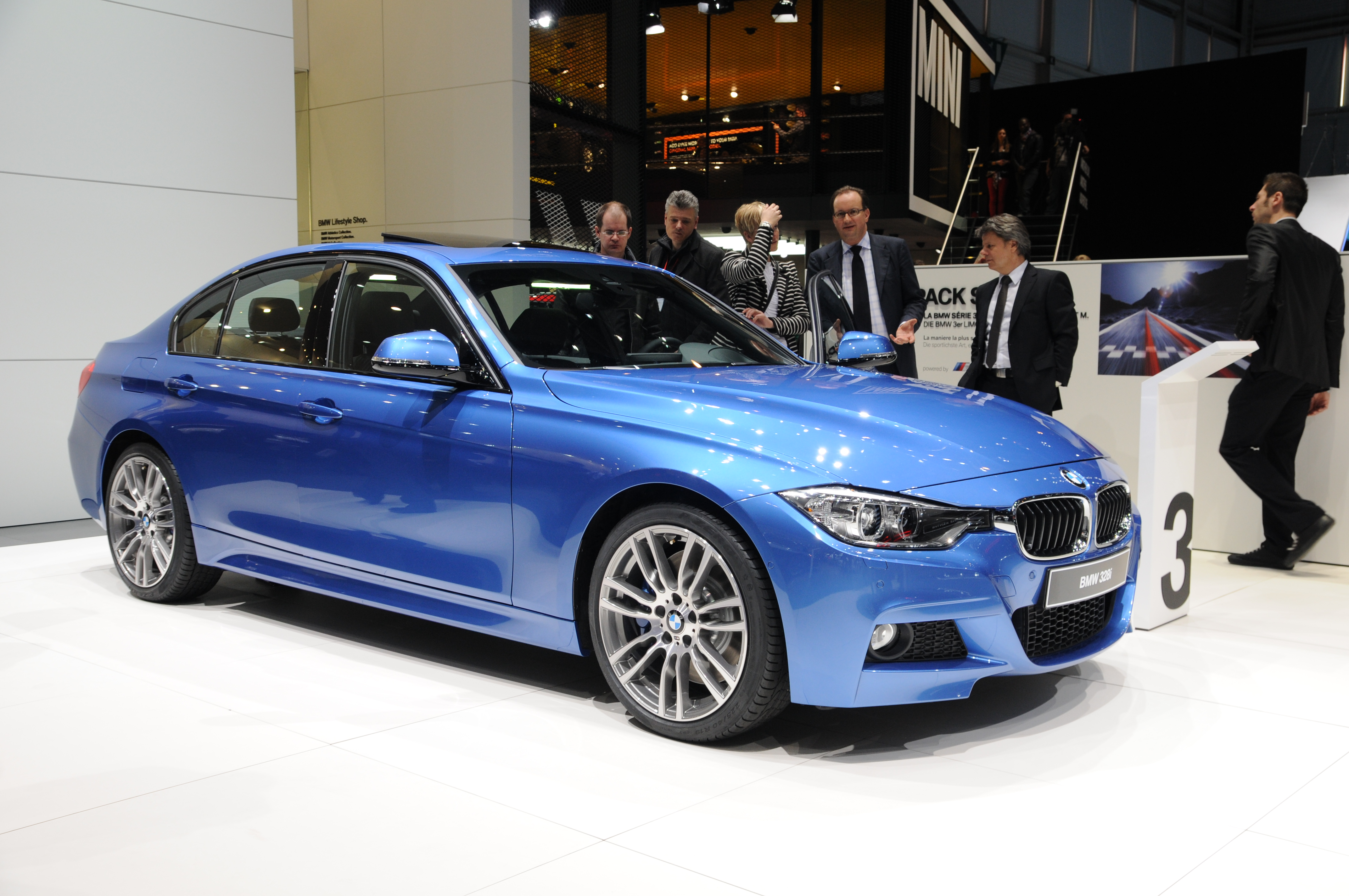
Finition M Sport

Le package M est commandable depuis mai 2012. Exclusivement avec la finition M Sport, le véhicule peut être livré dans la couleur Bleu Estoril. Le kit carrosserie diffère sensiblement des autres finitions, il est beaucoup plus agressif et confère une allure racée au véhicule. Parmi les équipements de série, on observe une suspension ///M Sport avec un abaissement de 10 mm (également vendu séparément), une suspension Adaptative qui améliore l'efficacité du véhicule, et l'option freins ///M sport avec étriers bleus.
- 40th Anniversary :

Cette série spéciale basée sur la 340i M Sport est uniquement proposée au Japon et produite à 20 exemplaires. Elle se distingue par sa peinture Tanzanite Blue avec la calandre noire, quelques touches d'aluminium et des jantes M Sport de 19 pouces. Son intérieur est garni de cuir Dakota (sièges et tableau de bord). Les sièges avant sont chauffants, elle dispose d'un affichage tête haute et d'un système audio Harman/Kardon.
- Hello Future :  La finition Hello Future[21] est plus un pack d'option qu'une finition à proprement parler puisqu'elle vient s'ajouter aux finitions précédemment évoquées. Ce "pack" permet des bonus technologiques comparés à la concurrence, tels que : la navigation multimédia Professional avec iDrive Touch et info trafic en temps réel RTTI, l’affichage Tête Haute HUD couleur, le bouquet Services BMW ConnectedDrive, la caméra de recul, le Surround View et caméras d’intersection, les rétroviseurs extérieurs rabattables électriquement et électrochromes.

### F80 M3 Berline

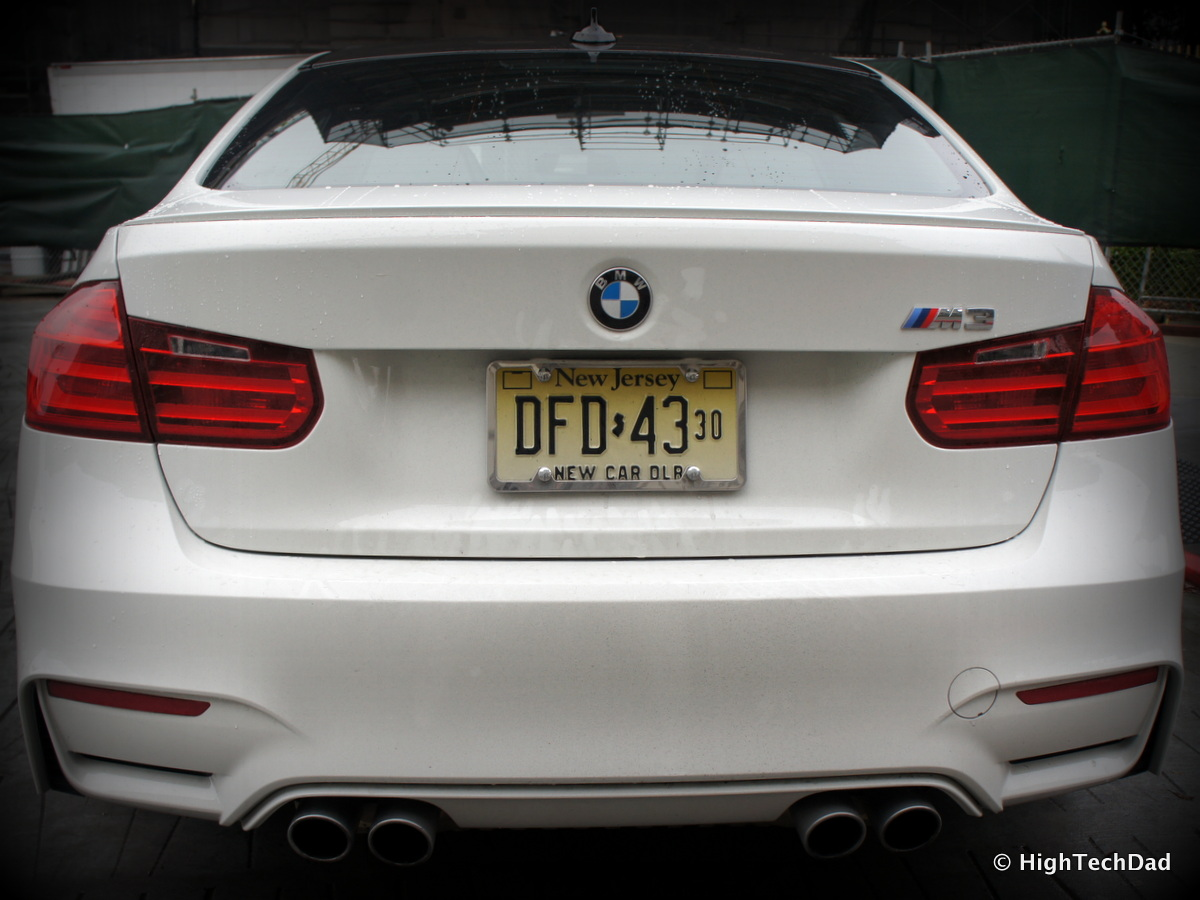
M3-2014

La M3 Coupé n'est plus produite à compter de l'été 2013. Après quatre versions dont la dernière a été construite à plus de 40 000 unités, la relève est désormais assurée par la BMW Série 4 alors que la version berline reste, elle, une série 3. Toutefois, les deux modèles bénéficient exactement de la même conception, du même moteur et du même niveau de performances. En fait, seule la carrosserie diffère.
|                   | 316i                                                | 320i                                                | 328i                                                | 335i                                                | ActiveHybrid 3                                      | M3                                                  | 316d                                                | 318d                                                | 320d                                                | 325d                                                | 330d                                                | 335d                                                |
| ----------------- | --------------------------------------------------- | --------------------------------------------------- | --------------------------------------------------- | --------------------------------------------------- | --------------------------------------------------- | --------------------------------------------------- | --------------------------------------------------- | --------------------------------------------------- | --------------------------------------------------- | --------------------------------------------------- | --------------------------------------------------- | --------------------------------------------------- |
| Moteur            | 4 cylindres en ligne                                | 4 cylindres en ligne                                | 4 cylindres en ligne                                | 6 cylindres en ligne                                | 6 cylindres en ligne                                | 6 cylindres en ligne                                | 4 cylindres en ligne                                | 4 cylindres en ligne                                | 4 cylindres en ligne                                | 4 cylindres en ligne                                | 6 cylindres en ligne                                | 6 cylindres en ligne                                |
|                   | N13B16                                              | N20B20                                              | N20B20                                              | N55B30M0                                            | N55HP                                               | S55B30                                              | N47D20                                              | N47D20                                              | N47D20                                              | N47D20                                              | N57D30                                              | N57D30                                              |
| Alimentation      | Turbocompressé                                      | Turbocompressé                                      | Turbocompressé                                      | Turbocompressé                                      | Turbocompressé                                      | Turbocompressé                                      | Turbocompressé                                      | Turbocompressé                                      | Turbocompressé                                      | Turbocompressé                                      | Turbocompressé                                      | Turbocompressé                                      |
| Cylindrée         | 1 997 cm3                                           | 1 997 cm3                                           | 1 997 cm3                                           | 2 979 cm3                                           | 2 979 cm3                                           | 2 979 cm3                                           | 1 995 cm3                                           | 1 995 cm3                                           | 1 995 cm3                                           | 1 995 cm3                                           | 2 993 cm3                                           | 2 993 cm3                                           |
| Puissance maxi    | 136 ch à 4 350 tr/min                               | 184 ch à 5 000 tr/min                               | 245 ch de 5 000 à 6 500 tr/min                      | 306 ch de 5 800 à 6 400 tr/min                      | 340 ch de 5 800 à 6 000 tr/min                      | 431 ch à 5 500 tr/min                               | 116 ch à 4 000 tr/min                               | 150 ch à 4 000 tr/min                               | 163/184/190 ch à 4 000 tr/min                       | 218 ch à 4 400 tr/min                               | 258 ch à 4 000 tr/min                               | 313 ch à 4 400 tr/min                               |
| Couple maxi       | 220 N m de 1 350 à 4 500 tr/min                     | 270 N m de 1 250 à 4 500 tr/min                     | 350 N m de 1 250 à 4 800 tr/min                     | 400 N m de 1 200 à 5 000 tr/min                     | 450 N m de 1 200 à 5 000 tr/min                     | 550 N m à 1 850 tr/min                              | 270 N m de 1 750 à 2 500 tr/min                     | 320 N m de 1 750 à 2 500 tr/min                     | 400 N m de 1 750 à 2 750 tr/min                     | 450 N m de 1 500 à 2 500 tr/min                     | 560 N m de 2 000 à 2 750 tr/min                     | 630 N m de 1 500 à 2 500 tr/min                     |
| Transmission      | Propulsion uniquement                               | Propulsion ou xDrive                                | Propulsion ou xDrive                                | Propulsion ou xDrive                                | Propulsion uniquement                               | Propulsion uniquement                               | Propulsion uniquement                               | Propulsion ou xDrive                                | Propulsion ou xDrive                                | Propulsion uniquement                               | Propulsion ou xDrive                                | xDrive uniquement                                   |
| 0-100 km/h        | 0-100 : 8.9 s                                       | 0-100 : 7.3 s (7.4 en xDrive)                       | 0-100 : 5.9 s (5.7 en xDrive)                       | 0-100 : 5.5 s (5.0 en xDrive)                       | 0-100 : 5.1 s                                       | 0-100 : 4.5 s (4.3 en Drivelogic)                   | 0-100 : 10.9 s                                      | 0-100 : 9.0/- s (9.2/- en xDrive)                   | 0-100 : 8/7.5/- s (7.5/- en xDrive)                 | 0-100 : 6.8 s                                       | 0-100 : 5.6 s (5.3 en xDrive)                       | 0-100 : 4.8 s                                       |
| Boîte de vitesses | Boîte manuelle 6 vitesses ou automatique 8 vitesses | Boîte manuelle 6 vitesses ou automatique 8 vitesses | Boîte manuelle 6 vitesses ou automatique 8 vitesses | Boîte manuelle 6 vitesses ou automatique 8 vitesses | Boîte manuelle 6 vitesses ou automatique 8 vitesses | Boîte manuelle 6 vitesses ou automatique 8 vitesses | Boîte manuelle 6 vitesses ou automatique 8 vitesses | Boîte manuelle 6 vitesses ou automatique 8 vitesses | Boîte manuelle 6 vitesses ou automatique 8 vitesses | Boîte manuelle 6 vitesses ou automatique 8 vitesses | Boîte manuelle 6 vitesses ou automatique 8 vitesses | Boîte manuelle 6 vitesses ou automatique 8 vitesses |
| Dimensions        | L x l x H = 4,624 × 1,811 × 1,429 m                 | L x l x H = 4,624 × 1,811 × 1,429 m                 | L x l x H = 4,624 × 1,811 × 1,429 m                 | L x l x H = 4,624 × 1,811 × 1,429 m                 | L x l x H = 4,624 × 1,811 × 1,429 m                 | L x l x H = 4,624 × 1,811 × 1,429 m                 | L x l x H = 4,624 × 1,811 × 1,429 m                 | L x l x H = 4,624 × 1,811 × 1,429 m                 | L x l x H = 4,624 × 1,811 × 1,429 m                 | L x l x H = 4,624 × 1,811 × 1,429 m                 | L x l x H = 4,624 × 1,811 × 1,429 m                 | L x l x H = 4,624 × 1,811 × 1,429 m                 |
| Réservoir         | Capacité du réservoir = 60 litres                   | Capacité du réservoir = 60 litres                   | Capacité du réservoir = 60 litres                   | Capacité du réservoir = 60 litres                   | Capacité du réservoir = 60 litres                   | Capacité du réservoir = 60 litres                   | Capacité du réservoir = 57 litres                   | Capacité du réservoir = 57 litres                   | Capacité du réservoir = 57 litres                   | Capacité du réservoir = 57 litres                   | Capacité du réservoir = 57 litres                   | Capacité du réservoir = 57 litres                   |
| Poids             | 1 460 kg                                            | 1 490 kg                                            | 1 505 kg                                            | 1 585 kg                                            | 1 730 kg                                            | 1 595⁄1 635 kg                                      | 1 495 kg                                            | 1 495 kg                                            | 1 495 kg                                            | 1 495 kg                                            | 1 615 kg                                            | 1 705 kg                                            |

### Phase 2

#### Motorisations

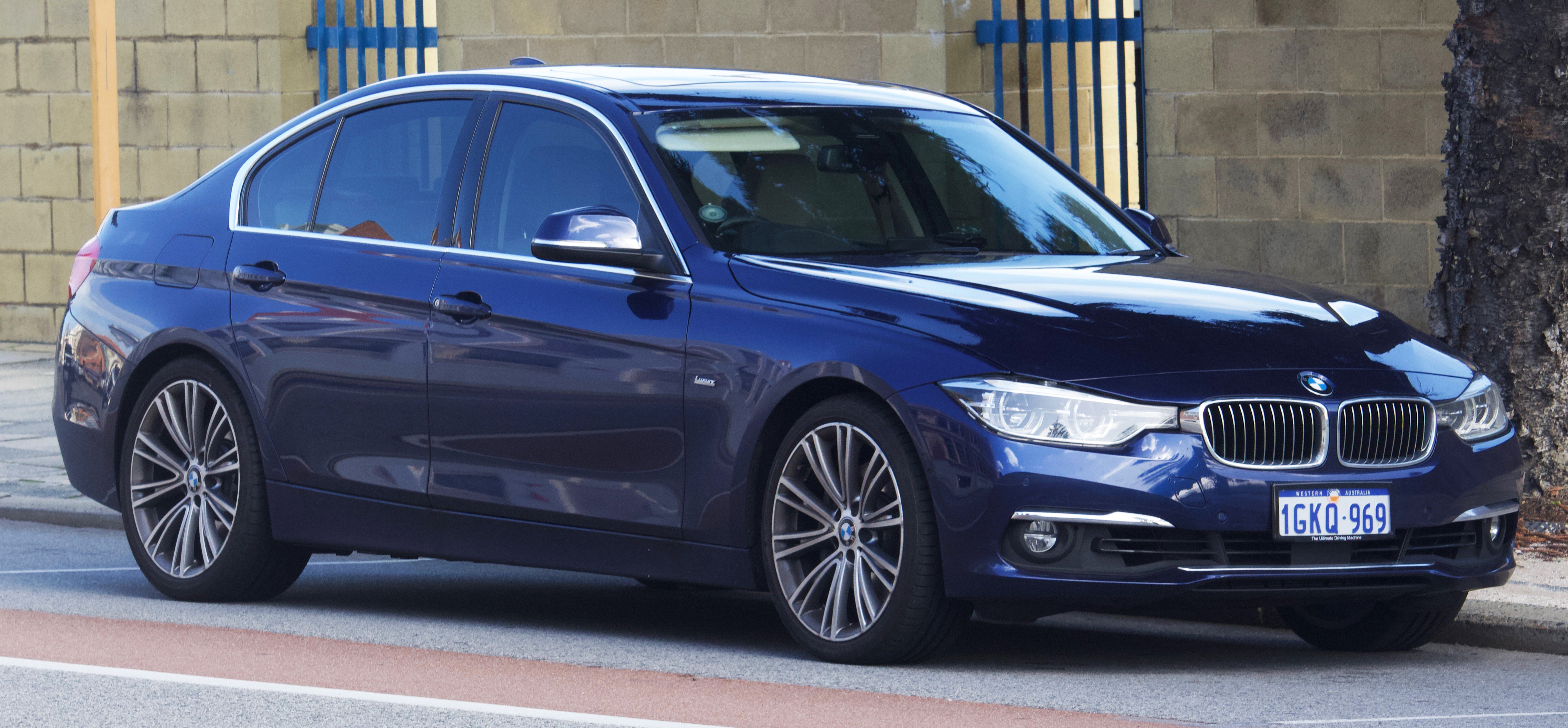
Phase 2

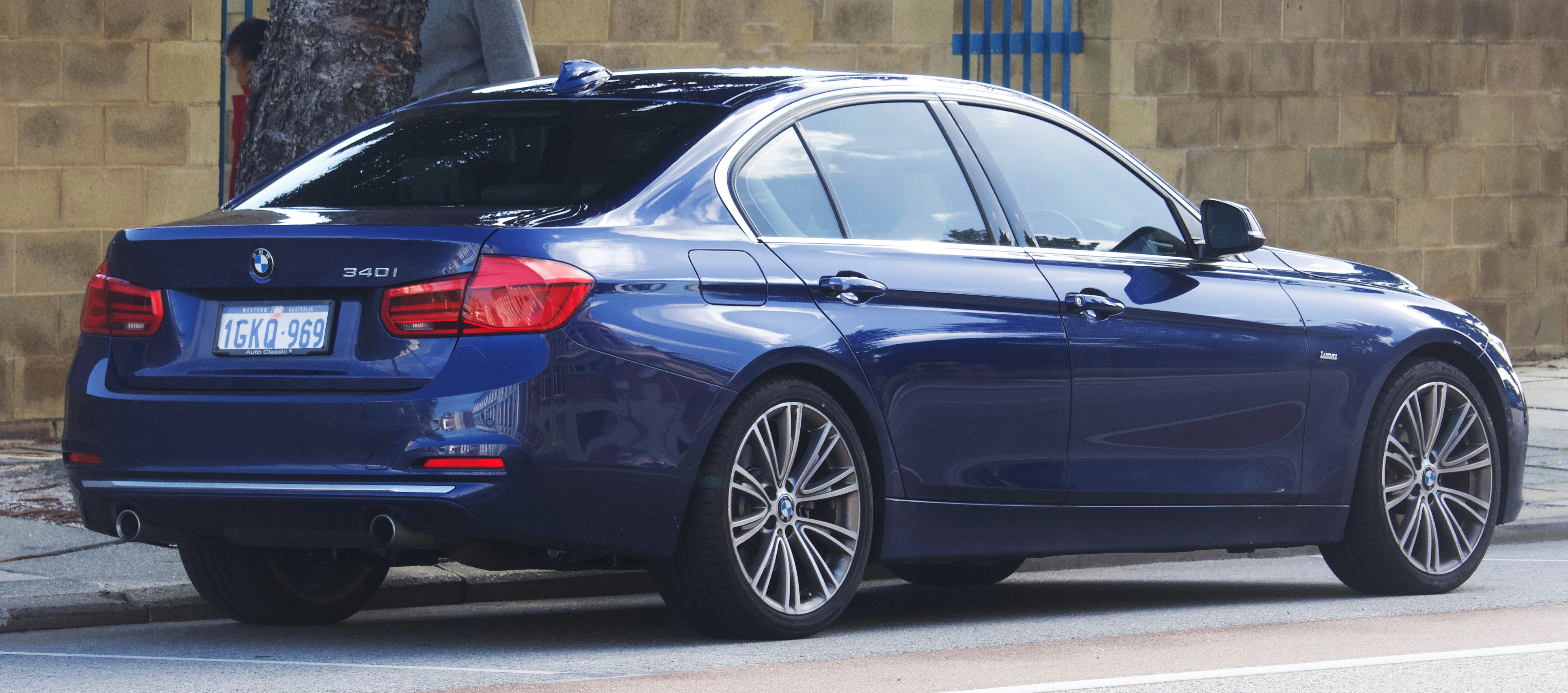
Phase 2

La Série 3 a été restylée en 2015 avec des petites évolutions esthétiques. Le plus gros changement est l'arrivée d'une version hybride rechargeable 330e, elle est composée d'un moteur essence de 184 ch accompagné d'un moteur électrique de 88 ch le tout développant une puissance de 252 ch.
De nouvelles motorisations sont apparues faisant place à la famille de moteurs modulaires [B].
Les valeurs entre parenthèses correspondent à la variante équipée de la transmission intégrale xDrive.
Les chiffres de consommation de carburant et de pollution correspondent aux chiffres maximaux proposés par le constructeur.

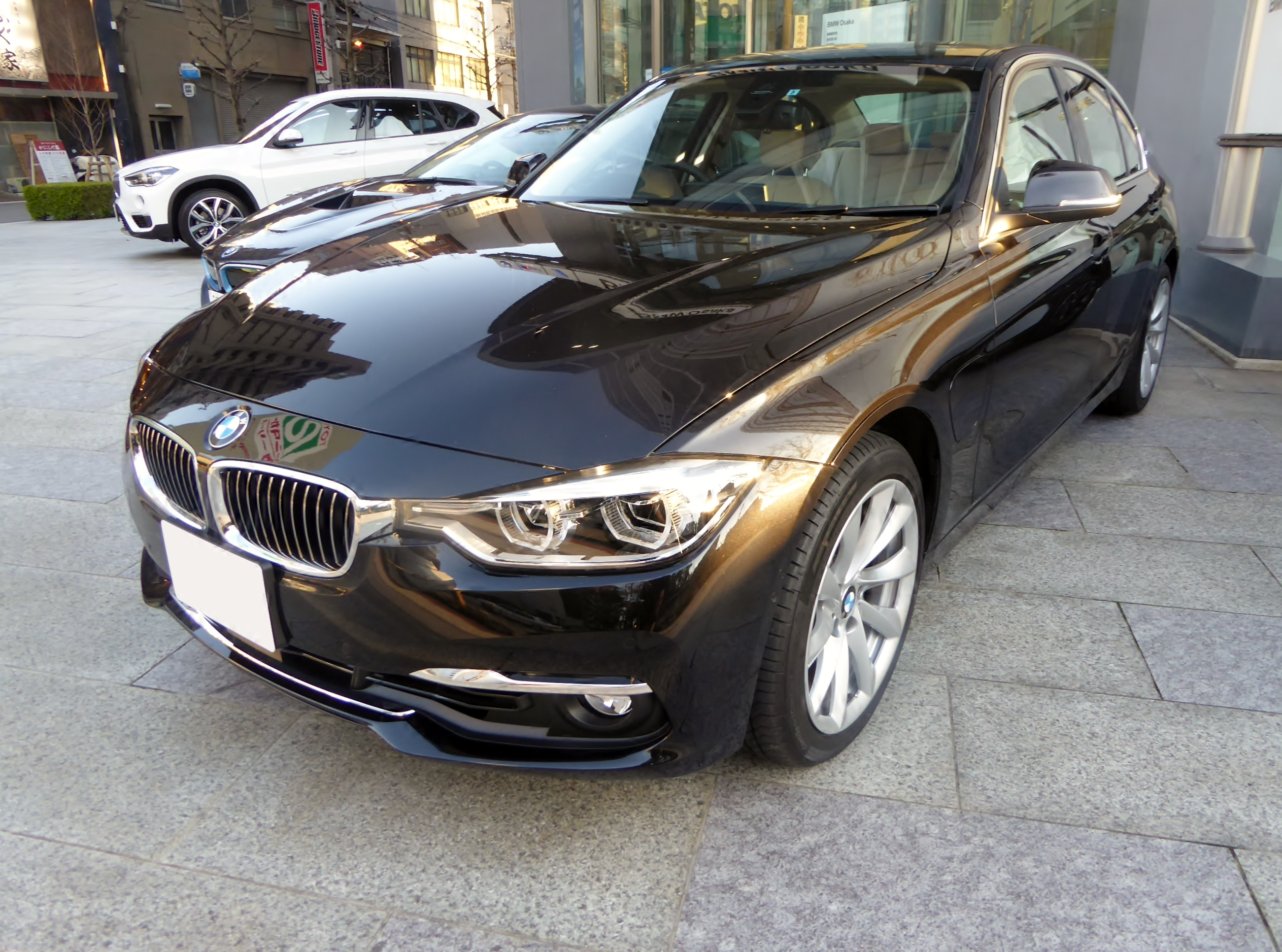
3/4 avant

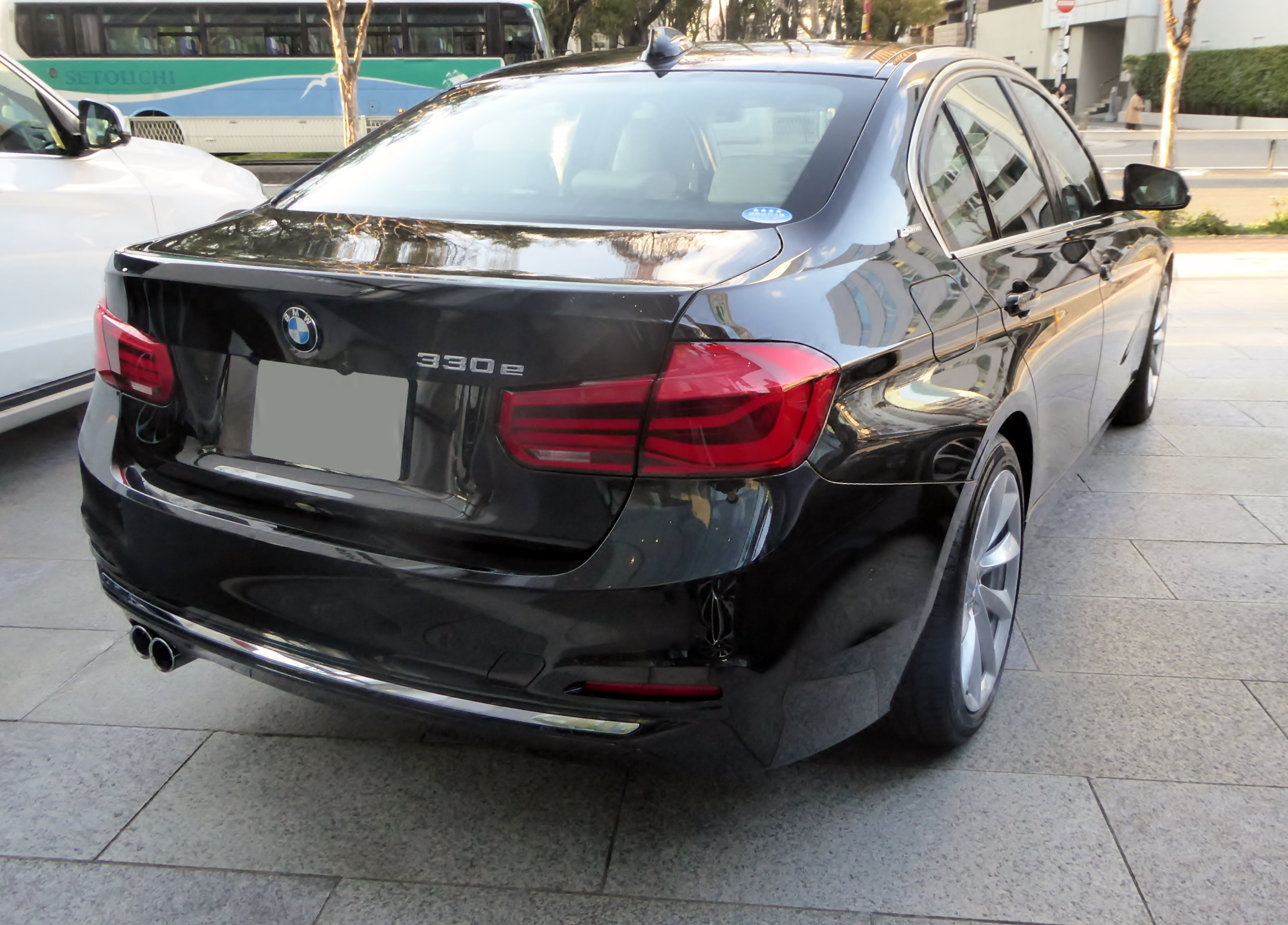
3/4 arrière

Essence
|                              | 318i                            | 320i / xDrive                   | 330i / xDrive                   | 340i / xDrive                   | M3                              |
| ---------------------------- | ------------------------------- | ------------------------------- | ------------------------------- | ------------------------------- | ------------------------------- |
| Moteur                       | 3-cylindres en ligne            | 4-cylindres en ligne            | 4-cylindres en ligne            | 6-cylindres en ligne            | 6-cylindres en ligne            |
| Code moteur                  | B38B15                          | B48B20                          | B48B20                          | B58B30                          | S55B30                          |
| Alimentation                 | Turbocompressé                  | Turbocompressé                  | Turbocompressé                  | Turbocompressé                  | Turbocompressé                  |
| Cylindrée                    | 1 499 cm3                       | 1 998 cm3                       | 1 998 cm3                       | 2 998 cm3                       | 2 979 cm3                       |
| Puissance maximale           | 136 ch de 4 400 à 6 000 tr/min  | 184 ch de 5 000 à 6 500 tr/min  | 252 ch de 5 200 à 6 500 tr/min  | 326 ch de 5 500 à 6 500 tr/min  | 431 ch de 5 500 à 7 300 tr/min  |
| Couple maximal               | 220 N m de 1 250 à 4 300 tr/min | 270 N m de 1 350 à 4 600 tr/min | 350 N m de 1 450 à 4 800 tr/min | 450 N m de 1 380 à 5 000 tr/min | 550 N m de 1 850 à 5 500 tr/min |
| Norme environnementale       | Euro 6                          | Euro 6                          | Euro 6                          | Euro 6                          | Euro 6                          |
| Boîte de vitesses            | BVM 6 / Steptronic 8            | BVM 6 / Steptronic 8            | BVM 6 / Steptronic 8            | BVM 6 / Steptronic 8            | BVM 6 / DKG 7                   |
| Vitesse maximale (en km/h)   | 210                             | 235                             | 250                             | 250                             | 250                             |
| 0-100 km/h (en s)            | 9,1                             | 7,3 / (7,6)                     | 5,8 / (5,8)                     | 5,1 / (4,9)                     | 4,1                             |
| Consommation (en L/100 km)   | 5,4                             | 5,8 / (6,1)                     | 5,8 / (6,2)                     | 6,8 / (7,3)                     | 8,3                             |
| Émissions de CO2 (en g/km)   | 126                             | 134 / (142)                     | 136 / (144)                     | 159 / (169)                     | 194                             |
| Capacité du réservoir (en L) | 60                              | 60                              | 60                              | 60                              | 60                              |
| Masse à vide (kg)            | 1 500                           | 1 525 / (1 605)                 | 1 570 / (1 640)                 | 1 615 / (1 690)                 | 1 635                           |

Hybride
|                              | 330e iPerformance                           |
| Moteur                       | 4 cylindres + électrique                    |
| Code moteur                  | B48B20 + Moteur Électrique                  |
| Alimentation                 | Turbocompressé                              |
| Cylindrée                    | 1 998 cm3                                   |
| Puissance maximale           | 184 (essence) + 88 (électrique) ch = 252 ch |
| Couple maximal               | 420 N m                                     |
| Norme environnementale       | Euro 6                                      |
| Boîte de vitesses            | Steptronic 8                                |
| Vitesse maximale (en km/h)   | 225                                         |
| 0-100 km/h (en s)            | 6,1                                         |
| Consommation (en L/100 km)   | 2,1                                         |
| Émissions de CO2 (en g/km)   | 46                                          |
| Capacité batterie (en kWh)   | 7,6                                         |
| Capacité du réservoir (en L) | 49                                          |
| Masse à vide (kg)            | 1 735                                       |

Diesel
|                              | 316d                            | 318d / xDrive                   | 320d / xDrive                   | 320d Efficient Dynamics         | 325d                            | 330d / xDrive                   | 335d xDrive                     |
| ---------------------------- | ------------------------------- | ------------------------------- | ------------------------------- | ------------------------------- | ------------------------------- | ------------------------------- | ------------------------------- |
| Moteur                       | 4 cylindres en ligne            | 4 cylindres en ligne            | 4 cylindres en ligne            | 4 cylindres en ligne            | 4 cylindres en ligne            | 6 cylindres en ligne            | 6 cylindres en ligne            |
| Code moteur                  | B47D20                          | B47D20                          | B47D20                          | B47D20                          | B47D20                          | N57B30                          | N57B30                          |
| Alimentation                 | Turbocompressé                  | Turbocompressé                  | Turbocompressé                  | Turbocompressé                  | Turbocompressé                  | Turbocompressé                  | Turbocompressé                  |
| Cylindrée                    | 1 995 cm3                       | 1 995 cm3                       | 1 995 cm3                       | 1 995 cm3                       | 1 995 cm3                       | 2 993 cm3                       | 2 993 cm3                       |
| Puissance maximale           | 116 ch à 4 000 tr/min           | 150 ch à 4 000 tr/min           | 190 ch à 4 000 tr/min           | 163 ch à 4 000 tr/min           | 224 ch à 4 400 tr/min           | 258 ch à 4 000 tr/min           | 313 ch à 4 400 tr/min           |
| Couple maximal               | 270 N m de 1 250 à 2 750 tr/min | 320 N m de 1 500 à 3 000 tr/min | 400 N m de 1 750 à 2 500 tr/min | 400 N m de 1 750 à 2 250 tr/min | 450 N m de 1 500 à 3 000 tr/min | 560 N m de 1 500 à 3 000 tr/min | 630 N m de 1 500 à 2 500 tr/min |
| Norme environnementale       | Euro 6                          | Euro 6                          | Euro 6                          | Euro 6                          | Euro 6                          | Euro 6                          | Euro 6                          |
| Boîte de vitesses            | Steptronic 8 / BVM 6            | Steptronic 8 / BVM 6            | Steptronic 8 / BVM 6            | Steptronic 8 / BVM 6            | Steptronic 8 / BVM 6            | Steptronic 8 / BVM 6            | Steptronic 8 / BVM 6            |
| Vitesse maximale (en km/h)   | 205                             | 215                             | 230                             | 225                             | 245                             | 250                             | 250                             |
| 0-100 km/h (en s)            | 10,6                            | 8,4 / (8,8)                     | 7,2 / (7,3)                     | 7,8                             | 6,1                             | 5,6 / (5,3)                     | (4,8)                           |
| Consommation (en L/100 km)   | 4,3                             | 4,4 / (4,8)                     | 4,4 / (4,7)                     | 4,1                             | 4,7                             | 5,0 / (5,3)                     | (5,5)                           |
| Émissions de CO2 (en g/km)   | 113                             | 116 / (127)                     | 116 / (123)                     | 109                             | 124                             | 131 / (139)                     | (145)                           |
| Capacité du réservoir (en L) | 57                              | 57                              | 57                              | 57                              | 57                              | 57                              | 57                              |
| Masse à vide (kg EU)         | 1 505                           | 1 525 / (1 575)                 | 1 525 / (1 610)                 | 1 505                           | 1 580                           | 1 615 / (1 690)                 | (1 705)                         |

### Production et ventes
La sixième génération de la BMW Série 3 est produite à Ratisbonne (Allemagne) et à Rosslyn (Afrique du Sud).
Le graphique linéaire ci-dessous représente le nombre de Série 3 de sixième génération vendues en tant que voitures particulières en France durant toutes les années dites "pleines" de sa carrière (les années où le modèle est produit durant les 12 mois).
Le graphique qui aurait dû être présenté ici ne peut pas être affiché car il utilise l'ancienne extension Graph, désactivée pour des questions de sécurité. Des indications pour créer un nouveau graphique avec la nouvelle extension Chart sont disponibles ici.

N.B. : En 2017, cette voiture ne figurait pas dans le classement des 100 voitures particulières les plus vendues en France (classement établi par CCFA), et le nombre de ventes de cette voiture sur cette année n'a pas été publié par CCFA.

## 7egénération - G20

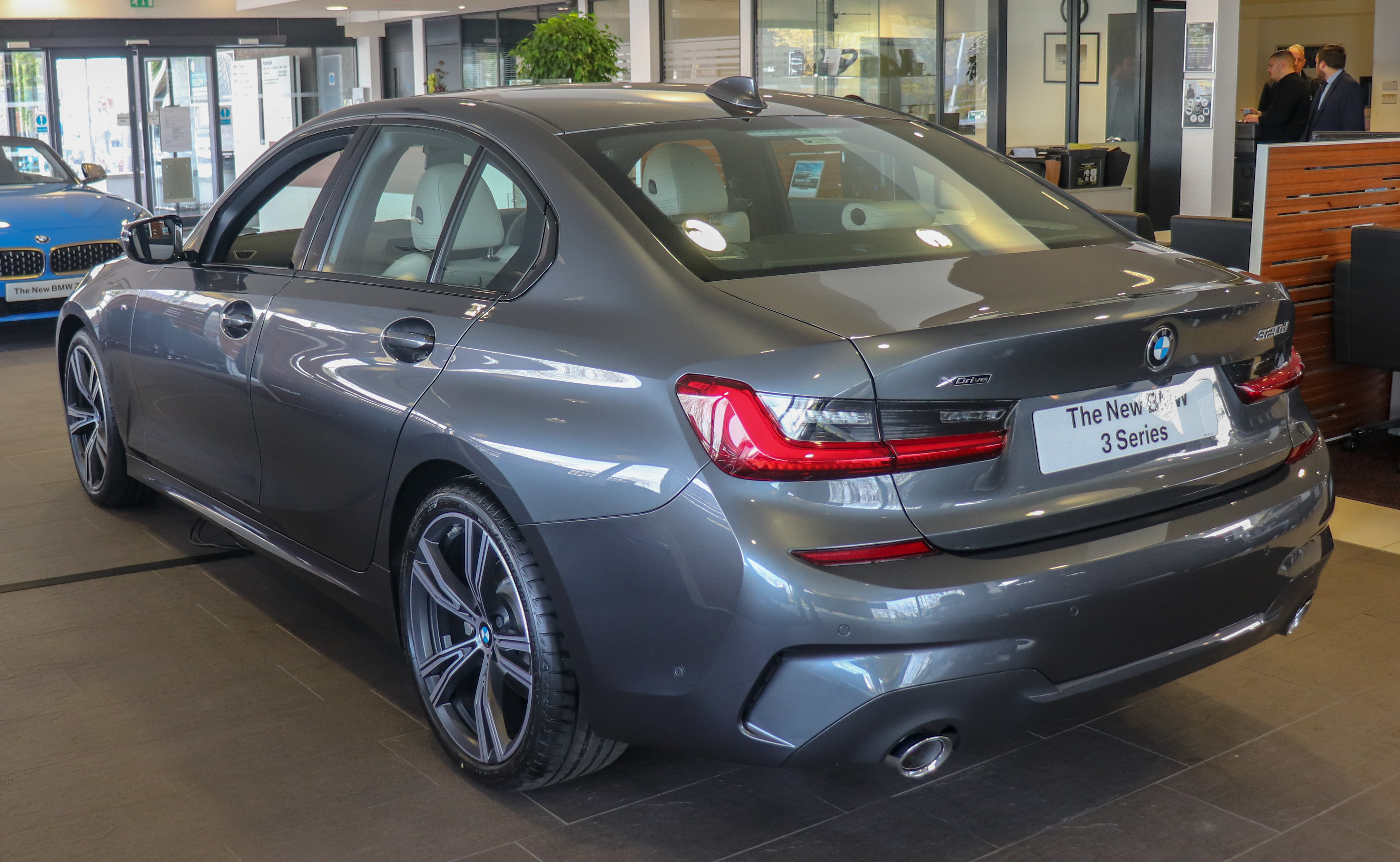
3/4 arrière

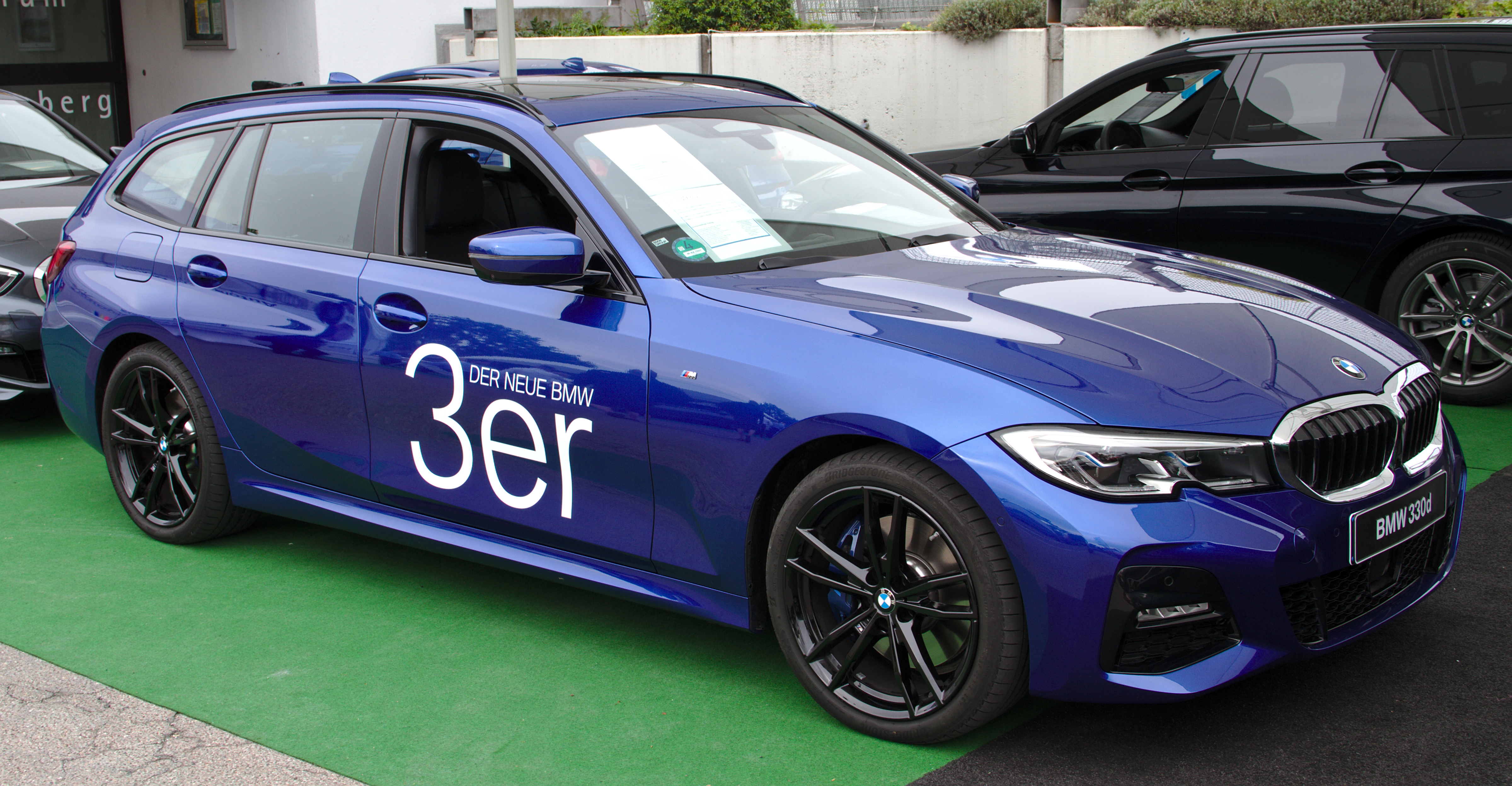
BMW 330d xDrive Touring

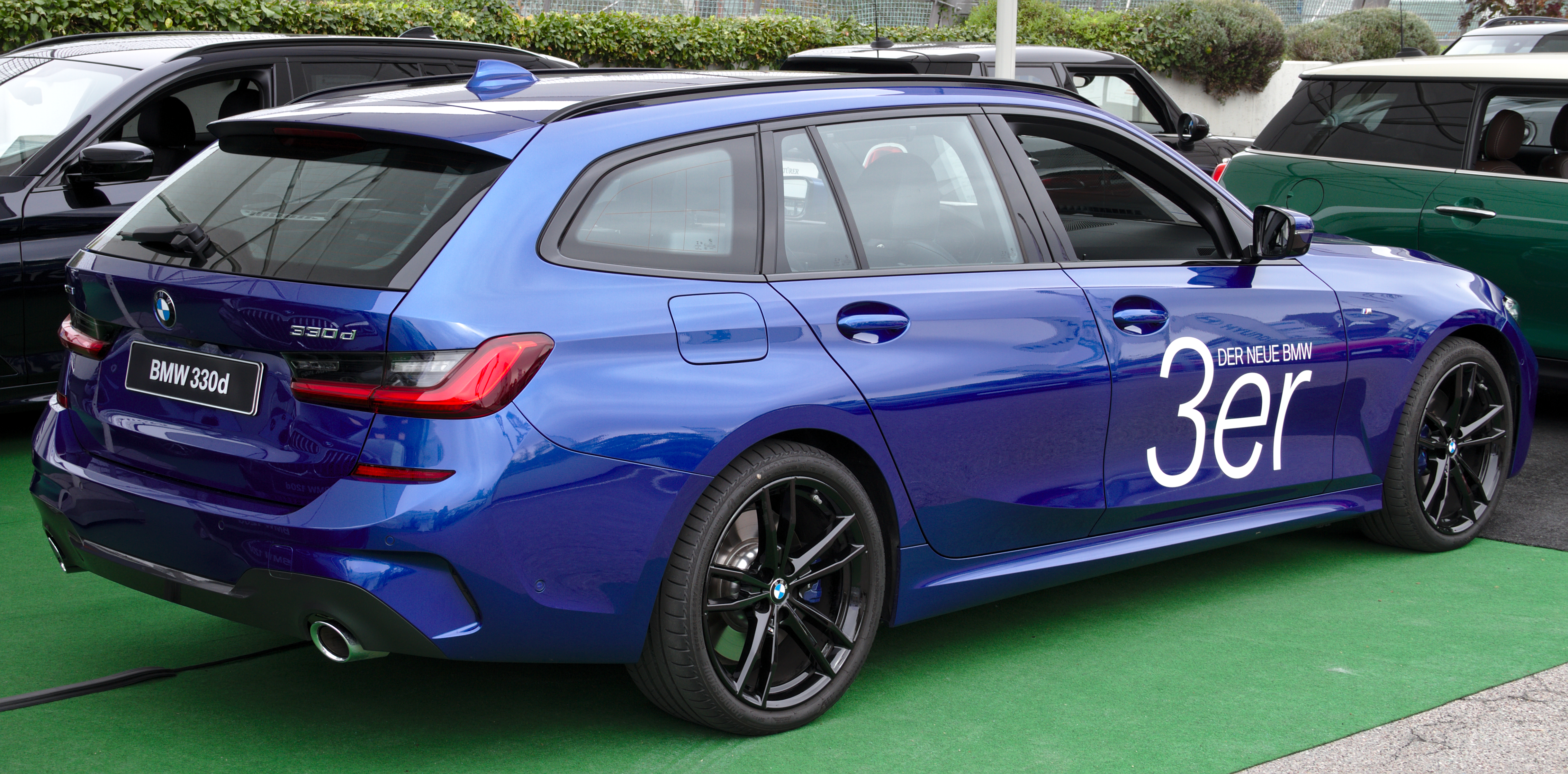
3/4 arrière

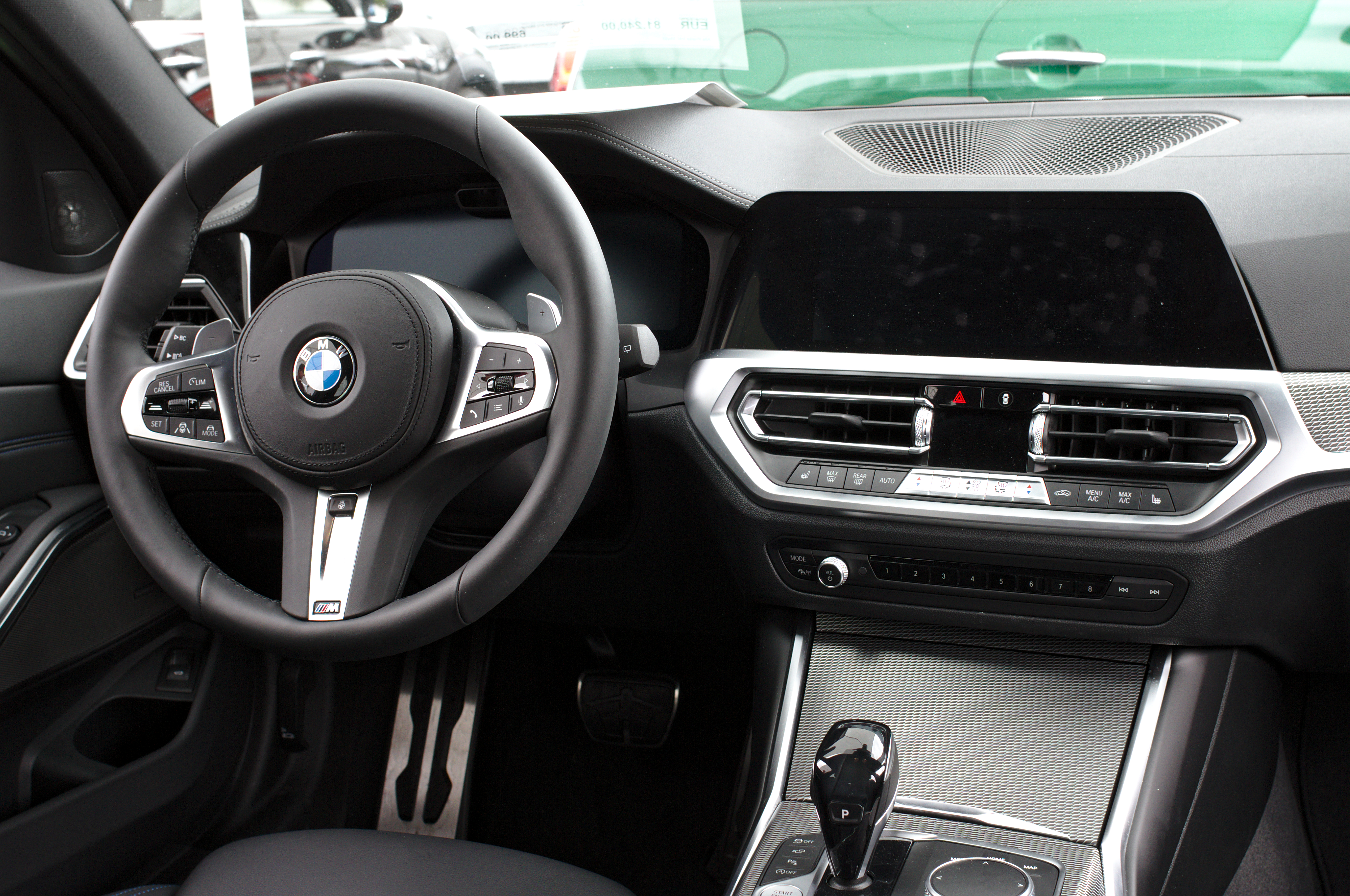
Intérieur

La septième génération de la BMW Série 3 est présentée en octobre 2018 au Mondial de l'Automobile à Paris avec la version 330i, avant une commercialisation en mars 2019. Elle repose sur la plateforme technique CLAR, comme son pendant SUV le X3.

### Présentation
Cette Série 3 est plus longue que sa prédécesseure, et peut recevoir une hybridation rechargeable.
Au lancement, deux motorisations essences sont disponibles les 4-cylindres 320i (184 ch) et 330i (258 ch) et trois motorisations diesel les 4-cylindres 318d (150 ch), 320d (190 ch) et le 6-cylindres en ligne 330d (265 ch).
Afin de pouvoir retrouver ses lettres de noblesse face à une concurrence toujours plus rude, BMW a optimisé la dynamique de conduite en rigidifiant le châssis par rapport au précédent modèle de 50%, elle est également dotée d'un nouveau système d'amortissement, un centre de gravité plus bas et une réduction du poids jusqu'à 55 kilos sur certaines versions.
Le style de cette Série 3 G20 n'est pas sans rappeler sa grande sœur la Série 5 G30.
La version break Touring est présentée le 12 juin 2019.
La première M3 Touring est partiellement dévoilée en mars 2022 dans une vidéo célébrant les 50 ans de BMW M.
En mai 2022, BMW présente les nouvelles Série 3 et Série 3 Touring restylé prévue pour courant 2022.

### Motorisations
La série 3 G20 est présentée sur le sol américain au Salon de l'automobile de Los Angeles 2018 et c'est l'occasion d'y dévoiler la motorisation M performance M340i xDrive. BMW a modifié son bloc 6-cylindres en ligne B58 et devient B58 TÜ, celui-ci faisant désormais 374 ch pour 500 N m de couple. La M340i xDrive est commercialisée en juillet 2019, en Europe et aux États-Unis.
Niveau hybridation, elle est d'abord proposée en version 330e puis arrive en 2021 la motorisation 320e.
Les valeurs entre parenthèses correspondent à la variante équipée de la transmission intégrale xDrive.
Essence
| Moteur                     | 4-cylindres en ligne           | 4-cylindres en ligne           | 4-cylindres en ligne           | 6-cylindres en ligne           |
|                            | B48B20                         | B48B20                         | B48B20                         | B58B30                         |
| Alimentation               | Turbocompressé                 | Turbocompressé                 | Turbocompressé                 | Turbocompressé                 |
| Cylindrée (cm3)            | 1998                           | 1998                           | 1998                           | 2998                           |
| Puissance maximale ch (kW) | 156                            | 184                            | 258                            | 374                            |
| au régime de (tr/min)      | 4500 à 6500                    | 5000 à 6500                    | 5000 à 6500                    | 5000 à 6500                    |
| Couple maximal (N m)       | 250                            | 300                            | 400                            | 500                            |
| au régime de (tr/min)      | 1300 à 4300                    | 1350 à 4000                    | 1550 à 4400                    | 1600 à 4500                    |
| Boîte de vitesses          | BVM6 (318i/320i) /Steptronic 8 | BVM6 (318i/320i) /Steptronic 8 | BVM6 (318i/320i) /Steptronic 8 | BVM6 (318i/320i) /Steptronic 8 |
| Vitesse maximale (km/h)    | 223                            | 238                            | 250                            | 250                            |
| 0-100 km/h (s)             | 8,4                            | 7,2                            | 5,8                            | (4,4)                          |
| Consommation (L/100 km)    | 5,3-5,7                        | 5,7-6,0                        | 5,8-6,1                        | (7,5)                          |
| Émissions de CO2 (g/km)    | 120-130                        | 129-137                        | 132-139                        | (172)                          |
| Capacité du réservoir (L)  | 59                             | 59                             | 59                             | 59                             |
| Masse à vide (kg)          | 1 565                          | 1 535                          | 1 545                          | 1 745                          |
| Norme environnementale     | Euro 6d                        | Euro 6d                        | Euro 6d                        | Euro 6d                        |

Hybride
| Moteur                     | 4-cylindres + électrique                                             |
|                            | B48B20 + ELECTRIQUE                                                  |
| Alimentation               | Turbocompressé                                                       |
| Cylindrée (cm3)            | 1998                                                                 |
| Puissance maximale ch (kW) | essence : 184 électrique : 109 cumulée : 252 (292 en mode XtraBoost) |
| Couple maximal (N m)       | 420                                                                  |
| Boîte de vitesses          | Steptronic 8                                                         |
| Vitesse maximale (km/h)    | 230                                                                  |
| 0-100 km/h (s)             | 5,9                                                                  |
| Consommation (L/100 km)    | 1,6-1,9                                                              |
| Consommation (kWh/100 km)  | 14,8-15,4                                                            |
| Émissions de CO2 (g/km)    | 37-43                                                                |
| Capacité batterie (kWh)    | 12                                                                   |
| Autonomie électrique (km)  | 59-66                                                                |
| Capacité du réservoir (L)  | 40                                                                   |
| Masse à vide (kg)          | 1815                                                                 |
| Norme environnementale     | Euro 6d                                                              |

Diesel
| Moteur                     | 4-cylindres en ligne                  | 4-cylindres en ligne                  | 4-cylindres en ligne                  | 6-cylindres en ligne                  | 6-cylindres en ligne                  |
|                            | B47D20                                | B47D20                                | B47D20                                | B57B30                                | B57B30                                |
| Alimentation               |                                       | Turbocompressé                        | Turbocompressé                        | Turbocompressé                        | Turbocompressé                        |
| Cylindrée (cm3)            | 1995                                  | 1995                                  | 1995                                  | 2993                                  | 2993                                  |
| Puissance maximale ch (kW) | 122                                   | 150                                   | 190                                   | 265                                   | 340                                   |
| au régime de (tr/min)      | 4000                                  | 4000                                  | 4000                                  | 4000                                  | 4400                                  |
| Couple maximal (N m)       | 300                                   | 320                                   | 400                                   | 580                                   | 700                                   |
| au régime de (tr/min)      | 1500                                  | 1500 à 3000                           | 1750 à 2500                           | 1600 à 3000                           | 1750                                  |
| Boîte de vitesses          | BVM6 (318D/320D) /Steptronic 8 (BVA8) | BVM6 (318D/320D) /Steptronic 8 (BVA8) | BVM6 (318D/320D) /Steptronic 8 (BVA8) | BVM6 (318D/320D) /Steptronic 8 (BVA8) | BVM6 (318D/320D) /Steptronic 8 (BVA8) |
| Vitesse maximale (km/h)    |                                       | 222                                   | 240 / 233                             | 250                                   | 250                                   |
| 0-100 km/h (s)             |                                       | 8,4                                   | 6,8 / (6,9)                           | 5,5                                   | 4,6                                   |
| Consommation (L/100 km)    |                                       | 4,1-4,4                               | 4,2-4,5 / (4,5-4,8)                   | 4,8-5,2                               | 5,3-5,7                               |
| Émissions de CO2 (g/km)    |                                       | 108-116                               | 110-117 / (118-125)                   | 128-136                               | 163                                   |
| Capacité du réservoir (L)  |                                       | 40 - option 59                        | 40 - option 59                        | 40 - option 59                        | 40                                    |
| Masse à vide (kg)          |                                       | Pas disponible                        | 1 530 / (1 615)                       | Pas disponible                        | 1895                                  |
| Norme environnementale     |                                       | Euro 6d                               | Euro 6d                               | Euro 6d                               | Euro 6d                               |

### Alpina B3 et D3 S

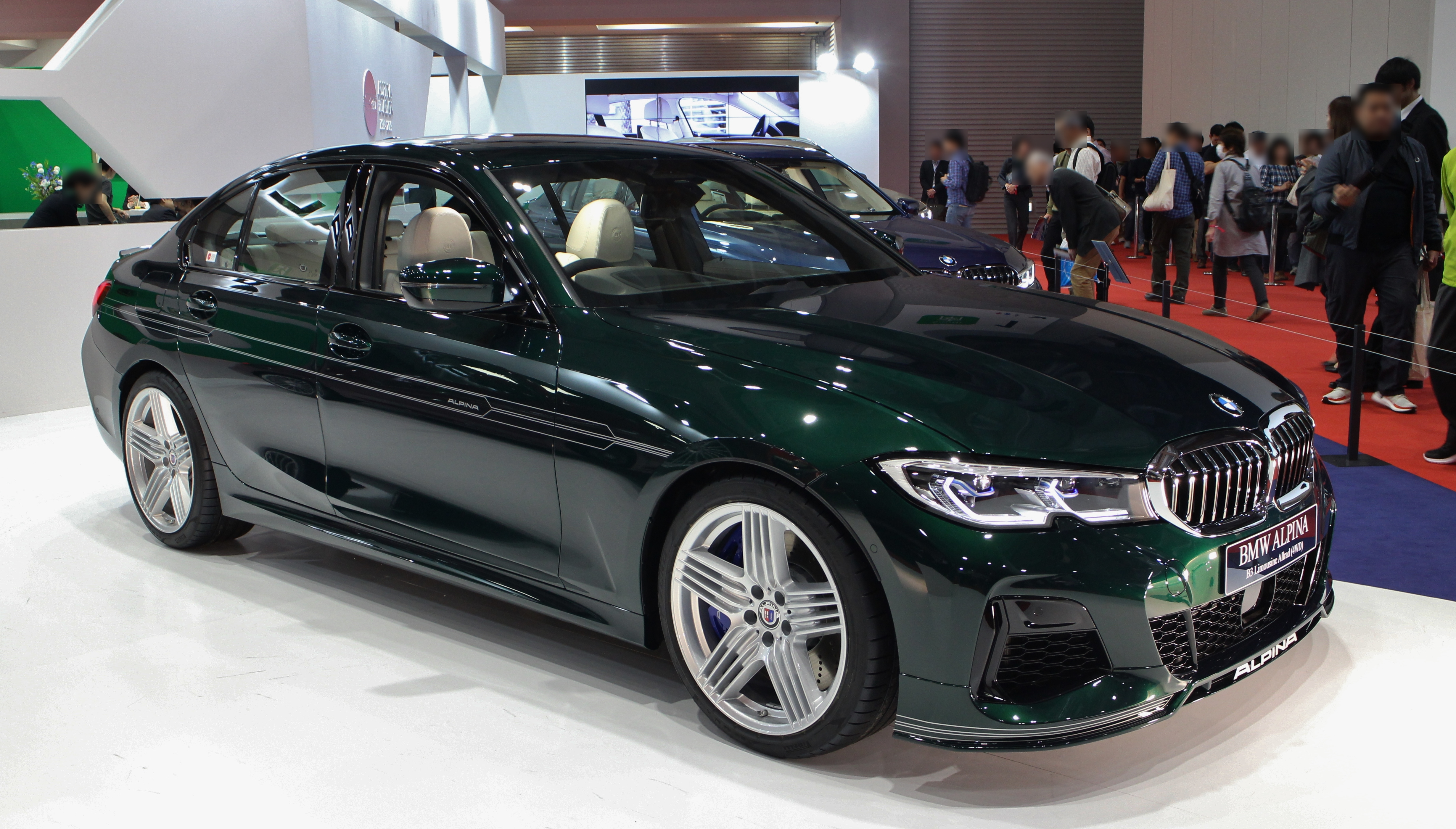
Alpina B3 berline.

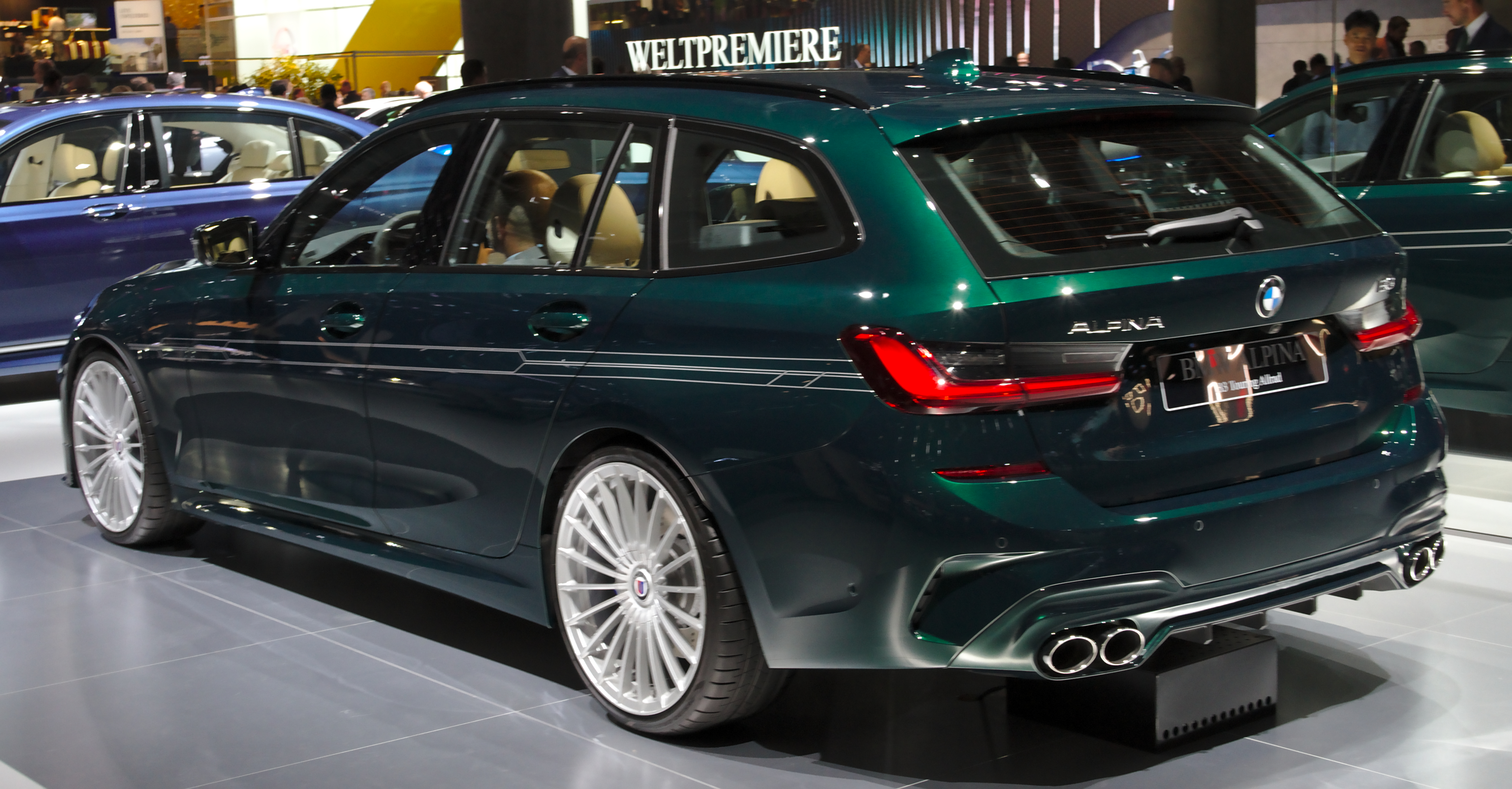
Alpina B3 Touring.

Alpina a conçu ses propres versions haut de gamme et très performantes de la Série 3.
La B3, à moteur essence six cylindres de 462 ch, est dévoilée au salon de Francfort 2019, en version break. La berline est présentée quelques semaines plus tard au salon de Tokyo.
La D3 S, à moteur Diesel six cylindres de 355 ch, est dévoilée en mai 2020 en berline et en break. Dérivée de la M340d, la D3 S est le premier modèle hybride de la marque. Le moteur électrique de l’hybridation légère procure une puissance additionnelle de 11 ch offrant un gain en vivacité sur les premiers rapports. Les B3 et D3 S sont disponibles à partir de 2020, exclusivement avec quatre roues motrices,.
|                            | B3                              | D3 S                            |
| -------------------------- | ------------------------------- | ------------------------------- |
| Moteur                     | 6 cylindres en ligne            | 6 cylindres en ligne            |
| Alimentation               | Bi-turbocompressé               | Bi-turbocompressé               |
| Cylindrée                  | 2 993 cm3                       | 2 993 cm3                       |
| Puissance maximale         | 462 ch de 5 500 à 7 000 tr/min  | 355 ch de 4 000 à 4 200 tr/min  |
| Couple maximal             | 700 N m de 2 500 à 4 500 tr/min | 730 N m de 1 750 à 2 750 tr/min |
| Boîte de vitesses          | Switch Tronic 8                 | Switch Tronic 8                 |
| Vitesse maximale (en km/h) | 303                             | 273                             |
| 0-100 km/h (en s)          | (3,8)                           | (4,6)                           |
| Consommation (en L/100 km) | (9,8)                           | (6,4)                           |
| Émissions de CO2 (en g/km) | (224)                           | (167)                           |
| Capacité du réservoir (L)  | 59                              | 59                              |
| Masse à vide (kg EU)       | (1 785)                         | (1 950)                         |
| Disponibilité              | 2020                            | 2020                            |

### Finitions
- Lounge
- Business Design
- M Sport
- Luxury
- M Performance

#### Série limitée
- BMW M340i xDrive Touring First Edition, 2020 (340 exemplaires)[41].

## Culture populaire
Depuis 1996, la BMW Série 3 est le véhicule de fonction de l'inspecteur Sami Gerçan dans la série allemande Alerte Cobra. Les versions E36, E46, E90, F30 et G20 sont successivement utilisées. Seules les versions E90 et F30 sont équipées du Pack M Sport selon les saisons et les épisodes. C'est accessoirement la voiture la plus accidentée et détruite de toute la série, dans toutes ses versions.